# Експедиція заготовок державних паперів
Експеди́ція загото́вок держа́вних папе́рів — структурний підрозділ Міністерства фінансів Української Народної Республіки, Української Держави та Директорії, який функціонував під час національно-визвольних змагань 1917–1921 років. Основним завданням установи було виготовлення грошових знаків, державних цінних паперів, поштових марок та інших офіційних документів. Експедицію заготовок державних паперів часто називали просто «Експедиція» або «Заготовка», а друкарні, де виготовляли державні папери, — «фабриками».
Для виготовлення державних паперів проводилися конкурси на створення їхніх дизайнів, рішення за якими приймала спеціальна комісія при Міністерстві фінансів. Участь у створенні проєктів брали відомі українські художники, серед яких Іван Мозалевський, Георгій Нарбут, Антон Середа, Григорій Золотов, Василь Кричевський, Олександр Богомазов, Амвросій Ждаха, Микола Касперович та інші. Загалом із запропонованих дизайнів було затверджено 23 зразки державних банкнот, з яких 12 належали Нарбуту.
Експедиція мала три філії: Одеську, Кам'янецьку та Варшавську, а також здійснювала нагляд за друком державних кредитових білетів та білетів Державної скарбниці в Імперській друкарні у Берліні. За період 1917–1921 років загальний обсяг грошових знаків (гривень та карбованців), виготовлених «фабриками», склав 45 мільярдів гривень. При цьому в обіг потрапили лише знаки на суму 23 мільярди гривень та шагів на 46 мільйонів гривень.
Експедиція відігравала важливу роль не лише у фінансовій політиці тогочасних українських урядів, але й у процесі українського державотворення. Виготовлення національної валюти дало змогу протягом 1918–1920 років фінансово підтримувати збройну боротьбу української армії та забезпечувати функціонування державного апарату. Остаточне припинення діяльності Експедиції було спричинене військовою поразкою армії УНР та втратою Українською Народною Республікою незалежності.

## Передумови створення
|                                          | Громадяне! Слушний час настав. Відбудовується Вільна Україна. Більше як 250 років чекав того український народ і час настав. Твориться нова організація Вільної України. [...] але без матеріяльних засобів посунути її не можливо. |
| — Листівка Національного фонду. 1917 рік | |

Революція 1917 року в Росії призвела до ослаблення зв'язків між центральною владою та її колоніями, що призвело до зростання вимог автономії та самовизначення. На тлі цих подій, Українська Центральна Рада, яка об'єднувала різні політичні партії та організації соціалістичного спрямування, взяла на себе ініціативу в національному русі українців. У своєму Першому Універсалі, прийнятому 10 (23) червня 1917 року, Центральна Рада проголосила автономію України — «Не одділяючись від всієї Росії...народ український має сам порядкувати своїм життям». Другий Універсал від 3 (16) липня 1917 року закріпив угоду між Центральною Радою та Тимчасовим урядом Росії, в якій останній визнавав легітимність Ради. До проголошення незалежності Української Народної Республіки 9 (22) січня 1918 року, Центральна рада здійснила низку важливих соціально-економічних реформ, спрямованих на захист української державності. Однією з ключових ініціатив було проведення влітку 1917 року конкурсу серед художників для створення ескізів перших українських банкнот, що мало вирішальне значення для майбутньої фінансової системи.
У 1917 році на українських землях в обігу залишалися російські «царські» рублі та «керенки» — грошові знаки, випущені Тимчасовим урядом Росії. Однак із подальшою масовою емісією паперових грошей як з боку Тимчасового уряду, так і більшовиків після Жовтневого перевороту, рубль почав швидко втрачати вартість. Попри велику кількість російської валюти на ринку (8—12 млрд. рублів), на місцях її катастрофічно не вистачало. Так, за даними на 6 грудня 1917 року, запаси Київської контори Держбанку Росії, яка 9 грудня була реорганізована у Державний банк УНР, становили 6 мільйонів рублів, а вже 20 грудня зменшилися до 40 000 рублів. Водночас, 8 грудня 1917 року газета «Киевская мысль» повідомила, що Рада Народних Комісарів постановила «...не надсилати ніяких грошових знаків для України». Це призвело до серйозної загрози фінансового краху української економіки. Щоб стабілізувати економіку та захистити її від знеціненої російської валюти, Центральна Рада вирішила ввести власну національну валюту. З цією метою 14 грудня 1917 року при Міністерстві фінансів була заснована Експедиція заготовок державних паперів, яка відповідала за виготовлення українських грошових знаків і державних цінних паперів. Це дозволило не тільки захистити українську економіку, а й закріпити суверенітет держави в економічній сфері.

## Організація та діяльність

### Мистецько-гравірувальний відділ
Згідно з § 11 закону Центральної Ради «Про випуск державних кредитових білетів УНР» від 19 грудня 1917 (6 січня 1918), «Генеральному секретареві фінансів було надано право розробити зразки кредитових білетів Української Народної Республіки та оприлюднити їхній опис для загального відома». У зв'язку з цим при Міністерстві фінансів, у рамках роботи Експедиції заготовок державних паперів, було створено Мистецько-гравірувальний відділ, хоча його організація завершилася лише в березні 1918 року. Першим керівником відділу був художник Іван Мозалевський, який обіймав цю посаду до червня 1919 року. Після нього відділ очолив художник Зиновій Подушко.
Мистецько-гравірувальний відділ займався розробкою проєктів грошових знаків, поштових марок, державних гербів тощо. У його складі працювало понад 20 митців, організованих у шість підвідділів: літографічно-перекладний, конгревний (різноколірного друку), металевої гравюри, фототипії, фотоцинкографічний та мистецький з музеєм. Замовлення на виготовлення державних паперів Іван Мозалевський отримував від управителя Експедиції, яким спочатку був український земський діяч Арістід Венеракі .

### Процес створення державних паперів
Експедиція організовувала конкурси на створення проєктів державних цінних паперів різних номіналів. У них брали участь відомі українські художники, зокрема Іван Мозалевський, Георгій Нарбут, Антон Середа, Григорій Золотов, Василь Кричевський, Олександр Богомазов, Амвросій Ждаха, Микола Касперович та інші. 
Відбір та затвердження проєктів здійснювала спеціальна комісія при Міністерстві фінансів. До її складу входили заступник міністра фінансів Василь Мазуренко (голова), В. Є. Барбаров (заступник голови), професор Дмитро Антонович (представник Міністерства освіти і мистецтва), професор Георгій Нарбут (від Української академії мистецтв), Іван Мозалевський (від Мистецько-гравірувального відділу Експедиції), завідувач відділу цинкографії Н. Негель, а також гравери Гришманюк і Петенко. Авторам схвалених проєктів виплачували високі гонорари: за проєкт грошового знака — від 2 до 5 тисяч карбованців, за проєкт поштової марки — від 700 до 1 000 карбованців. Наприклад, Георгій Нарбут отримав 2 тисячі карбованців за розробку проєктів державного герба та печатки Української Держави, згідно з постановою Ради Міністрів, затвердженою гетьманом 20 листопада 1918 року. Загалом із запропонованих проєктів було затверджено 23 зразки державних банкнот, з яких 12 належали Нарбуту. 
| Етап                 | Зображення | Опис |
| -------------------- | ---------- | --- |
| Затверджений ескіз   |            | Проєкт банкноти УНР, виконаний Борисом Романовським у 1918 році.                                                                    |
| Затверджений номінал |            | Технічний друк банкноти номіналом 250 карбованців 1918 року. Затверджено до випуску Міністром фінансів з подальшою заміною кольору. |
| Пробний зразок       |            | Пробний друк з новими кольорами. |
| Емітована банкнота   |            | Пачка банкнот з друкарні в остаточному вигляді.                                                                                     |

### Загальна структура та керівництво
Експедиція мала розгалужену структуру та великий штат співробітників. До її складу входили загальна канцелярія, головна бухгалтерія, матеріальний відділ, екзекуторська частина, ремонтно-механічний відділ, технічно-друкарський відділ (друкарська та літографічна майстерні), лічильно-сортувальний відділ (різальний, перша та друга лічильно-сортувальні майстерні, бухгалтерія, комора цінностей, канцелярія), шпиталь, церква та охорона. Штаб-квартира з грудня 1917 року знаходилась у Києві на вулиці Пушкінській № 4, у приміщенні друкарні «С. В. Кульженко», а з листопада 1918 року — на Бібіковському бульварі № 27.
| Ім'я                             | Період                              |
| -------------------------------- | ----------------------------------- |
| Арістід Венеракі                 | грудень 1917 ― 6 серпня 1918        |
| В. Є. Барбаров                   | 6 серпня 1918 року — 7 вересня 1918 |
| Володимир Іванович Михайловський | 7 вересня 1918 ― лютий 1919         |
| Микола Данильченко               | лютий 1919 ― червень 1919           |
| Євген Федосієв                   | червень 1919 ― 27 жовтня 1921       |

### Регіональні філії
Експедиція мала три філії: Одеську, Кам'янецьку та Варшавську. Одеську філію, утворену в червні 1918 року, очолював С. Х. Батурський, і вона працювала до захоплення Одеси військами Денікіна в серпні 1919 року. Кам'янецька філія виникла внаслідок евакуації Експедиції з Києва до Кам’янця-Подільського у січні 1919 року; 20 травня 1920 року вона розпочала друк грошових знаків і отримала неофіційну назву «Кам'янецька експедиція». Варшавська філія діяла на основі положення, затвердженого 10 жовтня 1920 року, і виконувала договори про друк українських грошей у Польщі.

## Експедиція доби Центральної Ради (1917—1918)

### Запровадження нової грошової системи
19 грудня 1917 (6 січня 1918) року Центральна Рада ухвалила «Тимчасовий закон про випуск державних кредитових білетів УНР». Першою емісією стали карбованці, які містили 17,724 долі щирого золота та ділилися на 200 шагів. Російські рублі та «керенки» продовжували перебувати в обігу поряд з новою українською валютою, а також залишалися в обігу російські дрібні монети. 31 грудня 1917 (13 січня 1918) Михайло Грушевський у статті «Про монетну українську одиницю», опублікованій у газеті «Народна воля», обґрунтував вибір карбованця як тимчасової грошової одиниці Української Народної Республіки та гривні як перспективної національної валюти:

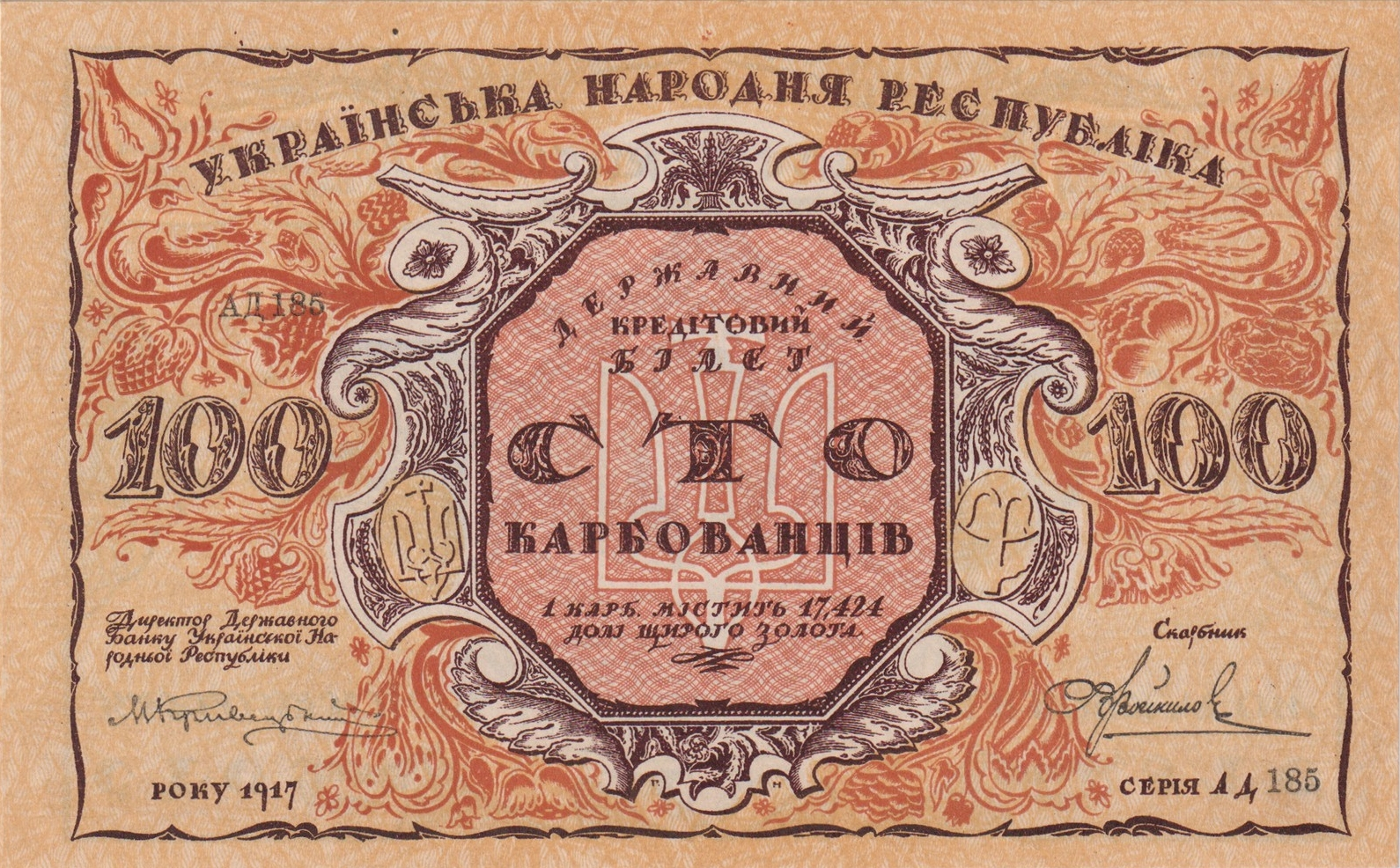
100 карбованців 1917 року. Банкнота була першим офіційним платіжним засобом Української Народної Республіки. Випуск надрукований у Києві, в друкарні «С. В. Кульженко»

| Ухвалюючи випуск українських грошей для першого початку, в «карбованцях», рівних російським рублям, з огляду на призвичаєння людності, Центральна рада заразом приймаючи поділ українського карбованця на 200 шагів, тим самим в принципі вже приняла перехід до меншої монетної одиниці — «півкарбованця», зложеного з ста шагів, відповідно до того, як звичайно діляться монетні одиниці, — на сто частин. Справді, російський рубель був занадто великою одиницею, і мова про потребу його заміни меншою піднімалась не раз в давніших роках, тільки не дійшла свого здійснення. [...] Як же назвати нашу нову українську одиницю? У нас була тільки одна власна, історична, державна монетна система — це рахунок на «гривни», і я думаю, що творячи свою власну монетну систему під теперішню хвилю, найбільш натуральним буде вернутись до цієї старої назви, приложивши і до нової монетної одиниці — півкарбованця. |
| |

Після підписання Брест-Литовського мирного договору, 1 березня 1918 року в Житомирі в будинку колишнього дворянського зібрання, Мала Рада під головуванням Михайла Грушевського прийняла другий закон про запровадження нової грошової системи, «Закон про грошову одиницю, биття монет та друк державних кредитових білетів». Основною грошовою одиницею ставала гривня, яка містила 8,712 долі щирого золота, поділялася на 100 шагів і дорівнювала половині карбованця. Номінали державних кредитових білетів включали 2, 5, 10, 20, 100, 500 та 1000 гривень. Поряд із паперовими грошима планувався випуск золотої монети номіналом 20 гривень, срібної — в 1 гривню, а також монет 1, 2, 5, 20, 50 шагів з «іншого металу», визначеного міністром фінансів.

Затримка з виготовлення гривень і труднощі з випуском дрібних банкнот спонукали Міністерство фінансів УНР 18 квітня 1918 року ухвалити Закон «Про запровадження розмінних марок в Україні» та ввести в обіг розмінні знаки – шаги, що за зовнішнім виглядом нагадували поштові марки. Ухвалення третього закону завершило формування нормативної бази для емісії власної валюти.

Законопроєкти Центральної Ради про нові грошові одиниці (1918 рік)
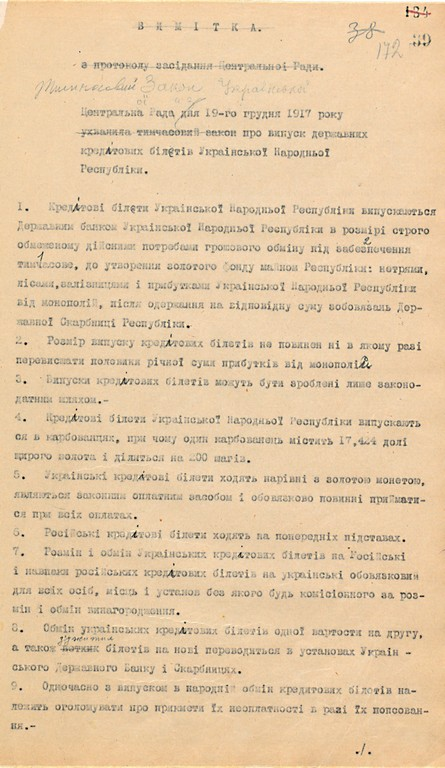
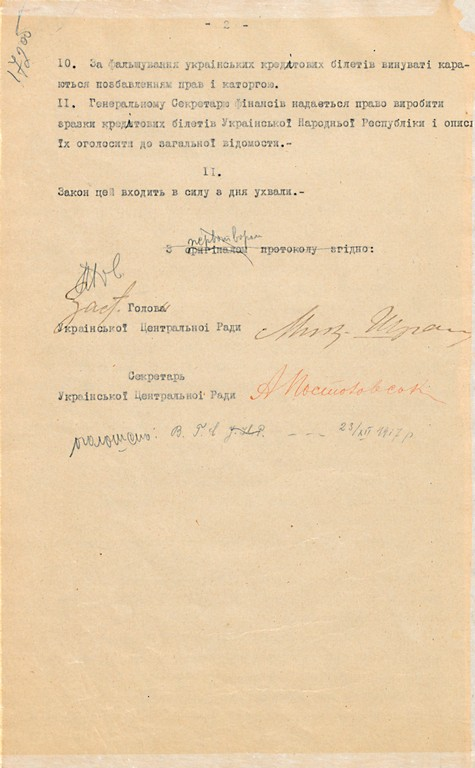
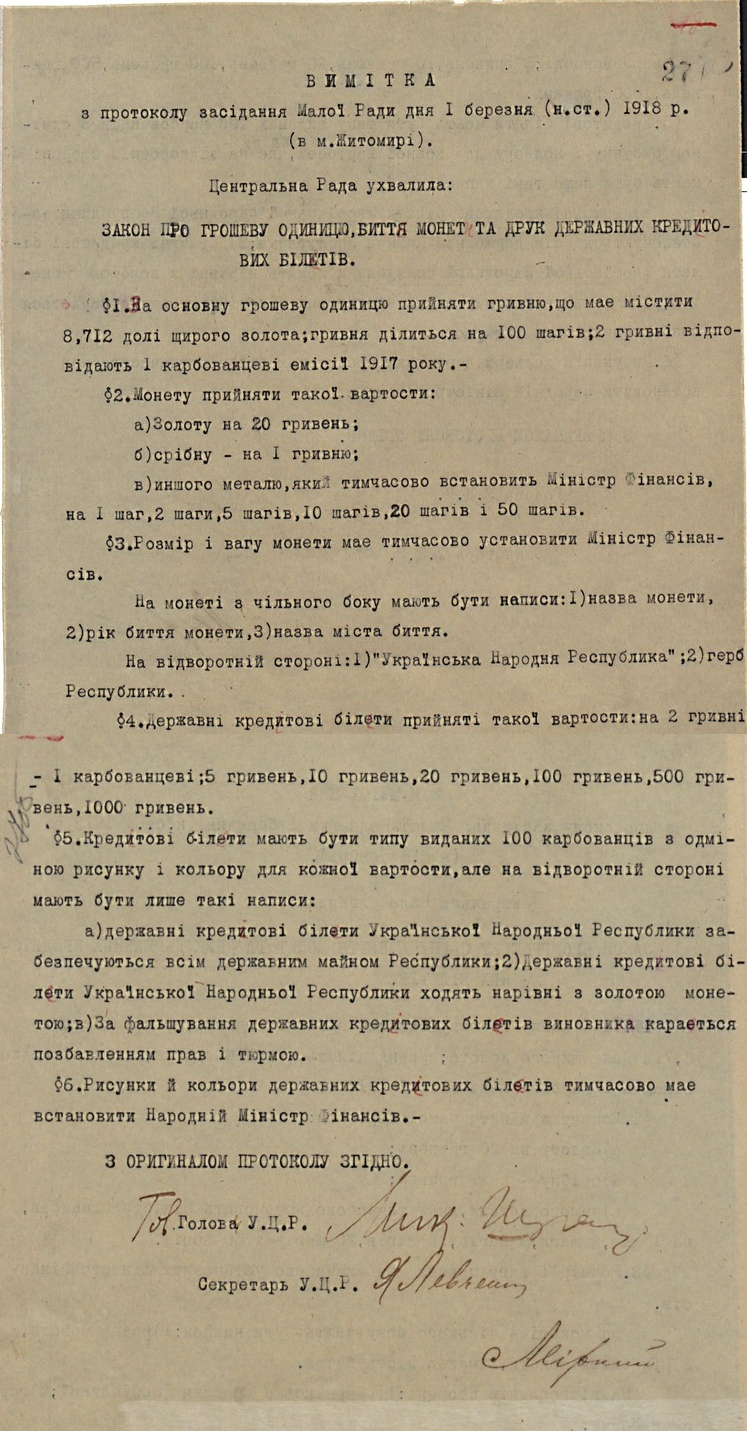
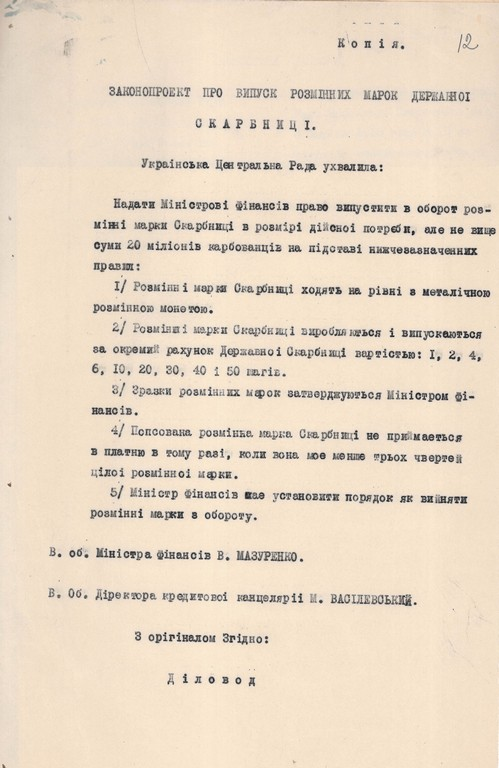

Ще влітку 1917 року було оголошено конкурс на найкращі ескізи українських паперових грошей, у якому взяли участь відомі художники, зокрема Георгій Нарбут, Антон Середа, Григорій Золотов та інші. Нарбут, вивчаючи давні українські монети, запропонував тризуб із хрестом як варіант Герба УНР ще до його офіційного затвердження 12 (25) лютого 1918 року. Саме цей герб він зобразив на перших українських паперових грошах номіналом 100 карбованців у грудні 1917 року. Друк грошових знаків здійснювався на найкращій київській друкарні «С. В. Кульженко» (вул. Пушкінська № 4) під керівництвом управителя Експедиції Арістида Венеракі.

### Київська друкарня «С. В. Кульженко»
| Секретарство фінансів здало вже друкарні Кульженка зразки українських грошей, які цими днями почнуть друкувати. Зразки грошей рисували відомі українські художники, як Г. Нарбут, Ф. Кричевський та инші, і гроші ці мають дуже гарний вигляд. Найкрасивішими будуть 100 карбованців, котрі малював Г. Нарбут. |
| — «Робітнича газета» № 205. 13 (26) грудня 1917 року |

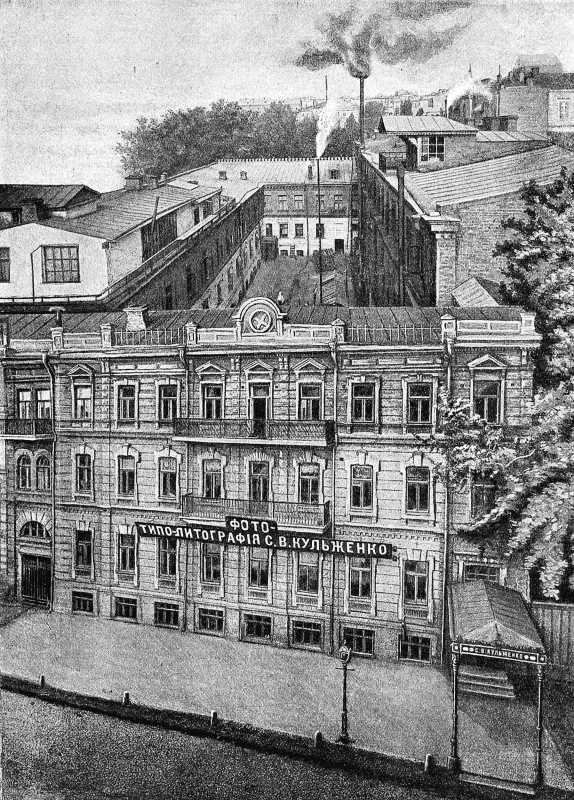
Будинок типолітографії «С. В. Кульженко» на вулиці Пушкінській № 4. Тут виготовлялися перші українські паперові банкноти та діяла Експедиція заготовок державних паперів. Літографія поч. ХХ ст.

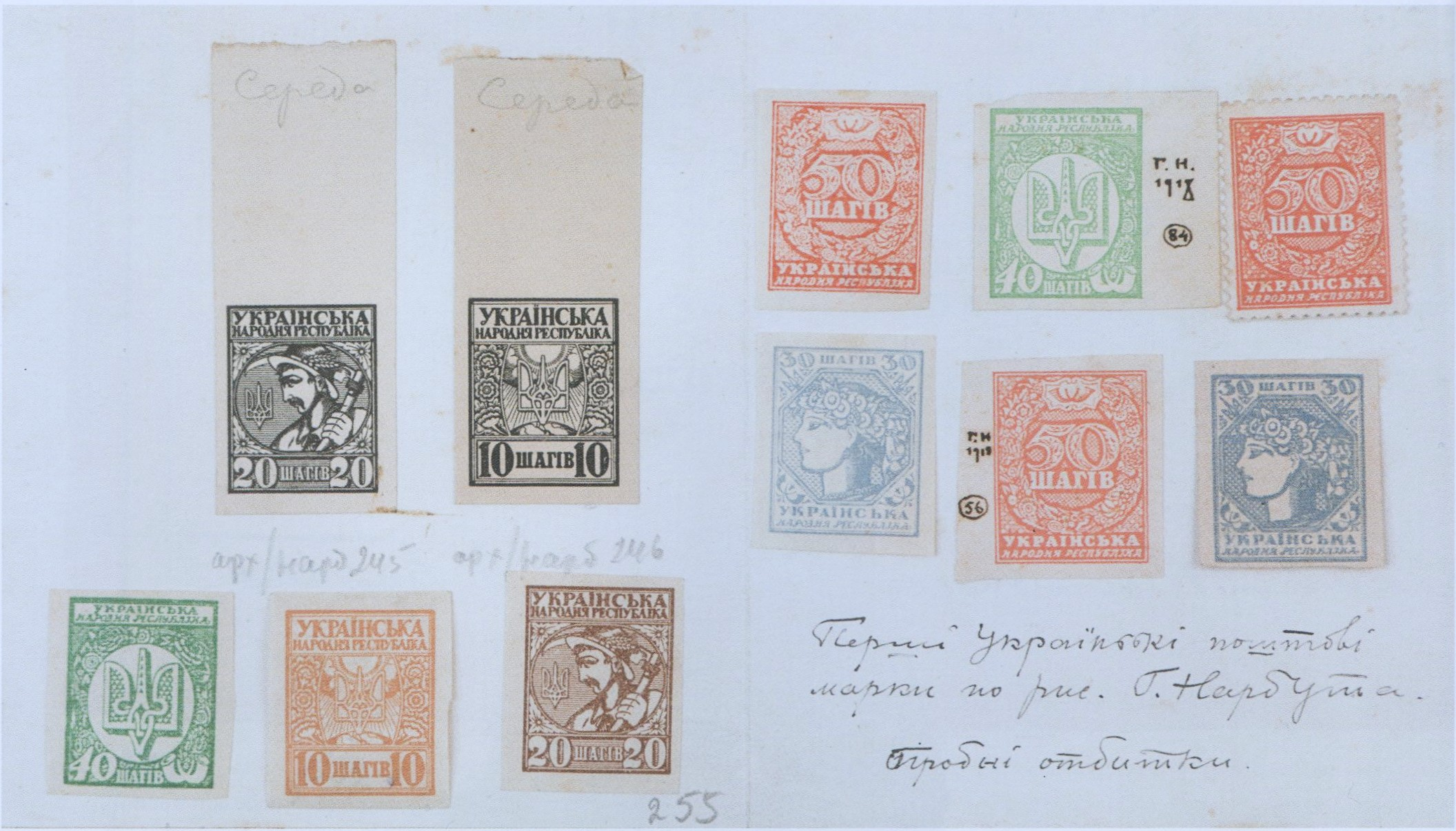
Зразки перших українських поштових марок (шагів) з друкарні «С. В. Кульженко». Георгій Нарбут та Антон Середа. 1918 рік

Експедиція розмістилася в типографії Василя Кульженка на вулиці Пушкінській № 4, де друкувалися перші кредитові білети Центральної Ради. Друкарня виготовляла банкноти номіналом 100 карбованців серії «АД», 50 та 25 карбованців серії «АК», а також усі п'ять номіналів паперової «розмінної монети» — 10, 20, 30, 40 і 50 шагів. Мала в наявності чотири літографічні машини, здатні виробляти 7,5 мільйонів карбованців щоденно. У липні 1918 року в цій друкарні також розпочали друк перших українських поштових та фіскальних марок. 

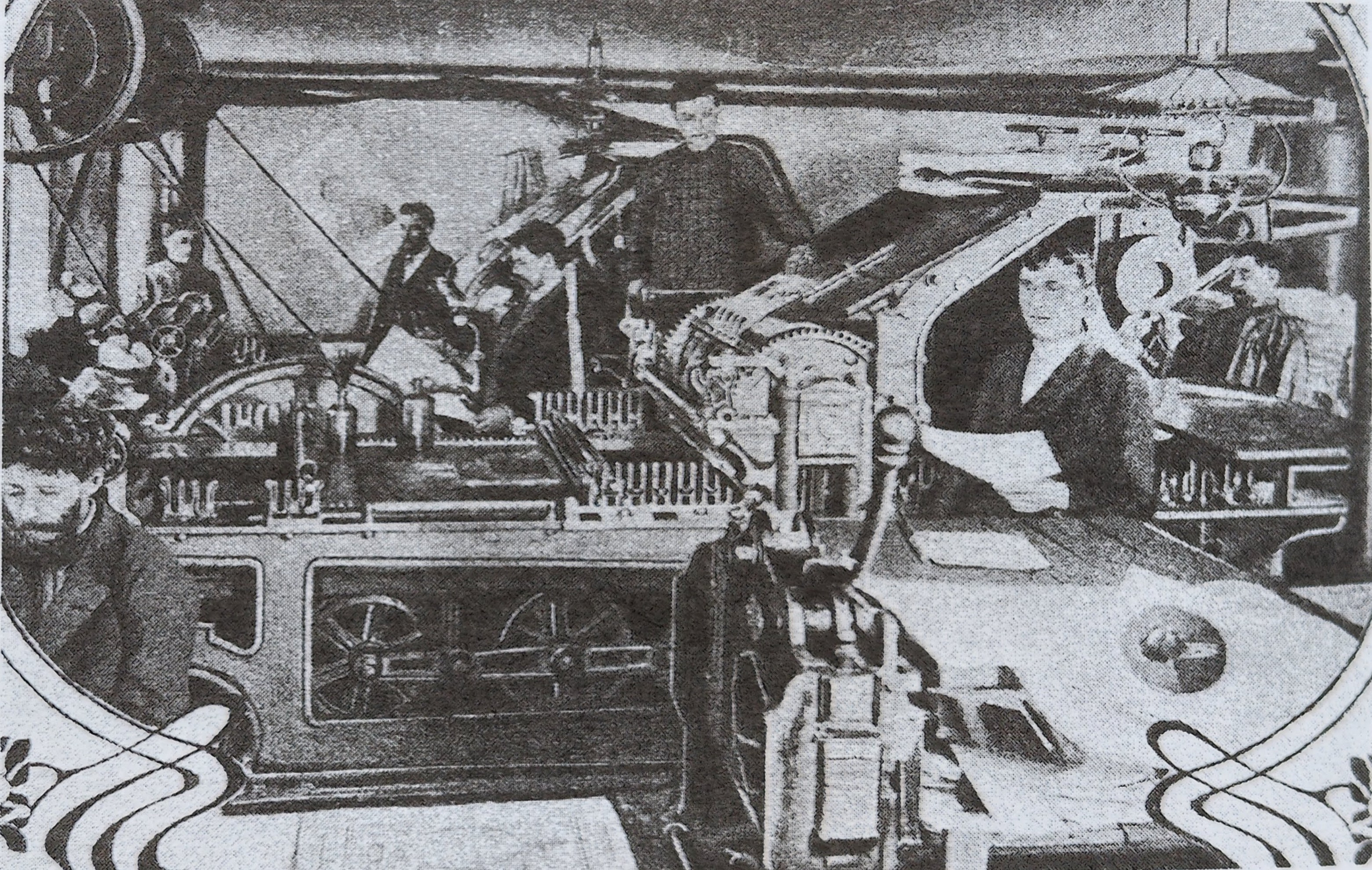
Одна з літографічних машин в друкані «С. В. Кульженко»

При виготовленні першої банкноти номіналом 100 карбованців, для нагляду за процесом з 20 грудня 1917 року до 14 січня 1918 року залучили службовців Українського державного банку. Роботи проводили цілодобово, без вихідних, у складних умовах підвального приміщення. Керівництво Міністерства фінансів обіцяло робітникам гідну оплату, 2—3 карбованці за годину. Перший наклад банкнот склав 55 000 купюр і 24 грудня 1917 був переданий до Українського державного банку, а загальний обсяг емісії був встановлений на суму 532 мільйони карбованців. 
Попри те, що друкарня, власниками якої стали брати Василь, Михайло та Олексій Стефановичі Кульженки, вже виконувала державні замовлення, її офіційний статус ще не було остаточно визначено. У січні 1918 року Експедиція заготовок державних паперів звернулася до Міністерства фінансів з проханням врегулювати умови оренди приміщення друкарні та провести ревізію або секвестрацію майна братів Кульженків. До радикальних заходів не вдалися, і в березні 1918 року було підписано договір оренди, а Василя Кульженка призначили урядовцем при Експедиції. Через обмежені простори друкарні, для потреб організації було реквізовано будівлю на Пушкінській № 5. Однак це приміщення зайняв зубний лікар Ісаак Пеньковський, і, попри численні спроби, питання про виселення Пеньковського так і не було вирішено.
1 січня 1918 року Експедиція доповіла в. о. міністра фінансів Василю Мазуренку про реальні можливості виробництва. Планувалося виготовити грошові знаки на загальну суму 1 мільярд 268 мільйонів карбованців протягом 24 робочих днів. Зокрема, планувалося надрукувати 900 тисяч банкнот номіналом 1 000 карбованців, 1 мільйон 700 тисяч — номіналом 100 карбованців, 3 мільйони 600 тисяч — номіналом 25 карбованців, 6 мільйонів — номіналом 10 карбованців, а через місяць ще 9 мільйонів 600 тисяч банкнот номіналом 5 карбованців. Додатково планувалося залучити потужності друкарні Юхима Івановича Фесенка в Одесі, яка могла друкувати грошові знаки на 480 мільйонів карбованців щомісяця, однак ці плани залишилися нездійсненими через більшовицький наступ на Київ 26 січня (8 лютого) 1918 року.

Під час короткого перебування у Києві більшовики вивезли з друкарні кліше першої 100-карбованцевої банкноти та забрали видруковані кредитові білети на кілька мільйонів карбованців. 30 липня 1918 року голова делегації Української держави на мирних переговорах з Росією Шелухін Сергій Павлович офіційно звернувся до голови російської делегації Християна Георгійовича Раковського з проханням повернути кліше, а також необроблені білети на суму 5 034 000 карбованців і дефектні на 2 100 000 карбованців. Через місяць Раковський повідомив Шелухіна, що це питання було передане до російського уряду. На цьому все й завершилося, хоча преса не раз поверталася до теми «Банк та більшовики». Газета «Відродження» 22 серпня (4 вересня) 1918 року зазначала:

| Залишаючи територію Української держави, більшовики вивозили з багатьох інституцій Українського Державного банку, на підставі більшовицьких комісарів, цінності банку та вклади до банку, приналежні особам, причому в деяких інституціях частину цінностей було знищено. Між іншим, тепер з Московщини везуть українські гроші по 100 карбованців і часто велику суму. Нещодавно на ст. Коренево заарештовано добродія, що віз в Україну, не більше й не менше, два мільйони карбованців |
| |

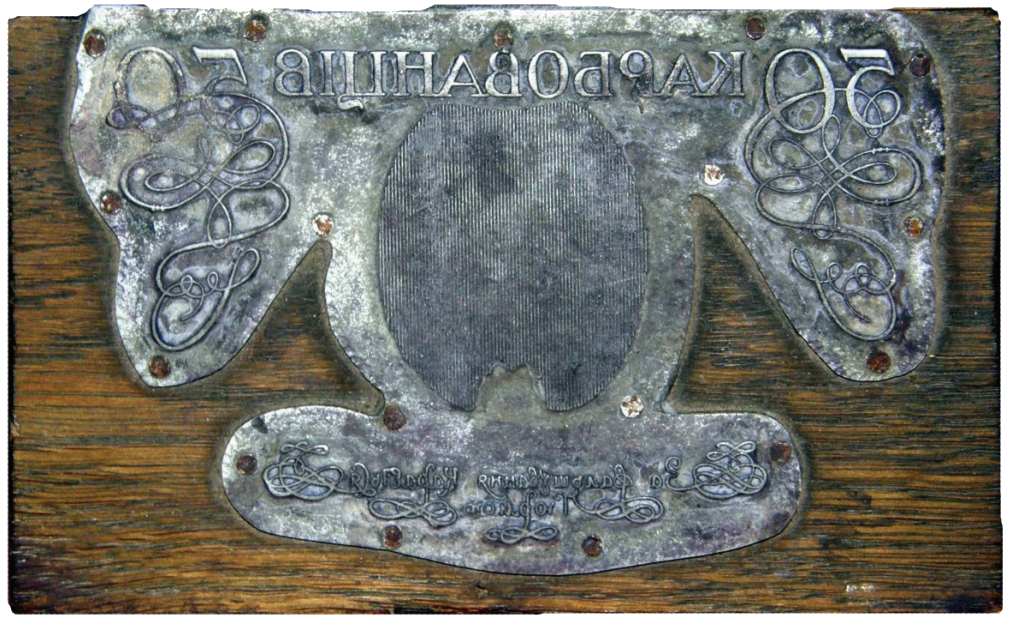
Кліше для виготовлення банкнот номіналом 50 карбованців 1918 року Української Народної Республіки

30 березня 1918 року Мала Рада ухвалила закон «Про випуск на 100 мільйонів знаків Державної скарбниці». Того ж дня в. о. міністра фінансів Василь Мазуренко дав розпорядження про друк грошових знаків номіналом 25 і 50 карбованців у межах визначеного емісійного ліміту. Водночас Експедиція зобов’язалася забезпечити випуск грошових знаків до 25 квітня 1918 року. 3 квітня 1918 року Експедиція звернулася до Міністерства фінансів із проханням реквізувати для потреб друкарні необхідне обладнання — зокрема, друкарські, перфорувальні та різальні машини з друкарень Кушнерова, Яковлєва, Чоколова, Крупянського і Штерензона. Вже 6 квітня в обіг були випущені перші купюри — банкноти номіналом 25 та 50 карбованців.

### Імперська друкарня в Берліні

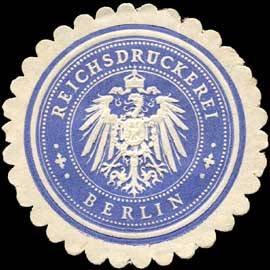
Печатка Імперської друкарні в Берліні

Через відсутність в Україні належного обладнання та матеріалів для виготовлення якісних грошових знаків, 6 березня 1918 року Рада міністрів ухвалила рішення замовити друк банкнот номіналом 100 гривень і більше на загальну суму 500 мільйонів гривень у Німецькій імперії, яка після підписання Берестейського миру 9 лютого 1918 року стала союзником Української Народної Республіки, тоді як дрібніші номінали планувалося друкувати в Україні.
В умовах «грошового голоду» необхідно було діяти швидко, тому до Німеччини вирішили відправити спеціальну комісію для організації процесу друкування грошей. 12 березня 1918 року міністр народного господарства Михайло Ткаченко повідомив на засіданні Ради міністрів, що наступного дня комісія вирушить до Німеччини. Метою комісії була організація контролю за друком українських банкнот. До її складу увійшли 15 співробітників Київського відділення Державного банку на чолі з В. І. Войниловичем, а також його помічники — В. Є. Барбаров і М. В. Комісаров. У Берліні вже перебували інженер Експедиції В. М. Аристархов та представник Міністерства фінансів М. Ф. Стародамський, які контролювали процес підготовки.
24 квітня 1918 року представники Міністерства фінансів УНР, директор Кредитової канцелярії Г. М. Супрун і директор департаменту Міністерства закордонних справ Іоганнес, підписали договір на виготовлення паперових грошей для Української Республіки. Він передбачав друк 55 мільйонів банкнот семи номіналів на загальну суму 1 мільярд гривень у Імперській друкарні в Берліні. Розподіл був наступний: 15 мільйонів банкнот номіналом 2 гривні, 16 мільйонів — 5 гривень, 12 мільйонів — 10 гривень, 9 мільйонів — 20 гривень, 3,5 мільйони — 100 гривень, 340 тисяч — 500 гривень і 70 тисяч — 1 000 гривень. У першу чергу планувалося надрукувати купюри номіналом 100 гривень, а потім — 10 та 2 гривні, ескізи яких вже були підготовлені. Однак 21 травня 1918 року новий директор Кредитової канцелярії Герман Германович Лерхе повідомив, що через незатверджені ескізи купюр номіналом 20 та 5 гривень було вирішено збільшити замовлення на банкноти номіналом 1000, 500 та 100 гривень. Це призвело до зменшення загальної кількості банкнот до 32 мільйонів 150 тисяч штук.

## Експедиція доби Української Держави (1918)

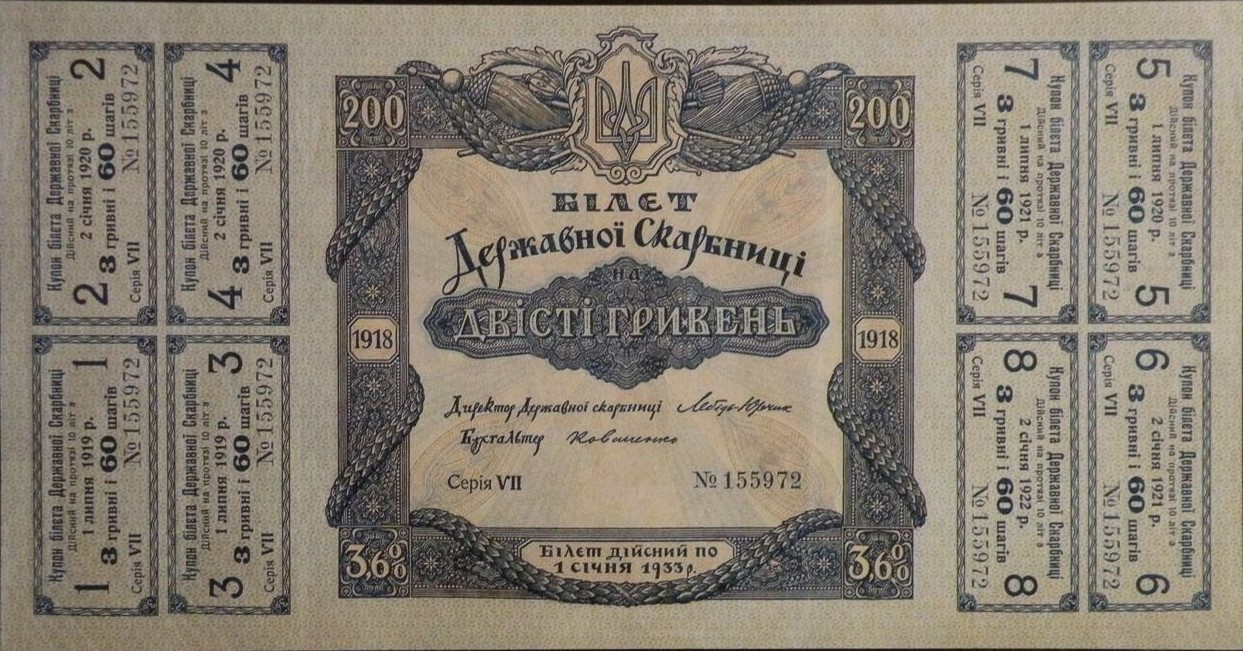
3,6 % білет Державної скарбниці (облігації) номіналом 200 гривень 1918 року

На середину квітня 1918 року, попри здійснену емісію та запровадження власних грошових знаків, уряду УНР не вдалося подолати грошову кризу. Реалізація ширших фінансових планів була перервана в результаті державного перевороту, що відбувся 29 квітня 1918 року під керівництвом генерала Павла Скоропадського, на території Української Народної Республіки була створена Українська Держава. Скоропадського проголосили Гетьманом усієї України, а виконавчу владу передали Раді Міністрів. При Міністерстві фінансів Гетьманату було збережено Експедицію заготовок державних паперів, яку також значно розширили.
Важливим кроком уряду в налагодженні фінансової системи став закон Ради Міністрів «Про випуск до 20 серій білетів Державної скарбниці», ухвалений 12 травня 1918 року та затверджений Гетьманом 27 травня. Закон передбачав збільшення кількості платіжних знаків і зміцнення ресурсів Державної Скарбниці. Згідно з його положеннями, мали бути випущені білети номіналом 50, 100, 500 та 1 000 гривень на чотирирічний термін з виплатою щорічного доходу в розмірі 3,6 % або 1 шаг на день зі 100 гривень. Загальний обсяг емісії було встановлено на рівні 1 мільярда гривень, а друк планували здійснити в Берліні.
10 червня 1918 року Кредитова канцелярія повідомила міністра фінансів, що київські друкарні Експедиції завершать друк грошових знаків на суму 350 мільйонів карбованців за вісімдесят днів, а одеська друкарня завершить виготовлення 150 мільйонів карбованців до 20 липня. У зв'язку з цим було ухвалено рішення додрукувати в Києві ще 500 мільйонів карбованців, зокрема номіналами 5 та 10 карбованців — по 100 мільйонів, і 25 та 50 карбованців — по 150 мільйонів. Для виготовлення таких банкнот було потрібно 1 мільйон 300 тисяч аркушів спеціального паперу, на кожному з яких мало бути надруковано по 30 кредитових білетів (див. Постачання паперу для банкнот). При наявних виробничих потужностях друк зайняв би чотири місяці, що не влаштовувало Міністерство фінансів, Натомість вирішили друкувати лише білети номіналом 25 і 50 карбованців, почавши з останніх, що дозволило б скоротити термін виконання до одного місяця.

### Київська картографічна друкарня
Друкарня «С. В. Кульженко» була здатна виробляти не більше 7,5 мільйонів карбованців щоденно. Через це управитель Експедиції Арістид Венеракі 3 травня 1918 року звернувся до Міністерства фінансів із пропозицією залучити додаткові друкарські потужності. Він запропонував зібрати літографічні машини, доступні в Києві, в одному пристосованому приміщенні для збільшення обсягу виробництва до 15 мільйонів карбованців на добу. Венеракі зазначив, що, наприклад, у Пасажі є вільна картографічна друкарня військового відомства.
У результаті військові передали в оренду три машини Головного геодезичного управління та додатково запропонували ще дві машини з друкарні Києво-Печерської лаври. 1 червня 1918 року на Хрещатику запустили друк кредитових білетів номіналом 50 карбованців. Спочатку, до 11 червня, друк проводили у три фарби, згодом додали четверту і п’яту, а з 20 червня почали друкувати вже в шість фарб.

### Постачання паперу для банкнот
Невідкладною залишалася проблема забезпечення матеріалами, зокрема ганчірковим папером із водяними знаками. Для цього були необхідні спеціальні сітчасті вали з егутерами. Єдине підприємство в Україні, здатне їх виготовляти — завод Генріха Ігнатовича Індржішека в Києві, — раніше постачав їх до Петроградської експедиції державних паперів. Проте єдиний майстер, який виробляв ці вали та егутери, помер, і завод не міг виконати замовлення.
Арістид Венеракі вирішив звернутися до Добрушської фабрики князя Паскевича в Білорусі, де замовив для банкнот номіналом 5 і 10 карбованців папір верже з водяними знаками — поздовжніми лініями по 14 ниток на дюйм та поперечними лініями через кожні півтора дюйма. Ці водяні знаки могли бути виготовлені, оскільки фабрика мала необхідні сітчасті вали з малюнком верже. Венеракі також запропонував напаяти на вали будь-який малюнок водяних знаків, що дозволило б розв'язувати проблему виготовлення паперу. Дізнавшись, що на металоткацькій фабриці «Акціонерного товариства Мюллера і Компанії» в Києві є готова сітка валу, він домовився про її використання для натягування сітки та встановлення егутерів. Наступним кроком було перевірити кількість валів на Добрушській фабриці та замовити в Німеччині егутери за затвердженими малюнками водяних знаків. Проте від цієї ідеї відмовилися та вирішили замовити готовий папір з водяними знаками для марок — «Бджолині стільники» (нім. Webunmuster), а для банкнот — «Гриби» (нім. Schippenmuster), «Хвилясті лінії» (нім. Wellen), «Зв'язані зірки» (нім. Stern-Staffel) у Німеччині.

### Відставка управителя Венеракі

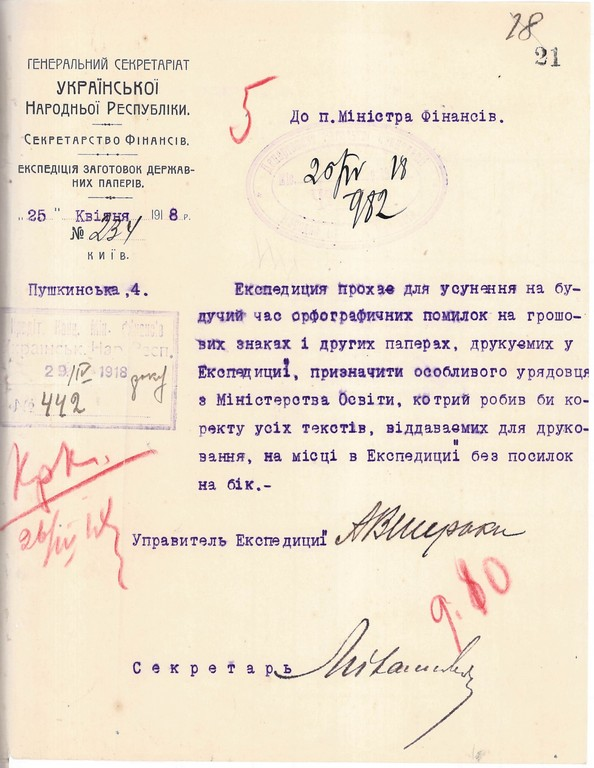
Лист управителя Експедиції заготовок державних паперів Арістіда Венеракі Міністру фінансів УНР з проханням призначити особливого урядовця з Міністерства освіти УНР для редагування текстів на грошових знаках. 25 квітня 1918 року

В умовах відсутності надійної підтримки в установі та недостатніх контактів у міністерстві, Арістид Венеракі 5 липня 1918 року подав міністру фінансів Антону Карловичу Ржепецькому прохання про відставку з посади управителя Експедиції. Він зазначив, що не може нести відповідальність за поточний стан справ, і запропонував доповісти про причини директору Кредитової канцелярії Герману Лерхе, який згодом мав особисто повідомити міністра фінансів про ситуацію. Водночас Міністерство продовольчих справ звернулося до Ржепецького з проханням звільнити Венеракі для його переведення на службу до них. Хоча відставка не була одразу прийнята, 10 липня 1918 року Венеракі доповів про критичну ситуацію з постачанням фарб, хімічних продуктів і обладнання для Експедиції, що загрожувало зупинкою її роботи. Він запропонував відрядити двох осіб до Німеччини для закупівлі необхідних матеріалів, зокрема М. С. Кульженка та Р. Ю. Гюббе, представника фірми «Бергер та Вірт», що раніше забезпечувала друкарськими машинами та фарбами Україну та частину Росії. Проте цю пропозицію не було підтримано, і міністерство фінансів надало Венеракі, на його прохання, двомісячну відпустку для лікування в Криму та почало шукати йому заміну.
6 серпня 1918 року тимчасове виконання обов’язків управителя було доручено В. Є. Барбарову, віцедиректору відділу кредитових білетів Державного банку. Барбаров мав репутацію надійного українського патріота, який боровся проти більшовиків: «В. Є. Барбаров, бувший командир 396-ї пішої дружини, дійсно українець і в час вибуху більшовиків брав участь у боротьбі з більшовиками, нейтральним себе не виявляє, а цілком і увесь час був прихилним до України». На постійного управителя запросили Володимира Івановича Михайловського, викладача Петроградського технологічного інституту та досвідченого фахівця в галузі паперового виробництва. 7 вересня 1918 року Михайловського призначили новим управителем Експедиції. Уже 10 вересня він отримав наказ надрукувати додаткові 8,84 мільярда карбованців у Києві та Одесі. Зокрема, 1 000 карбованців було надруковано на суму 1,6 мільярда, 250 карбованців — на 1 мільярд, 100 карбованців — на 2 мільярди, 50 карбованців — на 1,2 мільярда, 25 карбованців — на 1,14 мільярда, 10 карбованців — на 1,5 мільярда, а 5 карбованців — на 400 мільйонів. До грудня 1918 року Експедиція виконала замовлення на банкноти номіналом 50 карбованців, і міністерство доручило надрукувати ще 1 мільярд таких білетів.

### Нова київська штаб-квартира

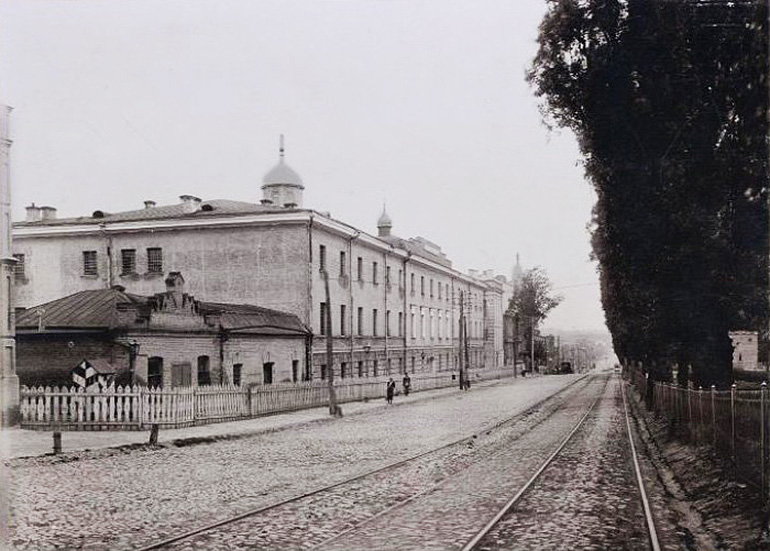
Будинок Київського виправного арештантського відділення, в якому з листопада 1918 року розпочала роботу Експедиція

На початку XX століття друкарня братів Кульженків, хоч і була досить досконалою, не могла впоратися з новими завданнями, пов'язаними з виготовленням грошових знаків. Відсутність необхідного обладнання та приміщень спонукала в. о. міністра фінансів Василя Мазуренка 15 січня 1918 року ініціювати огляд будівель Київської фортеці. У комісії брали участь фахівці з поліграфії, банківської справи та архітектор Кобелєв Олександр Васильович, які обговорювали можливість компактного розміщення друкарень, ливарних і граверних майстерень, складів паперу та готової продукції. Серед розглянутих варіантів особливої уваги набули казарми саперного батальйону на Московській вулиці, зайняті полком імені гетьмана Богдана Хмельницького. Ці казарми мали вигідне розташування поруч з Арсеналом, що володів електропідстанцією та системою водопостачання, але прийняття остаточних рішень затягнулося через прихід більшовиків та інші проблеми.
11 квітня 1918 року управитель Експедиції Венеракі звернувся до міністерства з проханням передати будівлю саперного батальйону, оскільки там були готові приміщення загальною площею близько 5500 кв. метрів. Він зазначав, що побудувати комплекс Державної друкарні можна приблизно за два роки, тому також просив реквізувати склад «Товариства Невської ниткової мануфактури» на Хрещатику № 50 для встановлення машин для друкування кредитових білетів. Питання приміщення для друкарні знову обговорювалося на засіданні Ради Експедиції державних паперів 15 липня 1918 року, де Василь Кульженко наголосив на незручності приміщення на Пушкінській № 4, яке не дозволяло розширення виробництва. Після цього було вирішено звернутися до міністра з проханням передати будівлі Виправного арештантського відділення під друкарню.
26 липня 1918 року Павло Скоропадський затвердив передачу будівель Виправного арештантського відділення на Бібіковському бульварі № 27 під друкарню Експедиції, виділивши 2 мільйони карбованців на ремонтні роботи та обладнання. Однак процес передачі затягнувся, і лише у середині серпня Тюремна інспекція почала вивозити своє майно. Міністр фінансів А. К. Ржепецький був змушений звернутися до міністра юстиції Олексія Федоровича Романова для прискорення процесу. 26 серпня 1918 року Рада Експедиції ухвалила розпочати ремонтні роботи, виділивши 1,5 мільйона карбованців на ці заходи та ще стільки ж на закупівлю друкарських машин з Німеччини. Архітектор К. Парамонов був призначений виконавцем будівельних робіт.
Попри безперервну роботу друкарень, надрукованих банкнот не вистачало. 19 вересня 1918 року голова Ради Міністрів Федір Андрійович Лизогуб затвердив закон, який надавав Міністерству фінансів право в примусовому порядку займати приміщення приватних друкарень. У результаті 20 вересня було реквізовано друкарню Миколи Чоколова на вулиці Житомирській № 20, де працювали 139 робітників. З 30 вересня ця друкарня функціонувала виключно на потреби Експедиції.
У жовтні 1918 року до будинку вже колишнього Київського виправного арештантського відділення перевезли частину устаткування з друкарні Миколи Чоколова, зокрема три літографських верстати, 12 великих та 15 середніх літографських каменів, шліфувальний стіл. Планувалося звести ще два поверхи над головним корпусом і побудувати п’ятиповерховий будинок вздовж лівої межі садиби. Загалом на ці роботи необхідно було 7 мільйонів карбованців, і Експедиція сподівалася отримати кредит. 5 листопада 1918 року керівництво Експедиції переїхало до нового приміщення.
З 23 грудня 1918 року до 26 січня 1919 року, Експедиція в Києві надрукувала грошових знаків на суму 4 997 349 300 гривень.

### Одеська філія

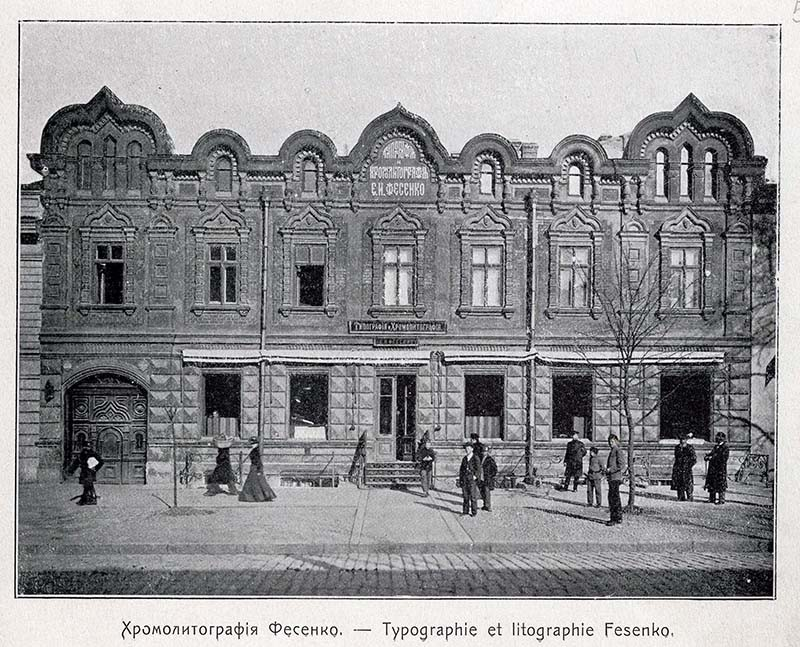
Друкарня Юхима Фесенка в Одесі, де виготовляли грошові знаки вартістю 25 та 50 карбованців. Літографія початку XX століття

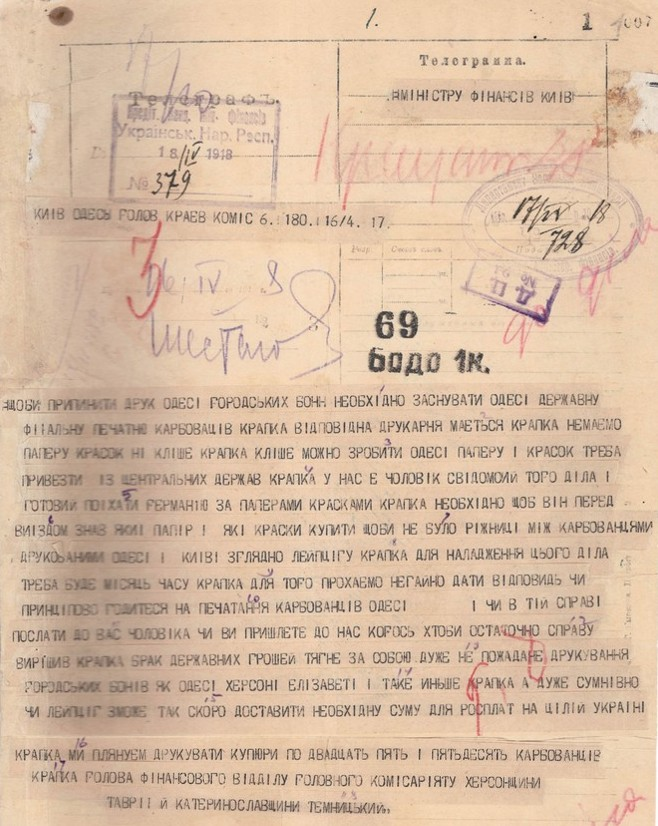
Телеграма фінансового відділу Головного комісаріату Херсонщини, Таврії та Катеринославщини Міністру фінансів УНР про доцільність заснування філії державної друкарні для виготовлення грошових знаків вартістю 25 та 50 карбованців. 16 квітня 1918 року

У квітні 1918 року Міністерство фінансів звернулося до одеської друкарні, яка вже друкувала одеські розмінні паперові гроші для власних потреб, з проханням налагодити випуск державних грошових знаків. 16 квітня голова фінансового відділу Херсонщини, Таврії та Катеринославщини, Омелян Темницький, відповів, що для цього необхідно створити філіал державної друкарні в Одесі. Він зазначив, що місцеві фахівці можуть організувати виробництво, а кліше для друку можна виготовити на місці, тоді як папір і фарби слід буде імпортувати. Темницький підкреслив, що для налаштування виробництва знадобиться приблизно місяць, і попросив терміново відповісти, оскільки брак державних грошей міг призвести до продовження друку місцевих банкнот у таких містах, як Одеса, Херсон і Єлисаветград. Він також зазначив, що планував друкувати купюри номіналом 25 і 50 карбованців УНР.
Міністерство фінансів уклало контракт з одеською друкарнею Юхима Івановича Фесенка на виготовлення 75 мільйонів купюр по 25 і 50 карбованців серії «АО». Вже 17 червня 1918 року планувалася передача першої партії знаків на 9 мільйонів карбованців до одеського відділення Держбанку, однак через технічні неполадки друк було призупинено. 7 липня 1918 року директор Кредитової канцелярії Герман Лерхе доповів міністру фінансів Ржепецькому про призупинення друкування знаків 25 карбованців через не повністю виготовлені знаки, в той час, як друк знаків 50 карбованців продовжувався до 125 мільйонів.
Приймальна комісія Держбанку виявила, що малюнки й кольори виготовлених знаків не відповідали зразкам, надрукованим у Києві. 2 серпня міністр фінансів Ржепецький підписав резолюцію про затримання випуску 25 карбованцевих знаків. Додатково в друкарні зникли 25 карбованцеві знаки на суму 188 тисяч, що змусило Київ відправити головного контролера Експедиції генерала В. О. Житкевича для розслідування. Подібні махінації з грошовими знаками не були поодиноким випадком. Протягом травня-липня 1918 року Одеський кримінально-розшуковий відділ розкрив 20 злочинів у цій сфері, включаючи виявлення в літографії «Дукельського-Диклера» банкнот на суму понад один мільйон. В іншій підпільній фабриці було знайдено декілька мільйонів наполовину готових фальшивих 50 карбованцевих купюр.
До січня 1919 року друкарня в Одесі змогла надрукувати банкнот на загальну суму 1 620 950 000 гривень та передати їх до Одеського відділення Українського державного банку. Після захоплення Одеси військами Денікіна в 1919 році філія припинила існування.

### Транспортування грошових знаків та матеріалів з Берліна
У Берліні перебували інженер Експедиції В. М. Аристархов та представник Міністерства фінансів М. Ф. Стародамський, які контролювали виконання замовлень на друк українських грошей. 15 серпня 1918 року Аристархов подав детальний звіт про хід робіт, зазначивши, що було придбано 42 штемпелювальні машини фірми «Краузе», а також замовлено 11 мільйонів аркушів спеціального паперу та 375 пудів фарб. Проте постачальники затримували відвантаження, і перший вагон з матеріалами прибув до Києва лише 30 вересня 1918 року, тоді як решта прибули в жовтні. Процес виготовлення грошей також затягнувся. Аристархов у тому ж звіті від 15 серпня 1918 року повідомляв: «У виконанні замовлення на друкування грошових знаків змін за останній тиждень не сталося. З 17 серпня починається здача 500 гривень по 40 тисяч штук на день. Учора було заявлено, що нічну зміну на наші замовлення не вдасться поставити, оскільки кілька майстрів були призвані на військову службу, внаслідок чого шість комплектів машин простоювали».
Наприкінці вересня 1918 року накопичилося декілька ящиків готової продукції, і Український державний банк почав направляти своїх чиновників-кур'єрів до Берліна за грошовими знаками. Вони повинні були суворо дотримуватися затвердженої інструкції: після прибуття до Берліна зустрічатися з фінансовим агентом М. Ф. Стародамським та інженером В. М. Аристарховим, перевіряти ящики та підписувати відповідні документи. Повернувшись до Києва, кур'єри повинні були зв'язатися з директором Держбанку В. В. Ігнатовичем для здачі вантажу. Перші два вагони з грошима вирушили з Берліна 16 вересня 1918 року, в них було завантажено 68 ящиків з 408 мільйонами гривень, з яких найбільша частина складала 10-гривневих банкнот — 1 мільйон 820 тисяч штук у 26 опломбованих ящиках. Однак схема доставки грошей до Державного банку була недосконалою, що викликало нарікання, зокрема через труднощі під час подорожі українською територією. Це особисто підтвердив представник Державного контролю Юрій Андрійович Вронський. 21 вересня 1918 року Вронський виїхав одночасно з третім транспортом грошових знаків. Вагон з гривнями супроводжували семеро німецьких солдатів, а в ньому також знаходилися папір і фарби для Експедиції. При прибутті на прикордонну станцію Голоби виявилося, що для перевантаження приготували старий трьохвісний вагон малої вантажопідйомності, що призвело до зламу ресори. Вагон довелося відчепити, а вантаж перенести до звичайного товарного вагона. Вронський зазначив, що катастрофи з грошима між Голобами та Ківерцями вдалося уникнути лише випадково.
Надруковані в Німеччині гривні київське відділення Державного банку почало випускати в обіг 17 жовтня 1918 року. Виготовлено було шість номіналів: 2, 10, 100 і 500 гривень, замовлених ще раніше УНР, а також 1 000 і 2 000 гривень, додатково замовлених Українською Державою. На 1 грудня 1918 року загальний обсяг усіх п’яти замовлень, зроблених у Берліні з 26 квітня по 7 вересня 1918 року, становив 11 мільярдів 518 мільйонів гривень. З цієї кількості було надруковано 5 мільярдів 934 мільйони, з яких в Україну вдалося відправити лише 3,9 мільярда гривень.

## Експедиція доби Директорії УНР (1918—1920)
На зміну уряду гетьмана Павла Скоропадського після антигетьманського повстання в листопаді-грудні 1918 року прийшла Директорія Української Народної Республіки. 6 січня 1919 року Володимир Винниченко та Симон Петлюра затвердили Закон Ради народних міністрів УНР «Про державну українську грошову одиницю». Відповідно до цього закону, з 26 січня російські грошові знаки, включаючи кредитні білети та так звані «керенки» Російської Державної скарбниці, переставали бути законними платіжними засобами в Україні. Державною грошовою одиницею було визначено гривню, яка містила 8,712 частки золота та поділялася на 100 шагів. Для розрахунків за фінансовими зобов'язаннями, що виникли раніше, встановлювалося співвідношення, за яким один рубль прирівнювався до двох гривень. 
Після зміни влади в Україні, 15 січня 1919 року директор Кредитової канцелярії Міністерства фінансів Герман Лерхе звернувся до інженера В. М. Аристархова з проханням, якщо це можливо без затримки друку, змінити написи на банкнотах — замість «Українська Держава» зазначити «Українська Народна Республіка». Однак це залишилося лише побажанням, оскільки на 1 січня 1919 року на складі в Берліні вже чекали на відправку до Києва кредитові білети на суму майже 3 мільярди гривень та знаки Державної Скарбниці на 295,5 мільйонів гривень. Усе це було запаковано у 267 ящиків, загальна вага яких складала 28 918 кілограмів. Три вагони з грошовими знаками, супроводжувані двома урядовцями Міністерства фінансів УНР, були відправлені з Берліна. Через Брест-Литовський вантаж мав потрапити до Києва, і 21 січня 1919 року міністр Борис Мартос звернувся до військового міністра з проханням терміново відрядити для охорони надзвичайного вантажу не менше 100 вояків після перетину кордону.

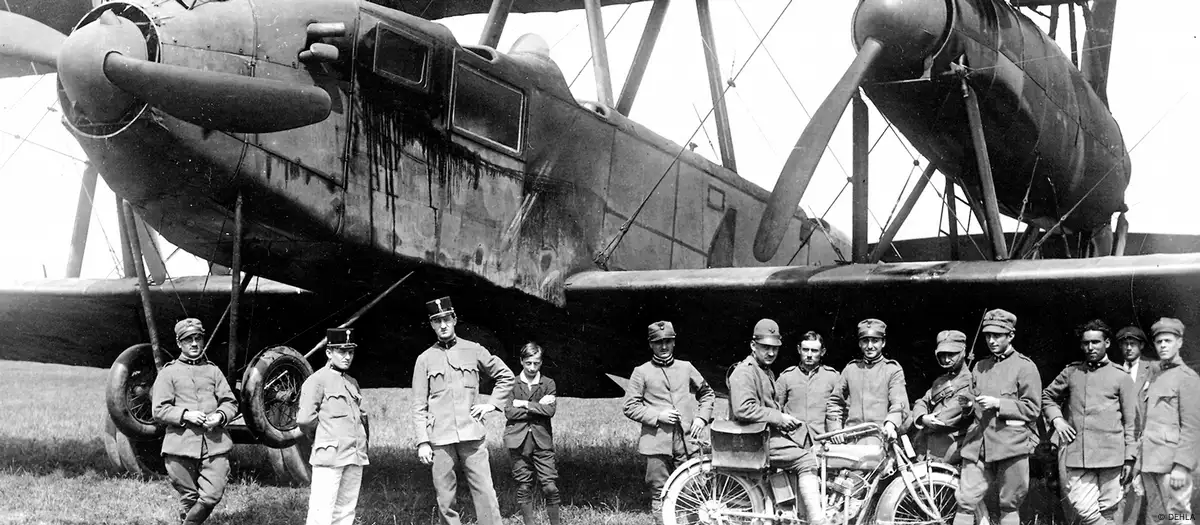
У 1919 році бомбардувальник «R.69» здійснював транспортування гривень з Німеччини до Української Народної Республіки

Частина надрукованих грошей була доставлена за допомогою німецької авіакомпанії Deutsche Luft-Reederei важкими бомбардувальниками Zeppelin-Staaken R.XIVa «R.69», «R.70» і «R.71». Високий ступінь зношеності літаків і складний маршрут через Карпати призвели до кількох аварій та втрати частини перевезених грошей. Зокрема, у катастрофі в травні 1919 року загинули перший державний секретар військових справ ЗУНР полковник Дмитро Вітовський та його ад'ютант Юліян Чучман. Окрім того, через вимушені зупинки на території Румунії, 300 мільйонів гривень було заарештовано та не повернено.

### Радянське вторгнення та евакуація майна
Радянське вторгнення в Україну 1919 року змусило управителя Експедиції Михайловського 5 лютого 1919 року розпочати евакуацію майна з Києва до Вінниці, де воно тимчасово залишалося на залізничній станції у вагонах. Частину майна, яку не вдалося вивезти, зокрема літографічні камені для друку 50-карбованцевих банкнот, було знищено. Наказом міністра фінансів Бориса Мартоса Михайловського було звільнено, а новим управителем Експедиції призначено Миколу Данильченка. У зв’язку з просуванням ворога уряд та державні установи були змушені переміщуватися далі, Експедицію спершу направили до Тернополя, а пізніше — до Станиславова, де існували кращі умови для негайного початку друку грошей.

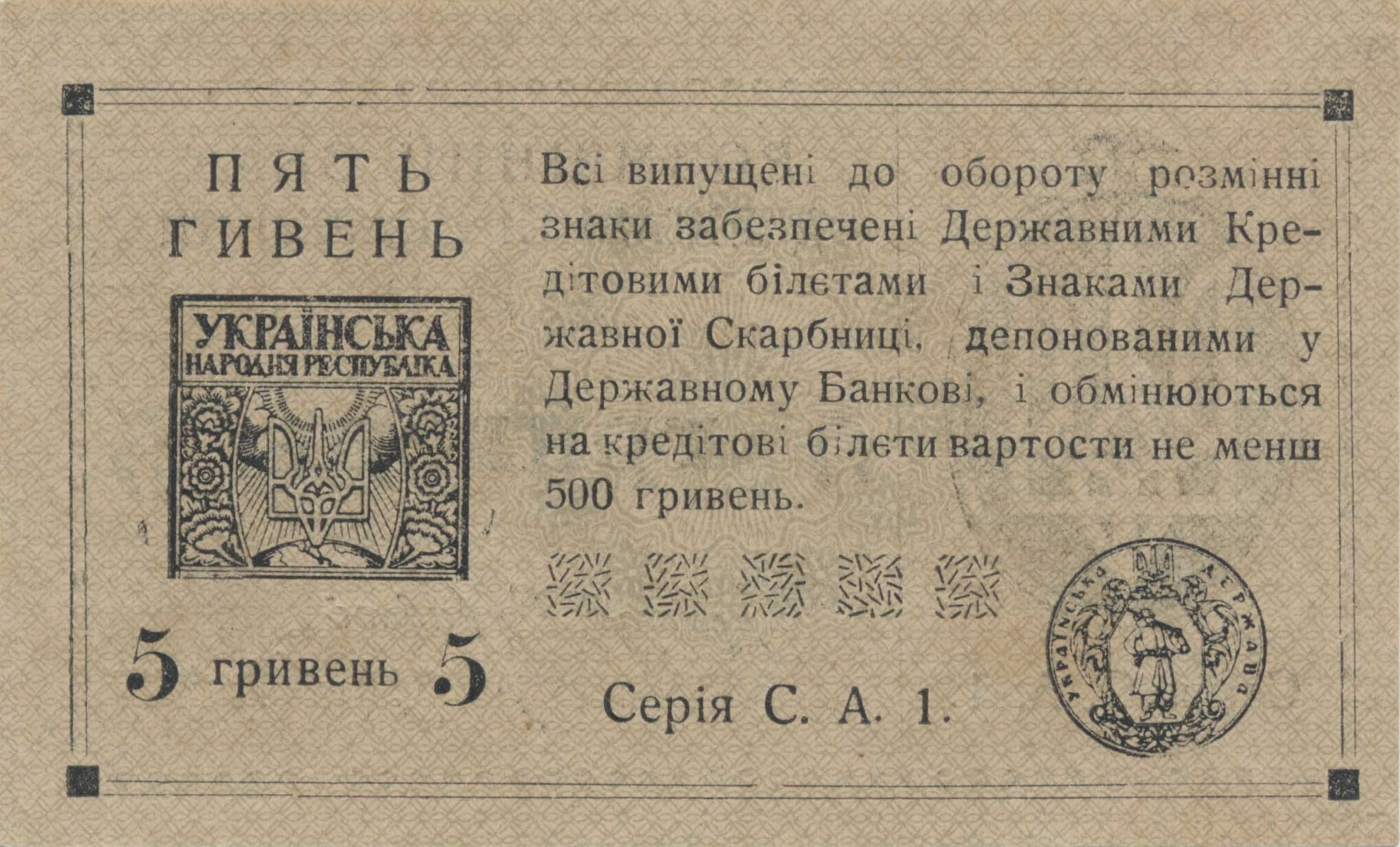
Реверс купюри номіналом 5 гривень 1919 року, із друкарською помилкою (відсутня літера «Р» в слові ГРИВЕНЬ)

У Станиславові Данильченко разом із друкарським техніком Шершеневським знайшли місцеву друкарню Станіслава Хованця на вулиці Сапіжинській, де домовилися про друк банкнот. У лютому-березні 1919 року там було надруковано перші 5-гривневі «розмінні знаки» в чорно-сірих тонах на папері з водяним знаком «Гриби» (нім. Schippenmuster). Для економії банкноти мали мінімальний розмір, що дозволяло розміщувати на одному аркуші 24 знаки. Через поспіх у першій серії банкнот було допущено друкарську помилку — у назві номіналу «гривень» пропущено літеру «р» (гивень).
Наприкінці травня 1919 року через окупацію Покуття румунськими військами Експедиція була змушена переміститися на схід у більш безпечне місце. Евакуація майна відбувалася на селянських підводах під охороною військового загону під керівництвом Михайлова. У червні 1919 року майно було доставлено до Кам’янця-Подільського, де також розмістилися уряд і Український державний банк.  

#### Експедиція в Кам'янці-Подільському

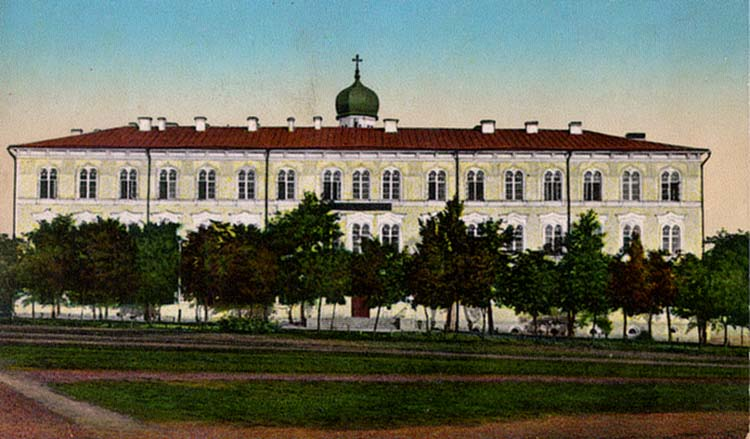
Гімназія в Кам'янці-Подільському, в якій розмістилася Експедиція. Листівка початку XX століття

Після переїзду в червні 1919 року до Кам'янця-Подільського, Експедиція заготовок державних паперів розмістилася у будівлі Духовної семінарії, яка залишалася незайнятою. У цьому ж приміщенні була розташована Охоронна сотня. Після облаштування, Експедиція одразу розпочала виготовлення грошових знаків, отримавши неофіційну назву «Кам'янецька експедиція». Мистецько-гравірувальний відділ очолив художник Зиновій Подушко, різально-лічильний — Грабовський, матеріальної частини — Бистрицького Дмитра Володимировича, а друкарню — Євген Федосієв, який став новим управителем Експедиції.

Під час роботи Експедиції паралельно велися пошуки необхідного обладнання, зокрема літографічних та пресових машин, за які відповідав друкар Шершеневський. Оскільки попит на грошові знаки був високим, у семінарії почали друкувати банкноти УНР номіналом 250 карбованців. Згодом було виготовлено банкноти вартістю 10, 100 та 25 карбованців. Продовжувався також друк 1000-карбованцевих банкнот, емісія яких почалася ще в Києві восени 1918 року за влади гетьмана Скоропадського. Наприкінці 1919 року Експедиція використовувала три друкарські машини: дві розміром 63×94 см і одну — 70×100 см. Процес друку був поділений на кілька етапів: папір завантажували вручну, а кожен колір і серійний номер друкували окремо. Хоча нумератор був автоматичним, при виготовленні 10-карбованцевих купюр його іноді доводилося пересувати вручну, що спричинило появу банкнот з однаковими номерами. Шаги, або «дзвінку монету» в Кам'янці-Подільському не виготовляли. Поряд із друкарнею діяв різально-лічильний цех, де старі машини для різання паперу використовували для розрізання надрукованих аркушів. В залі працювало кілька бригад, які перевіряли якість друку й нумерації банкнот, складали їх у пачки по 1 000 штук, перев’язуючи їх спеціальними стрічками, після чого передавали до сховища, названого «коморою». Браковані банкноти комісійно знищували шляхом спалювання.

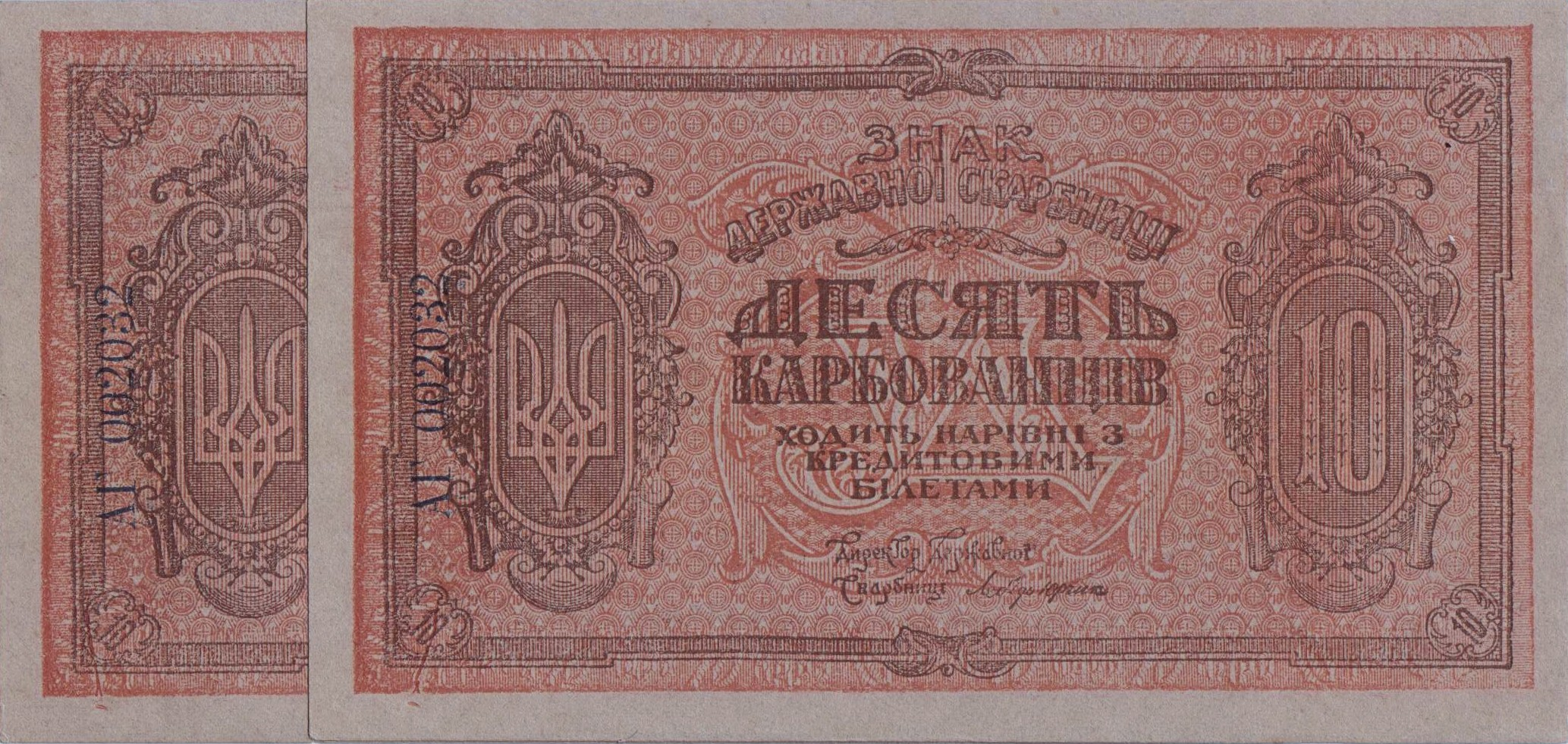
10 карбованців Державної скарбниці Української держави 1919 року з однаковими номерами. Кам'янець-Подільська емісія

Щоб забезпечити суворий контроль за виробництвом, кожен працівник вносив свій робочий час у спеціальну книгу при вході. Після завершення робочого дня двері Експедиції опломбовували за участю чотирьох осіб, включаючи коменданта охорони д-ра Михайлова. Наступного ранку комісія повторно відкривала приміщення. Кількість працівників Експедиції була значною і включала не лише українців. Для забезпечення потреб персоналу діяли кооперативна крамниця та їдальня. В окремому приміщенні зберігалися золоті предмети, отримані від населення, що стали основою для «золотого фонду», який мав забезпечити стабільність грошової системи. Це золото планували використовувати також для карбування монет, емісія яких була затверджена ще 1 березня 1918 року.
Навіть після облоги Кам'янця-Подільського польськими військами в листопаді 1919 року, Експедиція продовжувала друк грошових знаків УНР номіналом 10, 100 і 1000 карбованців до червня 1920 року. За цей період було виготовлено й передано Державному банку України банкнот на загальну суму близько 7 мільярдів гривень.

#### Евакуація за річку Збруч
Контрнаступ більшовиків у кінці травня 1920 року змусив Експедиція разом із низкою державних установ евакуювалася до Вінниці. Вже на початку червня вона перемістилася до Жмеринки, а згодом — до Проскурова. У липні того ж року Експедиція, перевозячи майно, перетнула Збруч і вирушила на галицьке Поділля. Протягом двох тижнів транспорт рухався у напрямку Дністра, де ще використовувалися українські гроші для розрахунків із місцевим населенням. Біля Городенки вантаж переправили на правий берег Дністра за допомогою порома. Після цього польська адміністрація організувала перевезення втікачів залізницею через Коломию до Станиславова, де транспорт стояв на бічних коліях близько тижня. Серед вантажу були й нерозрізані банкноти Української Народної Республіки. Для того, щоб привести їх у належний вигляд, переплетник Василько передав різальну машину, за допомогою якої аркуші розрізали на окремі грошові знаки. Однак на правому березі Дністра українські гроші вже не мали обігової сили, адже поляки окупували Західноукраїнську Народну Республіку вже протягом року.
Через загрозу наступу більшовицьких військ вагони з майном перевезли до Надвірної. Після того, як армія відступила, транспорт через Станиславів і Стрий прибув до Тарнова, що в Краківському воєводстві. Це сталося під час шкільних канікул у серпні 1920 року, і втікачі тимчасово проживали в спортивній залі однієї з гімназій. У вересні 1920 року робота Експедиції була відновлена у Варшаві, де й продовжилося виготовлення грошових знаків.

### Варшавська філія

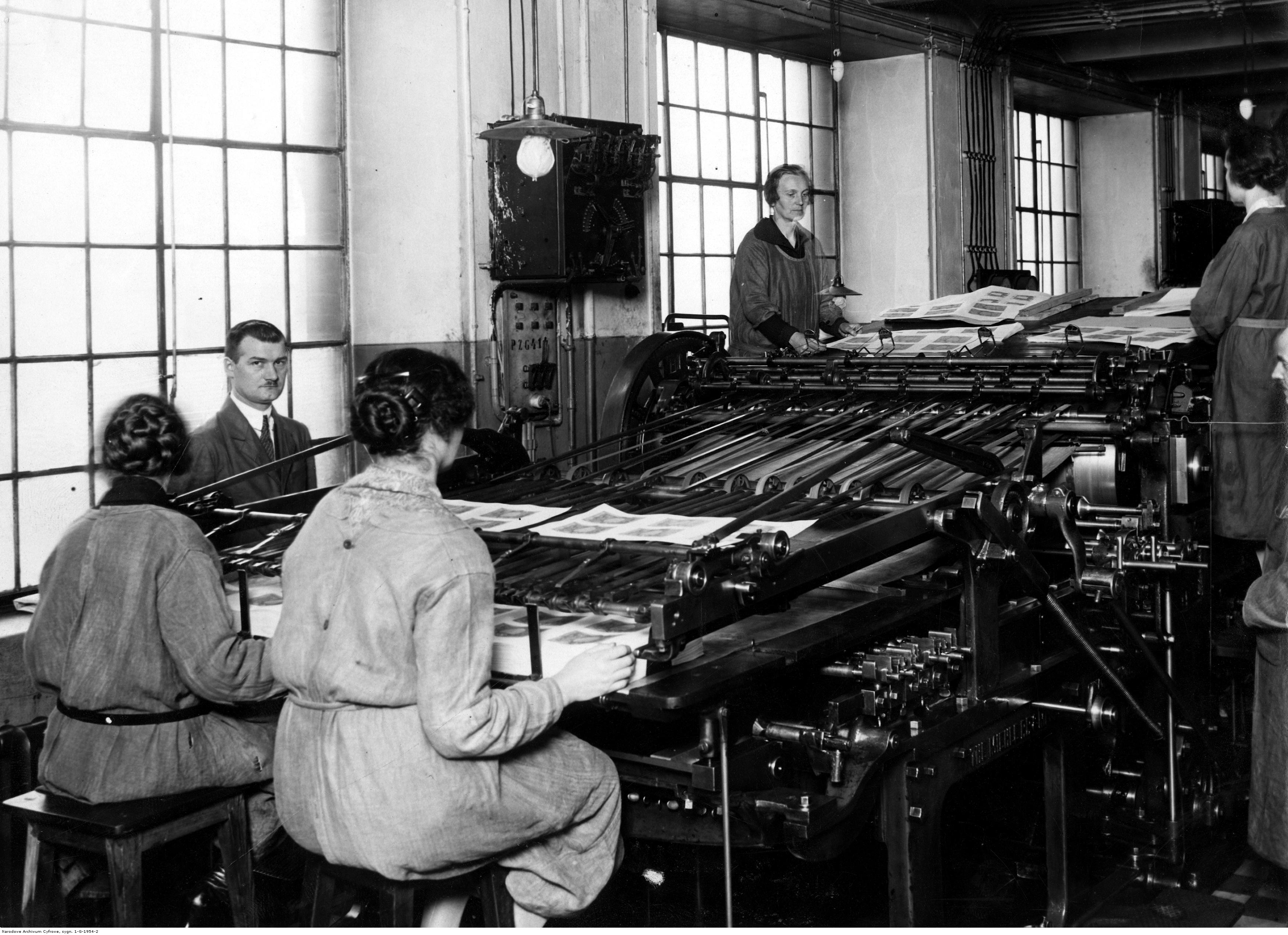
Державна поліграфічна фабрика у Варшаві. Одна з друкарських машин для виготовлення банкнот. 1920-ті роки

21 квітня 1920 року було підписано Варшавський договір, що значно покращив військово-політичну ситуацію для Директорії. Цей договір, а також політична та військова конвенція між урядами УНР та Польщі стали основою для спільних дій союзників проти більшовицьких військ. Завдяки розширенню території, контрольованої українсько-польськими військами, активізувалася робота Міністерства фінансів та Експедиції. 6 травня 1920 року управитель Експедиції Євген Федосієв у доповідній записці зазначив:

| З поширенням території України виникатиме і пропорційно більша потреба в грошах. Коли в цей момент тяжко встигнути виготовити потрібну кількість цих знаків, то при поширенні території Експедиції, безумовно, не встигне виготовити необхідну кількість. До того ж треба мати на увазі, що перед Експедицією стоїть не тільки завдання про постачання грошовими знаками, а і багато інших замовлень першорядної ваги. Такими мусять бути торговельні свідоцтва, бандеролі, гербові та поштові марки, що складали джерело великих державних прибутків і при тому, необхідні у всякій державі, а тим більше в нашій, де державний апарат в стадії формування. |
| |

Через інфляцію виникла потреба в друкуванні банкнот вищих номіналів. 8 травня 1920 року на спеціальній нараді Міністерства фінансів обговорювали можливість випуску грошових знаків номіналом 10 000, 25 000, 50 000 та 100 000 гривень. Для підтвердження необхідності таких «грубих купюр», міністр фінансів Аполлінарій Маршинський навів співвідношення іноземних валют до української гривні: наприклад, 500 фунтів стерлінгів дорівнювали 860 000 гривень, 1 000 французьких франків — 240 000 гривень, а 1 000 американських доларів — 3 660 000 гривень. Проте цей проєкт не було реалізовано.

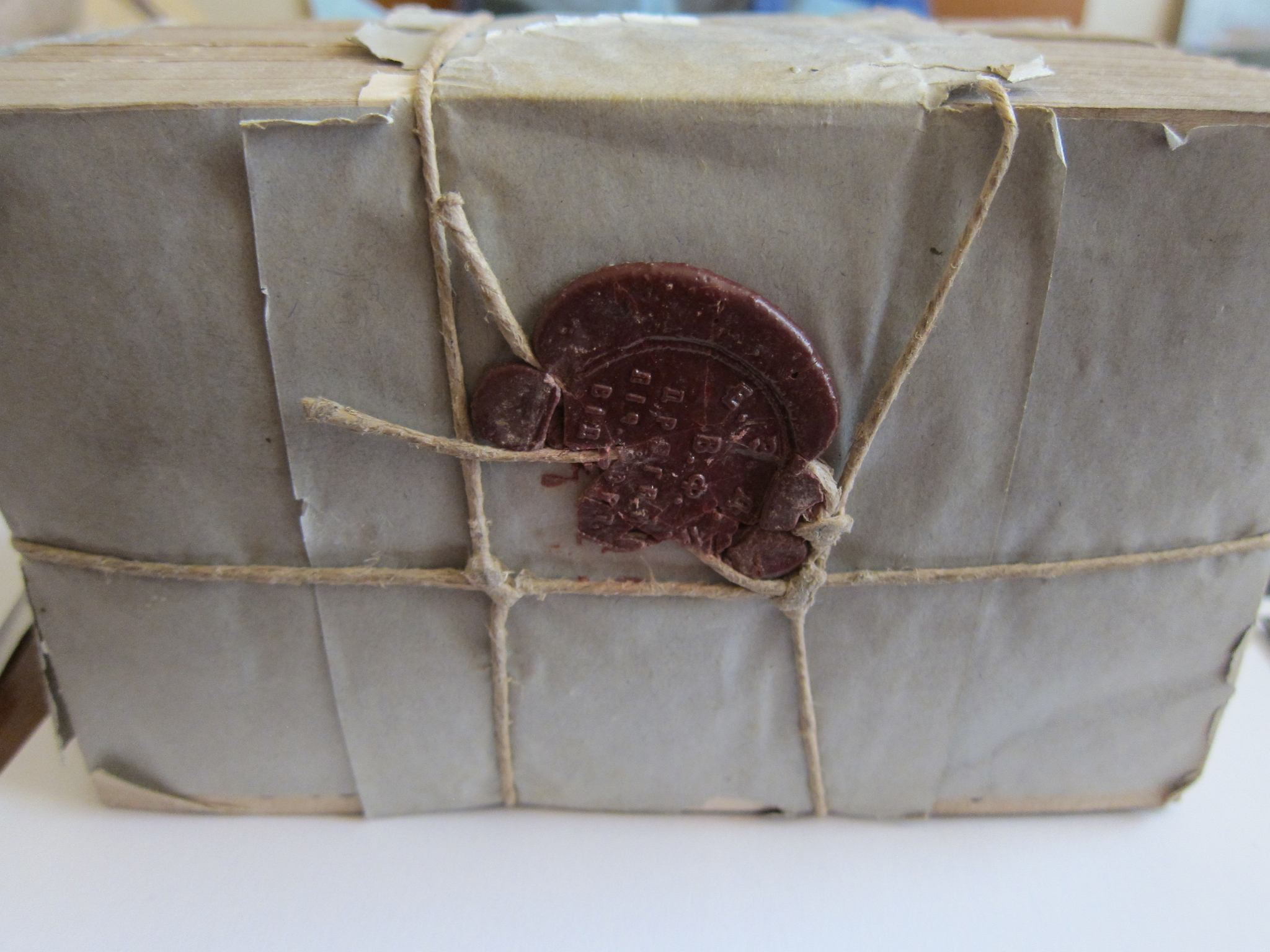
Пачка банкнот 1000 карбованців 1919 року опломбована печаткою Варшавської філії Експедиції

У травні 1920 року управителя Експедиції Євгена Федосієва було відряджено до Варшави для організації друку нових грошових знаків та емісій. Він провів переговори з польським Міністерством державної скарбниці щодо виготовлення українських грошей у Польщі, і 7 липня 1920 року розпочався друк банкнот. Для координації процесу була створена Варшавська філія Експедиції, яка налагодила співпрацю з Міністерством фінансів Польщі та приватними польськими друкарнями.
9 серпня 1920 року було укладено угоду між урядом УНР, який представляли голова Торгівельно-економічної комісії Іван Фещенко-Чопівський та Євген Федосієв, і польським Міністерством державної скарбниці. Відповідно до угоди, Державні поліграфічні підприємства Польщі мали випустити 7 мільйонів банкнот номіналом 1 000 карбованців на суму близько 45-50 мільйонів польських марок протягом 4-5 місяців. Однак польська сторона не змогла виготовити всю обумовлену кількість банкнот, і тому 8 жовтня 1920 року було підписано додаткову угоду між Є. Федосієвим і власником друкарні П. Ласкауером (пол. Piotr Laskauer), який зобов'язався виготовляти українські гроші номіналом 10, 100, 250 та 1 000 карбованців.
Через неможливість знайти папір з потрібними водяними знаками було вирішено виготовляти літографічні камені з імітацією водяних знаків «Хвилясті лінії» (нім. Wellen). Спочатку на банкнотах номіналом 1000 карбованців наносилися імітовані водяні знаки, виготовлені в Державних поліграфічних підприємствах, а завершення друку відбувалося в приватних друкарнях Ласкауера, Лазарського та Страшевича. Після цього у друкарні Ласкауера на банкноти наносилися номери за допомогою дев’яти рамкових нумераторів, орендованих Експедицією. До 1 січня 1921 року надрукували 3 049 840 банкнот, з яких до 1 березня 1921 року 2 000 840 шт. було передано до Державного банку України.
Друкарня Ласкауера у квітні 1921 року завершила випуск 100-карбованцевих купюр у кількості 450 тисяч штук. До грудня 1921 року польські державні графічні заклади та приватні друкарні виготовили грошові знаки на суму приблизно 6 мільярдів гривень, але через польсько-радянську війну частину запланованих випусків так і не було надруковано.

### Кам'янецька філія

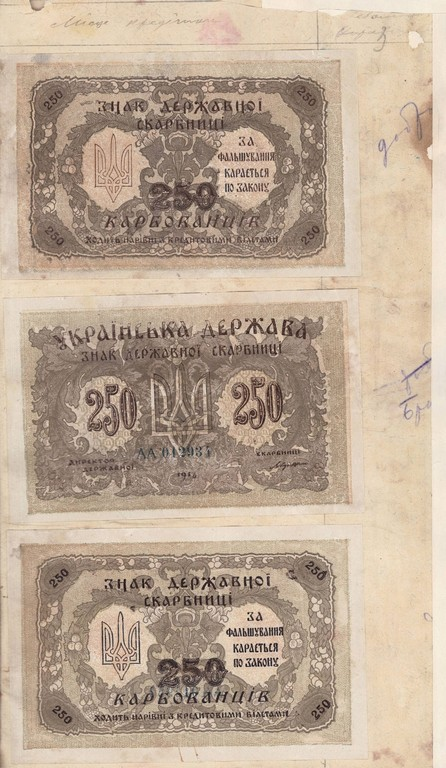
Зразки бракованих знаків Державної скарбниці Української Держави номіналом 250 карбованців 1918 року. З альбомів грошових знаків Кам’янецької філії Експедиції. 1920 рік

У липні 1920 року «Кам'янецьку експедицію» було евакуйовано до Галичини, а вже 12 листопада того ж року на її основі заснували Кам'янецьку філію. Її діяльність регулювалася «Положенням про Кам'янецьку філію Експедиції заготовок державних паперів» від 13 жовтня 1920 року. Філія була підзвітною управителю Експедиції, а керівництво здійснювала спеціальна комісія з трьох осіб.
Попри надії на успішну роботу після відступу більшовиків у кінці вересня 1920 року, філія у Кам'янці-Подільському не змогла розгорнути продуктивну діяльність. За час свого існування вона лише зберегла частину обладнання та матеріалів, які були частково передані до Варшавської філії Експедиції, частково до Тарнова в Головну скарбницю, а решта залишилася разом із філією в Ченстохові. Окрім роботи з завершення друку грошових знаків у Станіславові, Кам'янецька філія майже не функціонувала. Більшість її працівників було відряджено до Варшавської філії, а в Ченстохові залишилося лише 9 осіб.
14 листопада, вже і саму філію евакуювали з Кам'янця-Подільського до Ченстохова, де вона функціонувала до остаточної ліквідації. 16 вересня 1921 року філію було офіційно ліквідовано, а її працівників звільнено.

## Завершення діяльності (1921)

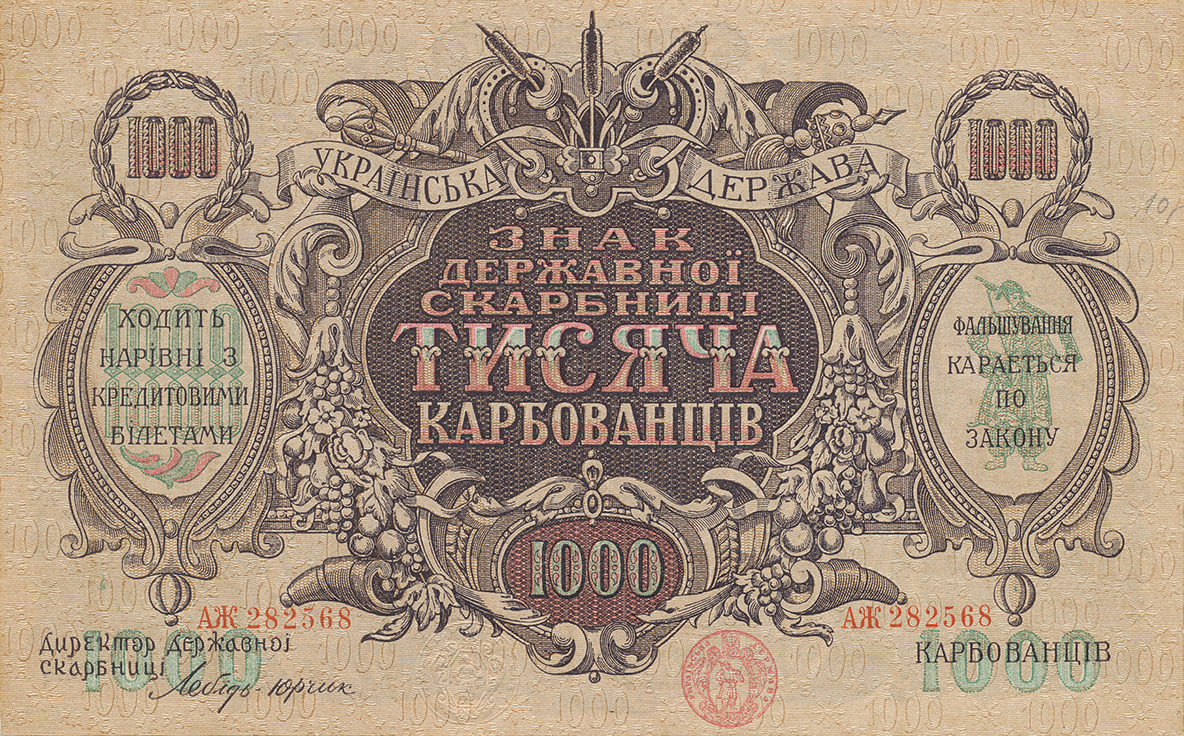
1000 карбованців серії «АЖ» виготовлені в Польщі у 1920–1921 роках в кількості 1000 штук з ініціативи Павла Чижевського

Поразка УНР у війні, втрата територій та евакуація всіх центральних державних установ Директорії за кордон призвели до значного скорочення державного апарату та ліквідації установ. Це також вплинуло на структуру Експедиції заготівлі державних паперів.
У травні 1921 року з Варшавської філії Експедиції до Державного банку в Ченстохові було перевезено значну кількість українських грошових знаків, виготовлених друкарнею Ласкауера: купюри номіналом 1000 карбованців на загальну суму в 1 мільярд гривень, а також купюри номіналом 100 карбованців на суму 420 мільйонів гривень. 
16 червня 1921 року на основі Комісії з управління справами Варшавської філії було утворено єдину установу Експедиції. У вересні 1921 року ліквідували Кам'янецьку філію, а 27 жовтня всі справи Експедиції передали Департаменту кредитової канцелярії внаслідок скорочення штату. Остаточну ліквідацію державного майна розпочала спеціальна комісія 21 січня 1922 року, яка займалася продажем активів Експедиції та Українського державного банку. 
Фінансові труднощі змусили Міністерство фінансів УНР продавати українські грошові знаки та поштові марки у вигляді колекційних наборів. У вересні 1922 року Комісія зі складання колекцій отримала дозвіл використовувати карбованці та гривні Державної скарбниці для створення 1000 комплектів колекційних наборів. Ініціатором проєкту був міністр фінансів уряду УНР в екзилі Павло Чижевський, однак доходи від реалізації були настільки незначними, що, як зазначав Петлюра, їх ледве вистачало для утримання самого міністра.
Експедиція заготовок державних паперів УНР припинила існування в 1921 році. Її архіви зберігалися в Тарнові, пізніше повернуті в Україну, але були знищені у 1952 році (див. Архів Експедиції). Частина архіву та фондів Українського державного банку перебувала під опікою Костянтина Клепачівського впродовж 20 років до серпня 1944 року, коли їх вивезли нацисти у невідомому напрямку. Управитель Експедиції заготівлі державних паперів, Євген Федосієв, економіст за освітою, залишився жити у Варшаві, де й помер.

## Архів Експедиції

### Проєкти державних паперів
Усі проєкти державних паперів, подані митцями на конкурсах Експедиції, були збережені під час українських визвольних змагань 1917–1921 років і доставлені до Тарнова, де перебував уряд УНР в екзилі.
У зимовий період 1926 року у місці зберігання архівів сталася аварія: їх намочила вода з пошкоджених труб. Завдяки зусиллям Петра Холодного, у лютому 1928 року Павло Ковжун перевіз пакети до музею Наукового товариства імені Шевченка у Львові, де їх очистили та захистили від подальшого пошкодження. У червні 1932 року молоді митці з Асоціації Незалежних Українських Митців, зокрема Павло Ковжун, Михайло Осінчук та Святослав Гординський, організували у Львові виставку «Сучасна українська графіка», на якій було представлено 327 рисунків, зокрема під назвою «Нарбут і Експедиція заготовки державних паперів України».

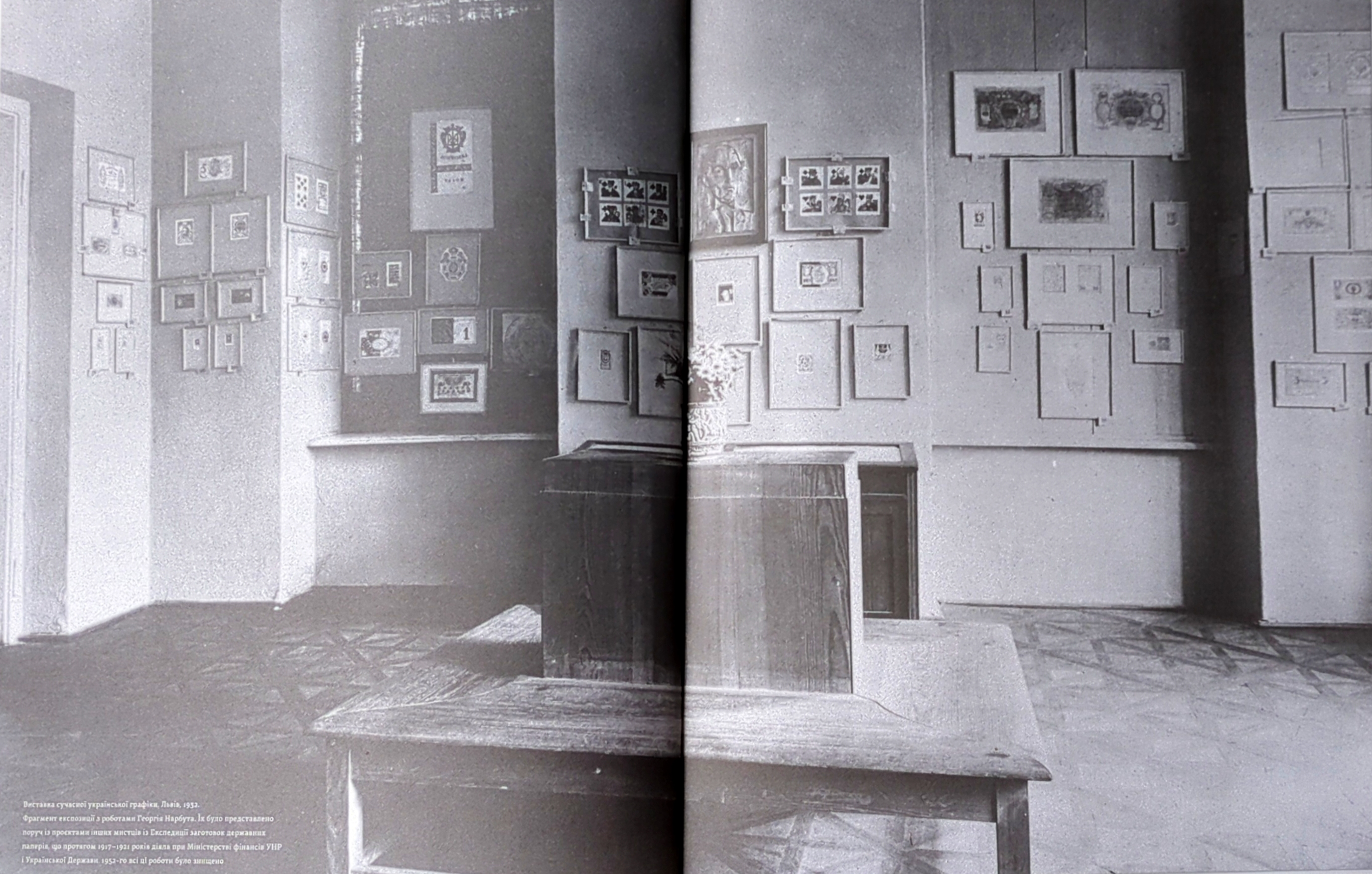
Фрагмент експозиції «Нарбут і Експедиція заготовки державних паперів України». Виставка «Сучасної української графіки» у Львові. 1932 рік

Нарбут і Експедиція заготовки державних паперів України
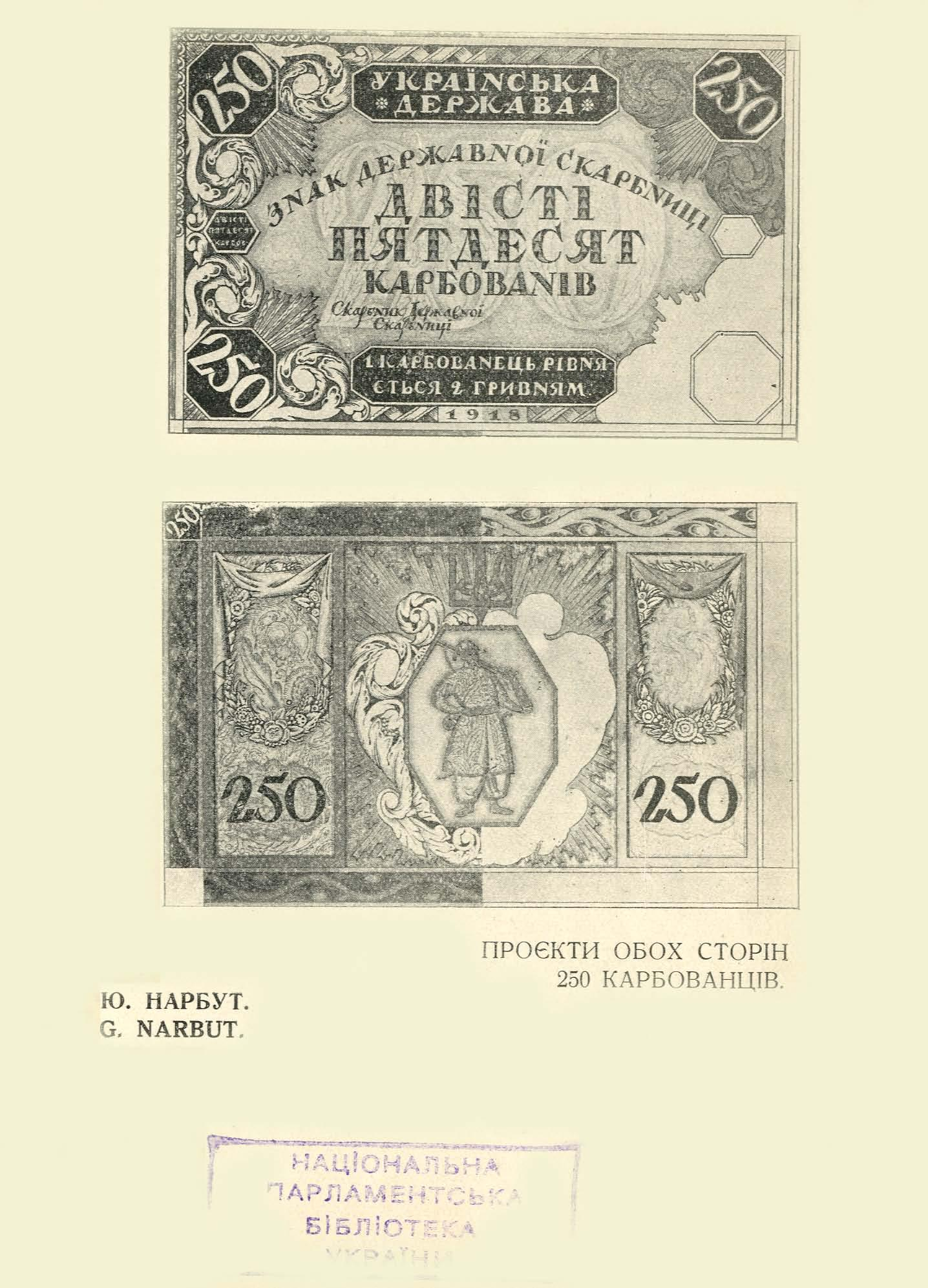
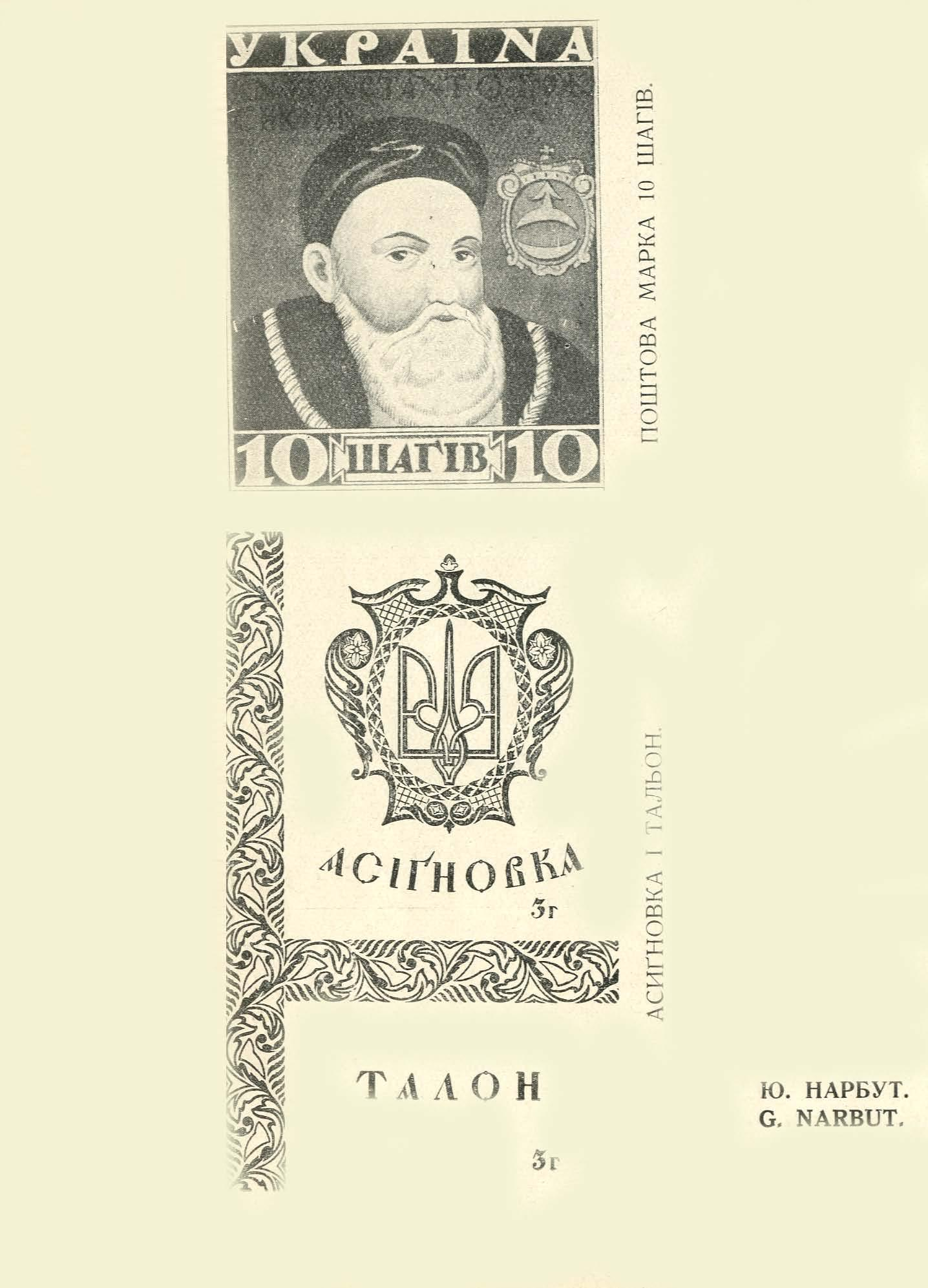
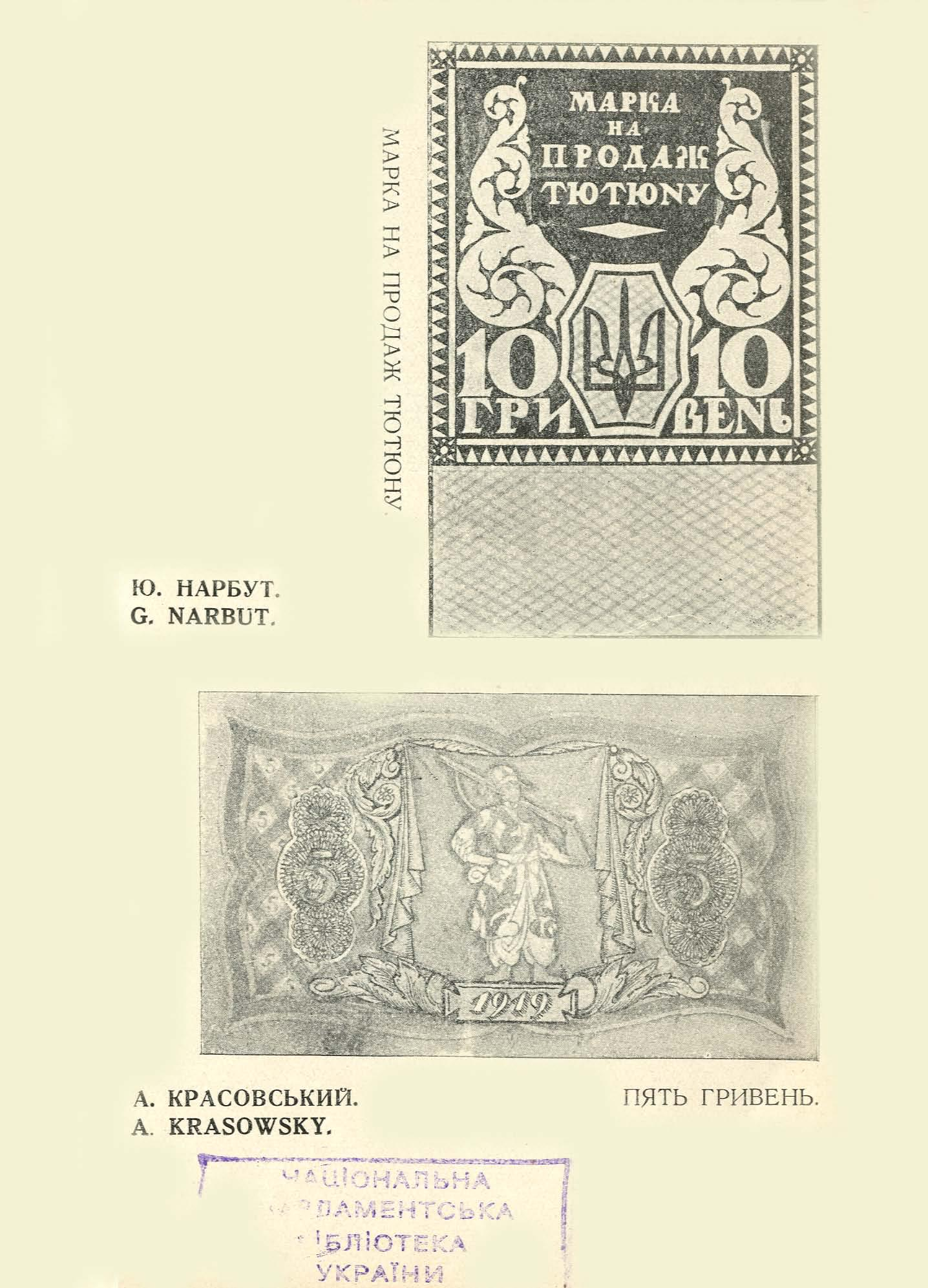
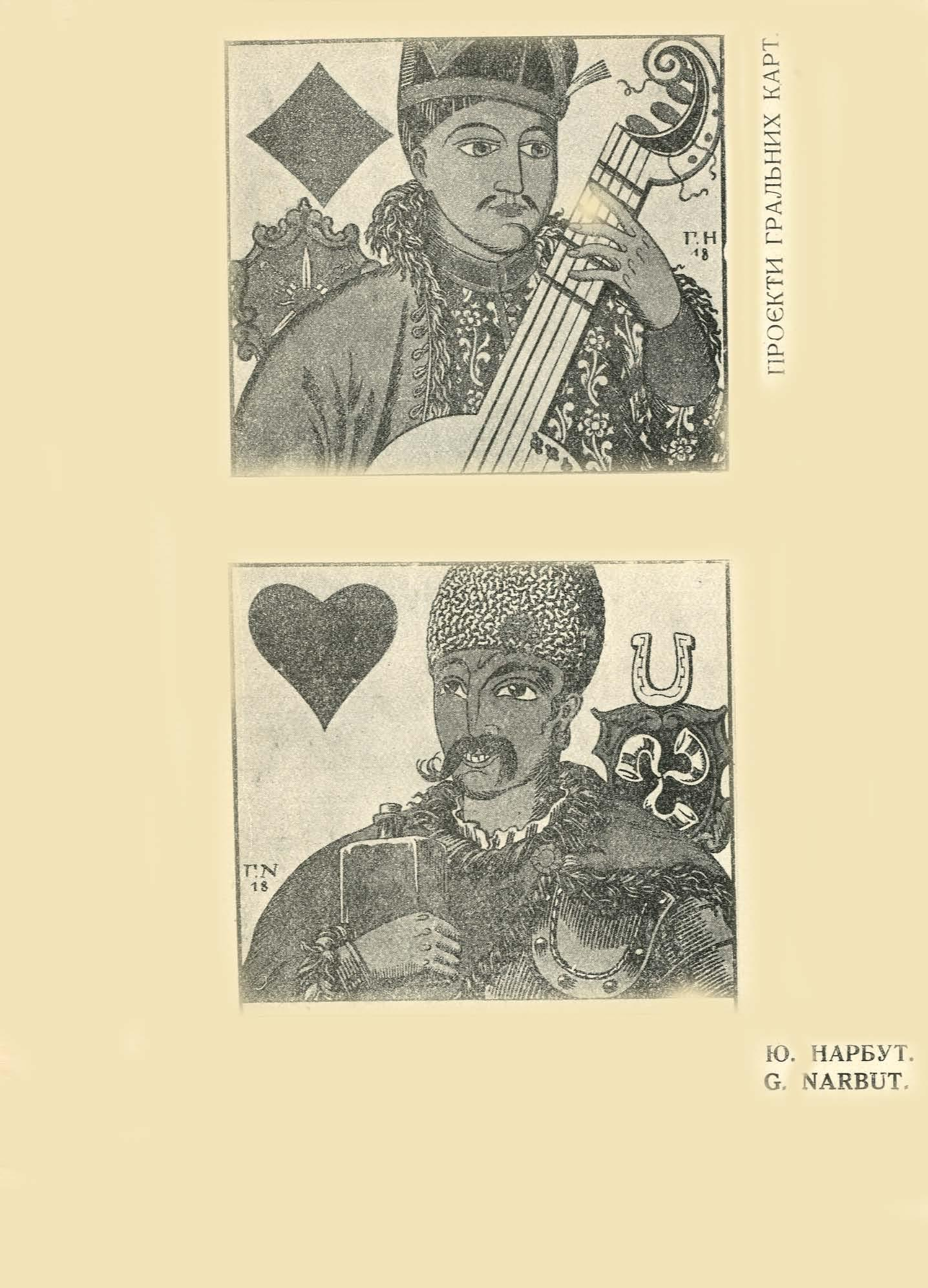
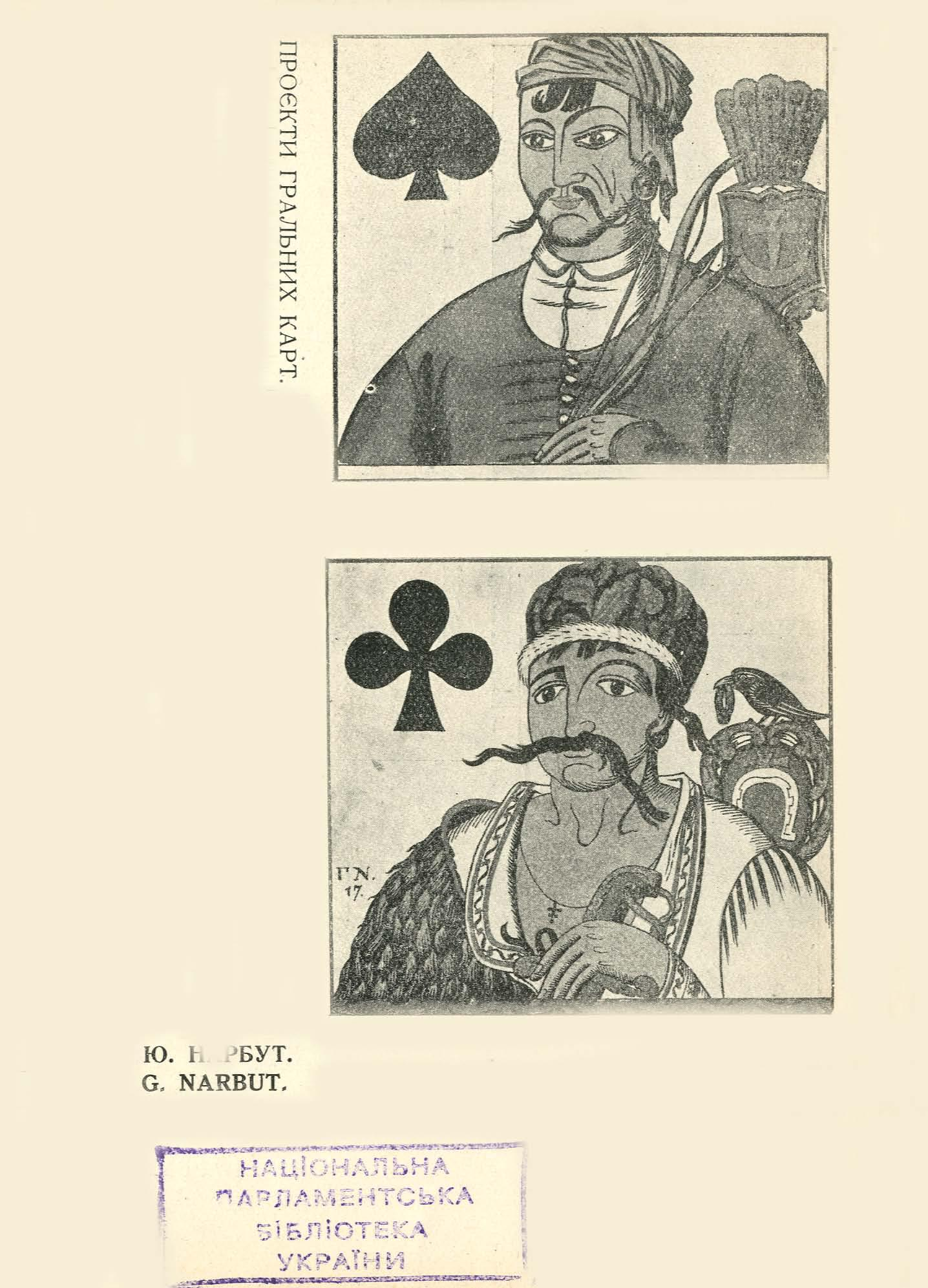
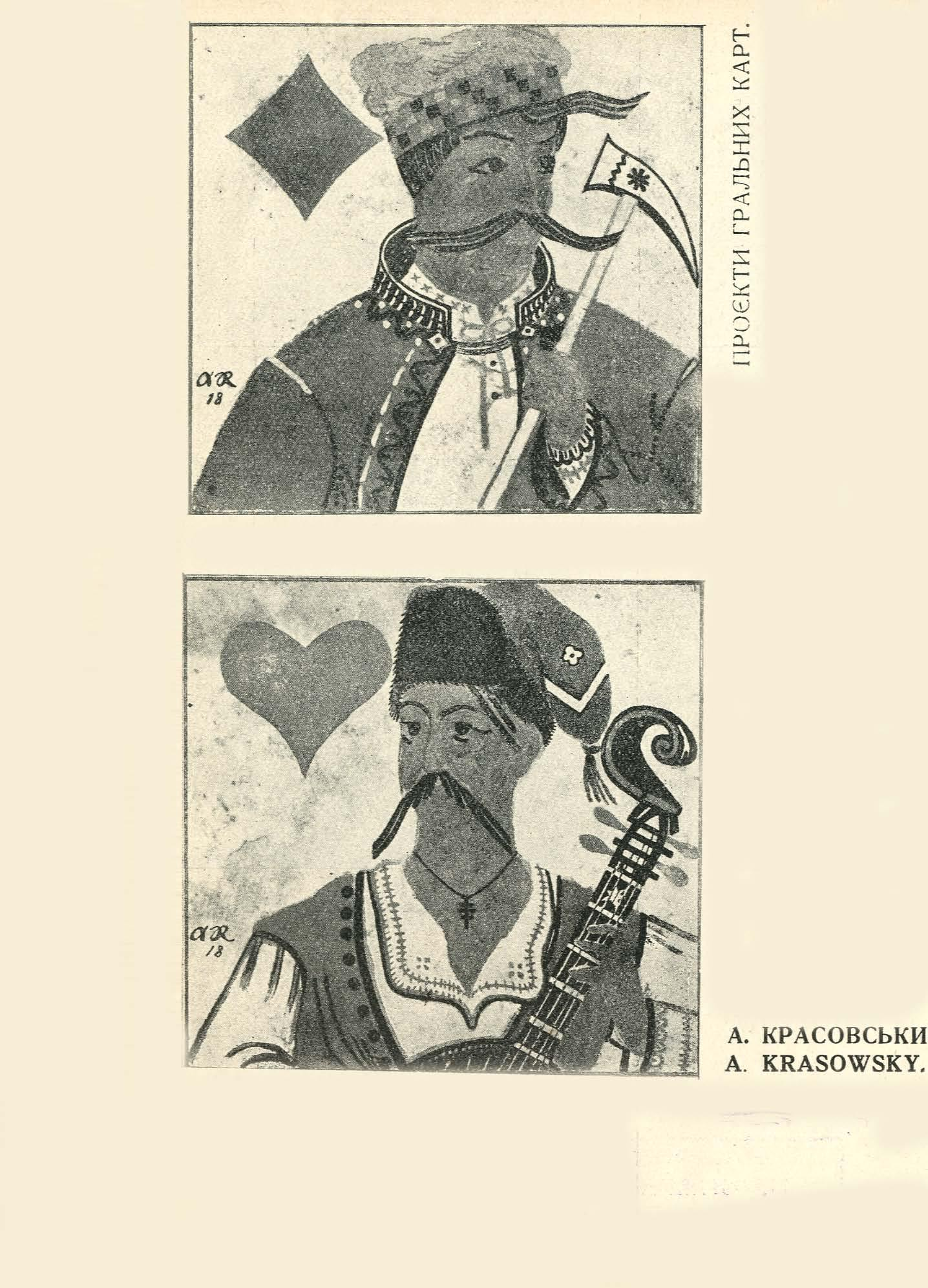
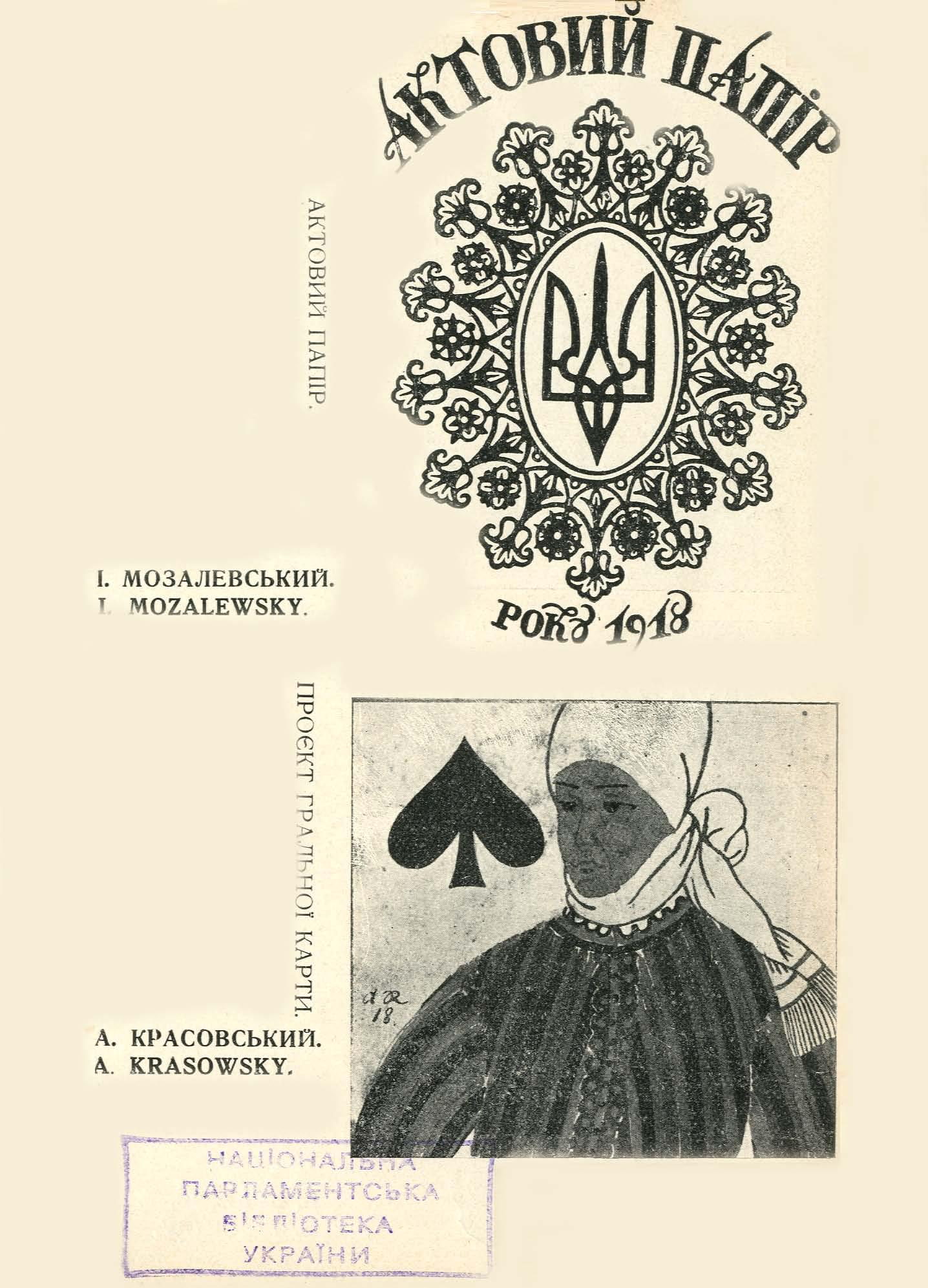
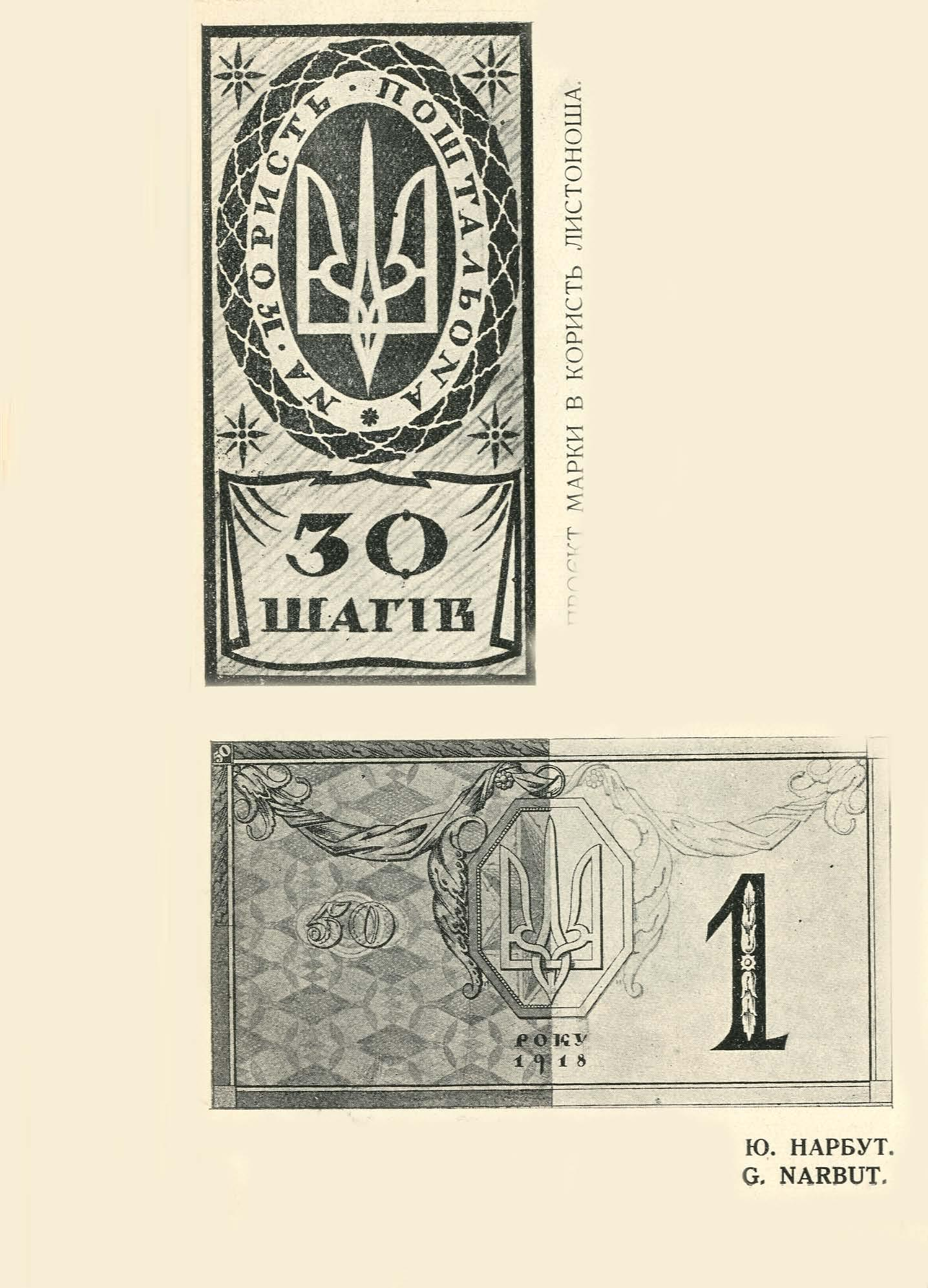
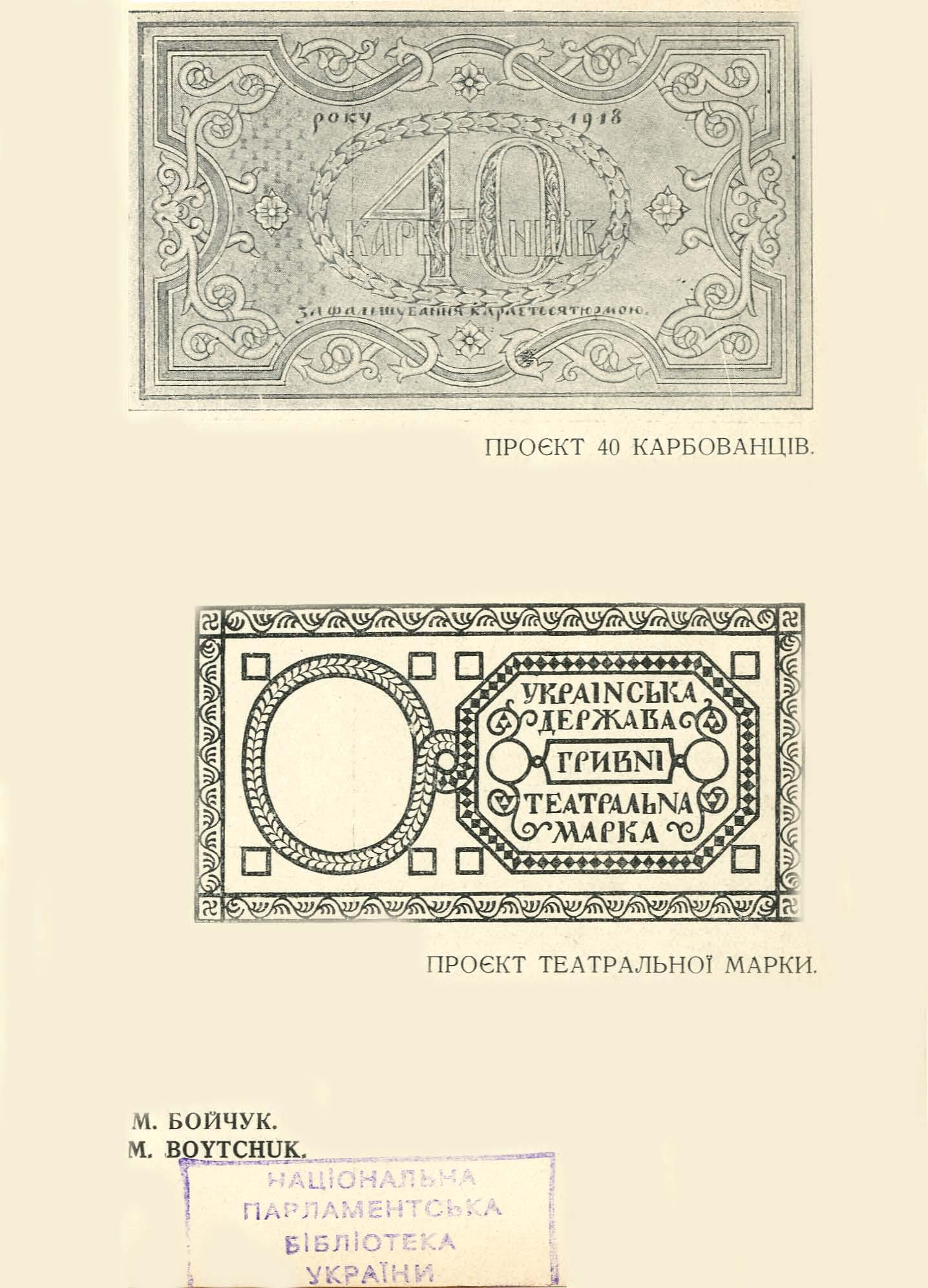
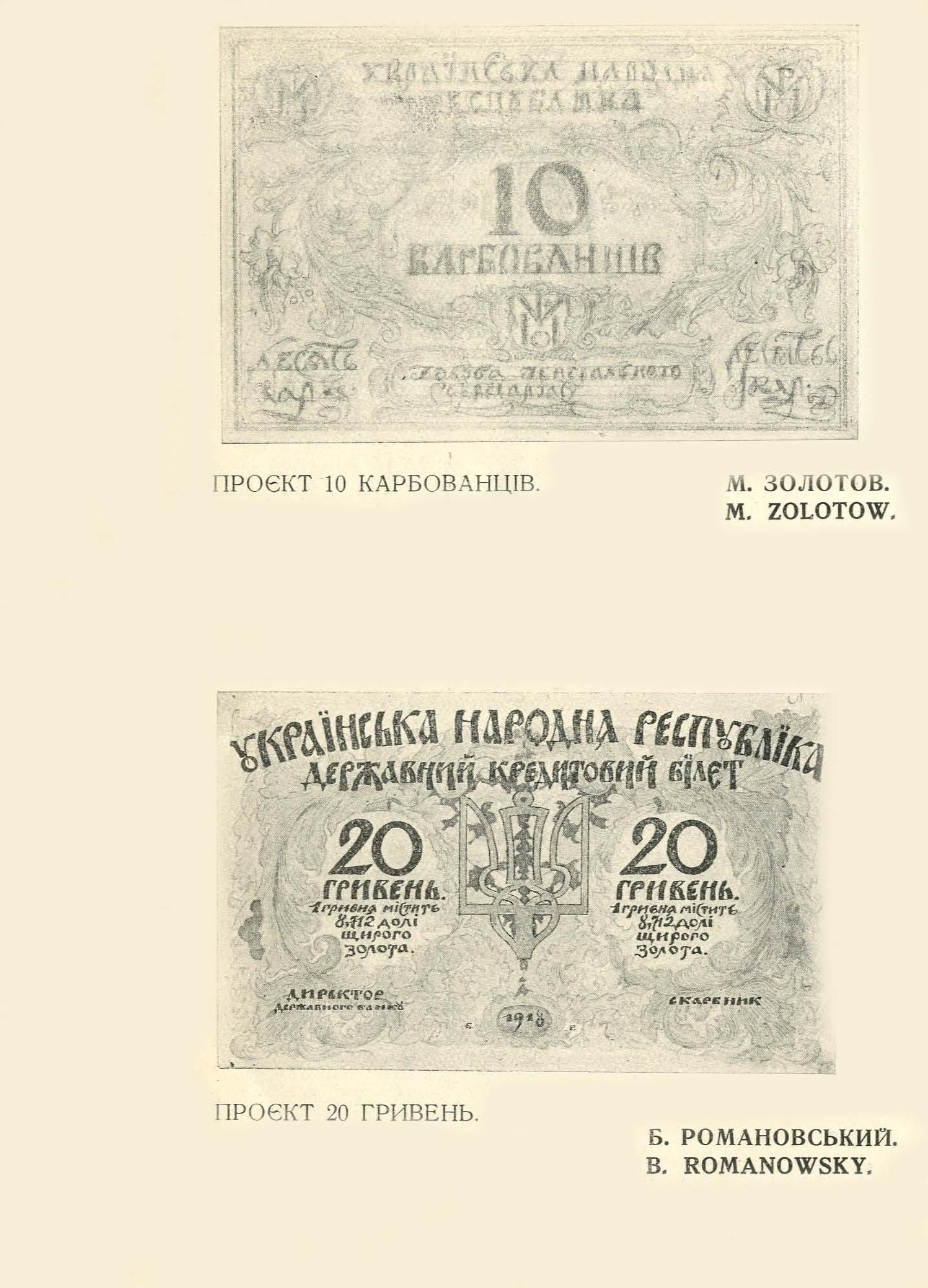
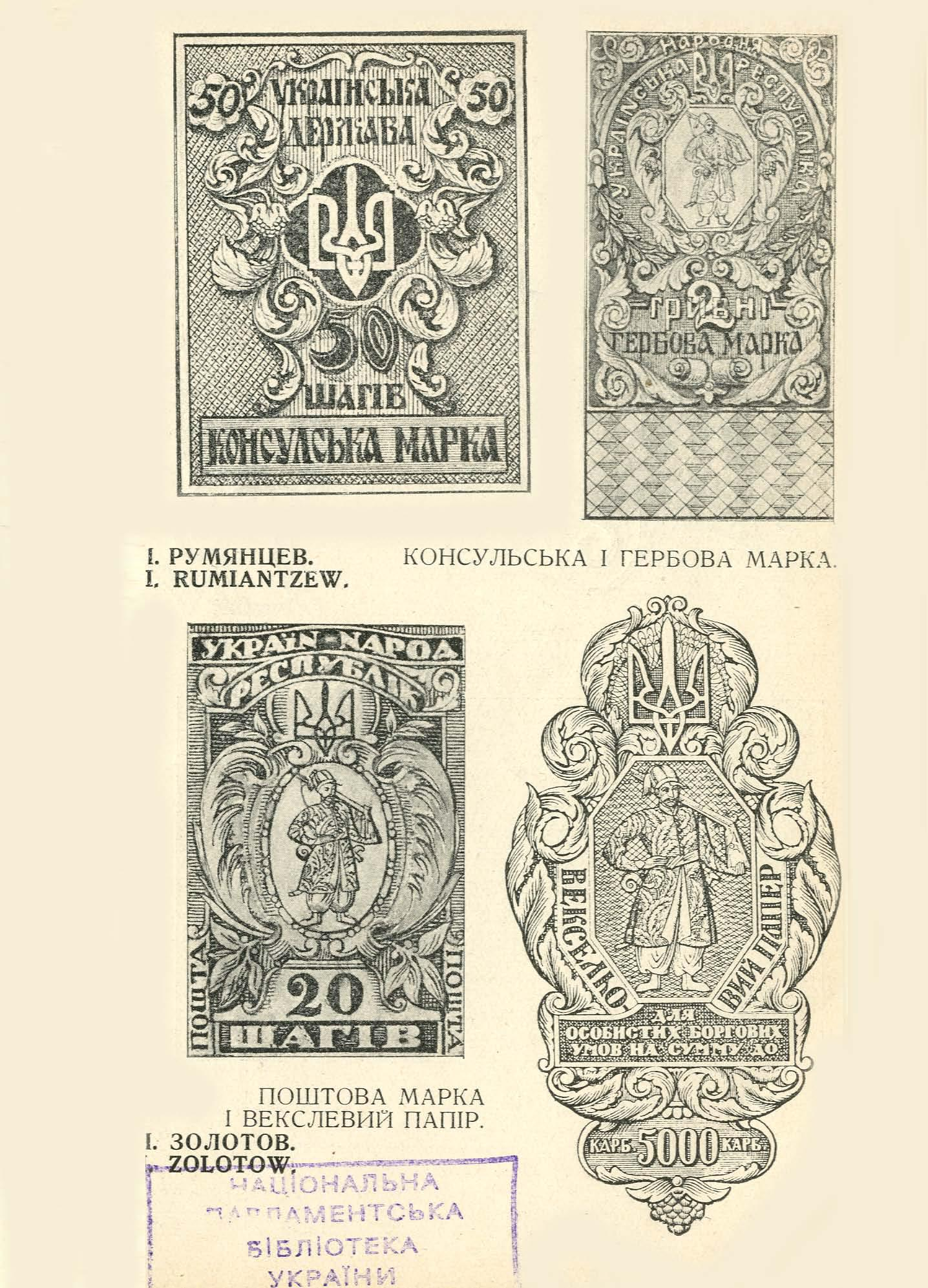
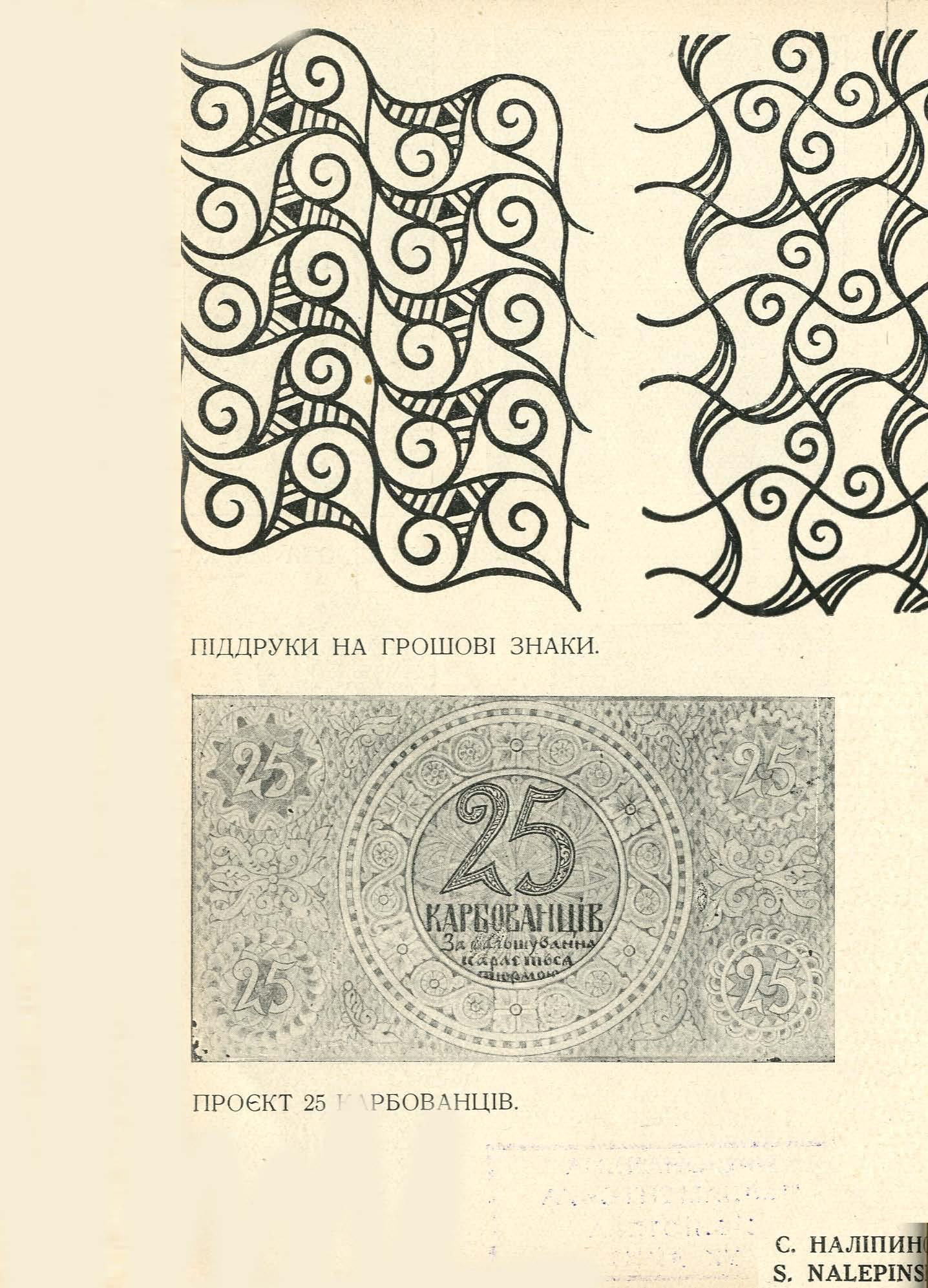
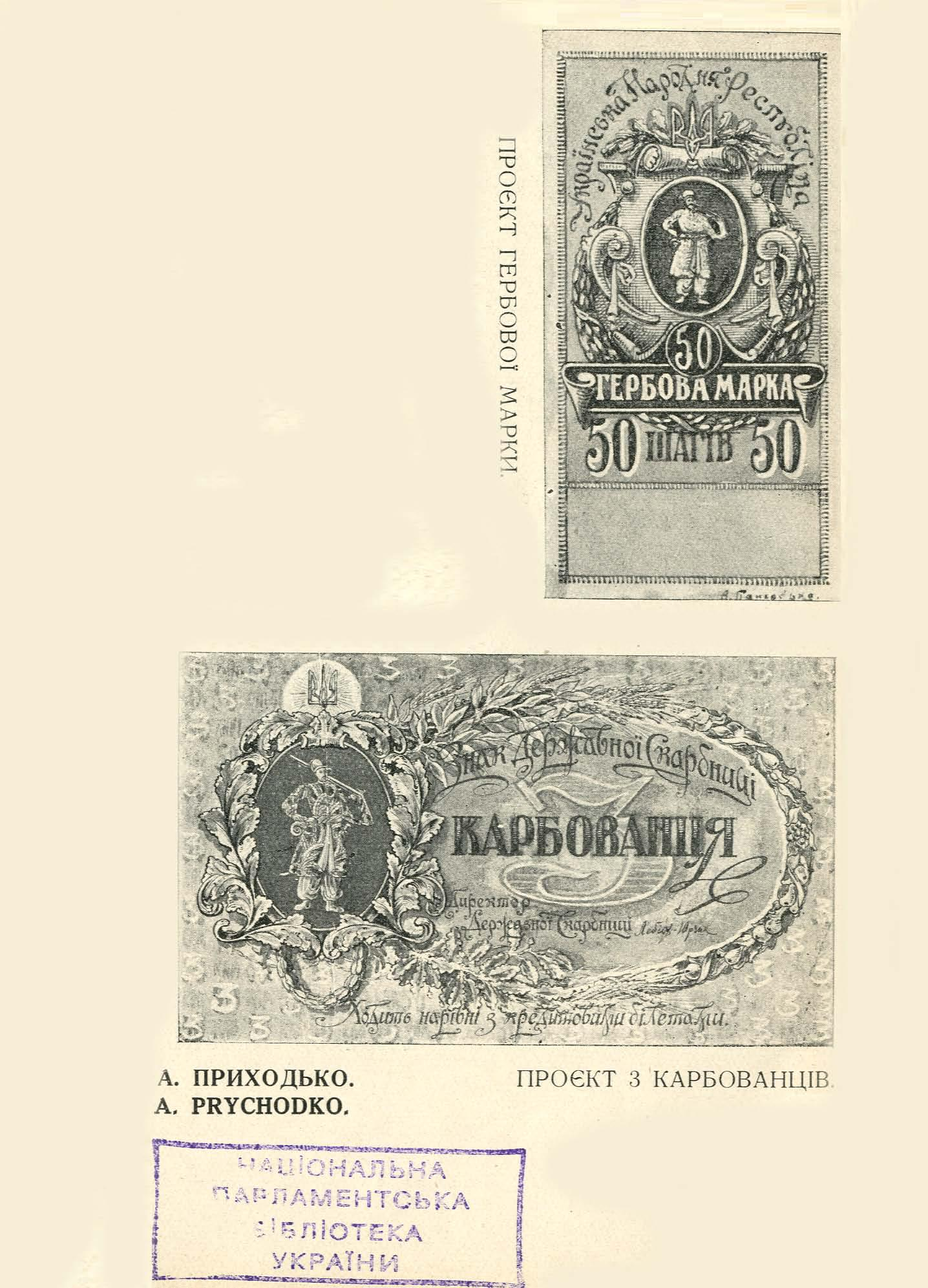
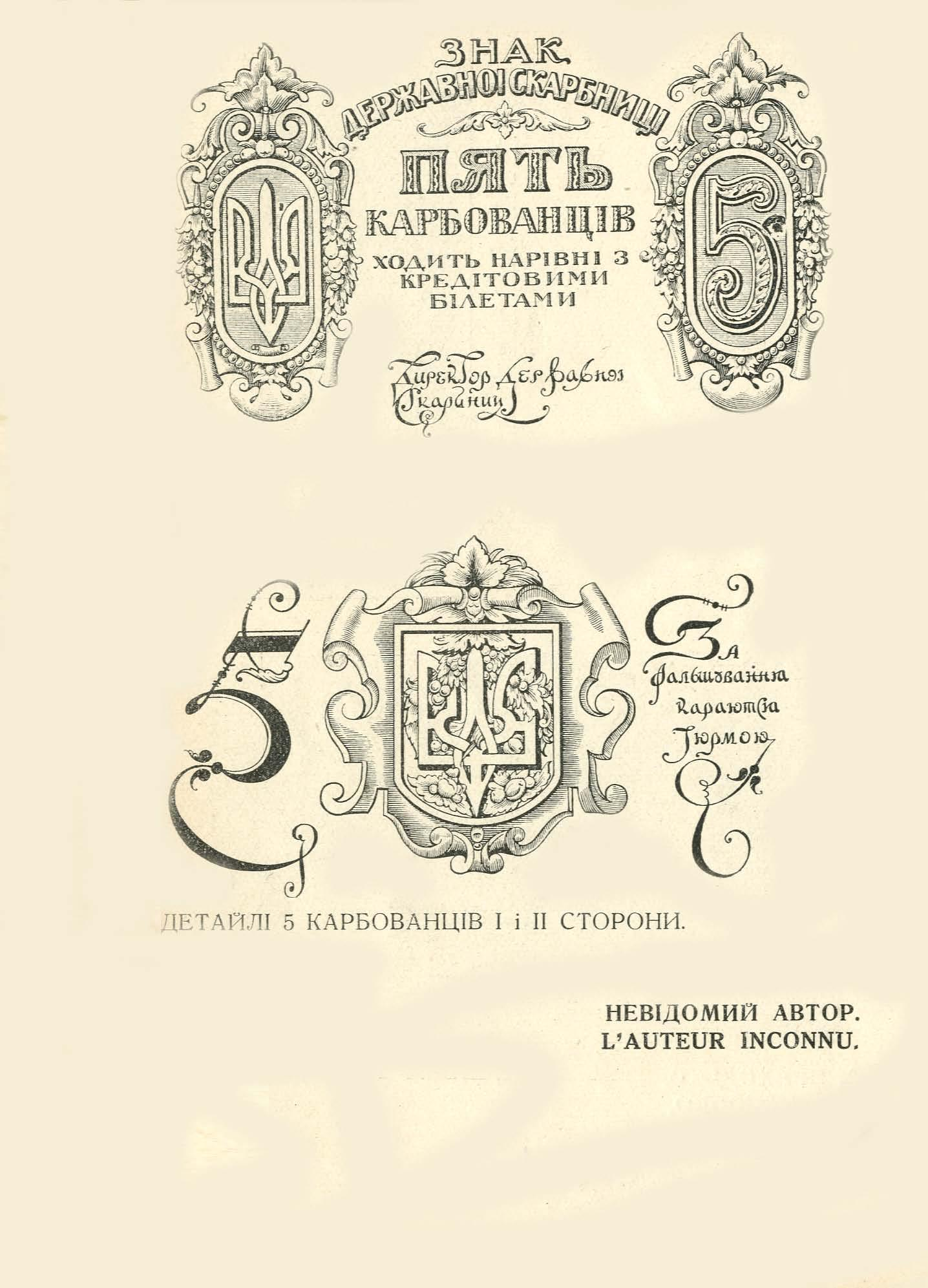
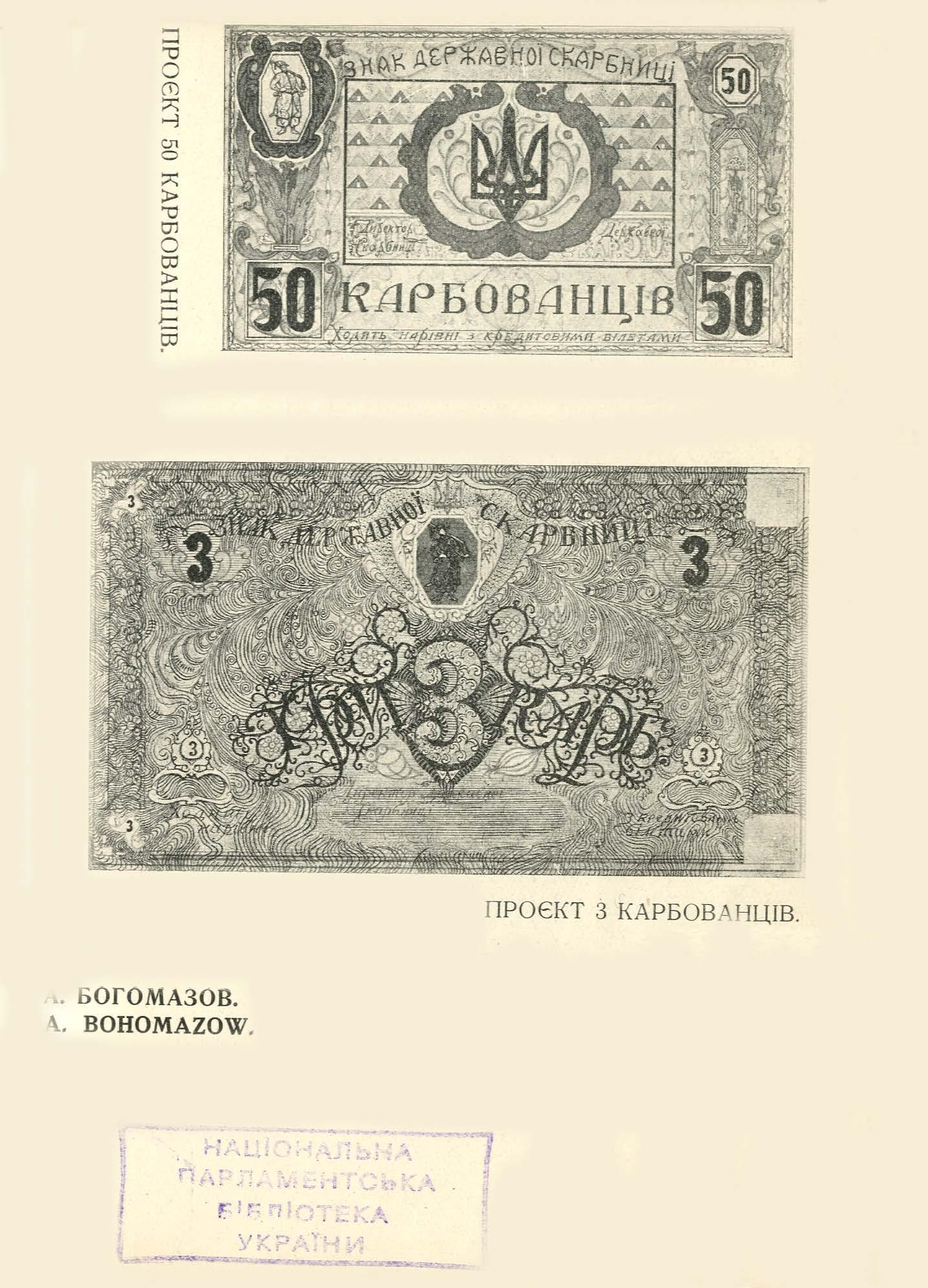

У 1937 році під час обшуків у Всеукраїнському історичному музеї в Києві в шафі завідувача фондів Антіна Онищука знайшли «націоналістичні та інші ідеологічно ворожі речі». Було виявлено 153 позиції, більшість з яких складали описи ескізів, проєктів і документів Василя Кричевського, створених за часів Української Народної Республіки. Серед знахідок були численні ескізи герба УНР, проєкти банкнот різних номіналів, поштових марок, печаток, заголовків до документів державних установ найвищого рівня, а також ескізи золотих і срібних монет. Окрім цього, було виявлено «записку до Василя Кричевського, підписану Михайлом Грушевським», з проханням зробити рисунок бронзового герба УНР для будівлі Центральної Ради. Усі знайдені документи були знищені, а Антіна Онищука засуджено Військовим трибуналом до розстрілу. Його поховали у Биківнянському лісі.
Після Другої світової війни архів Експедиції, що зберігався в музеї Наукового товариства імені Шевченка, став частиною колекцій Державного музею українського мистецтва у Львові. В 1952 році за наказом радянських чиновників від ідеології та культури, під керівництвом Василя Любчика архів було знищено разом із творами Михайла Бойчука, Георгія Нарбута, Петра Холодного, Олекси Грищенка та старовинною графікою. Ілюстрації з каталогу АНУМ 1932 року, а також збережений його примірник, допомогли врятувати частину графічних рисунків, що були представлені в архіві.
Знищення архівів Експедиції заготовок державних паперів та переслідування осіб, пов'язаних зі зберіганням і дослідженням цих матеріалів, значно ускладнюють реконструкцію повної історії діяльності цієї установи. Втрата документів, ескізів та проєктів, створених у період 1917–1921 років, позбавляє нас можливості повноцінно оцінити масштаби та значення внеску українських митців у становлення державності. Однак, завдяки збереженим каталогам та виставковим матеріалам, частина цих артефактів продовжує жити в наукових та мистецьких колах, слугуючи цінним свідченням історичних подій.

### Архів Міністерства фінансів УНР
Документи Міністерства фінансів УНР зберігаються у фонді № 1509 Центрального державного архіву вищих органів влади та управління України. Цей архів містить 1521 справу, що охоплюють період 1918–1925 років. До 1992 року документи були засекречені, після чого їх передали для загального зберігання. У фонді містяться альбоми зразків грошових знаків, що були створені Експедицією заготовок державних паперів та її підрозділами. Альбоми включають банкноти номіналом 5, 10, 25, 100, 250, 1000 карбованців, які випускалися в 1918–1919 роках, а також браковані купюри з примітками щодо недоліків друку. Окрім грошових знаків, зберігаються зразки поштових марок, векселів та кредитових білетів, розроблені такими художниками, як Георгій Нарбут, Борис Романовський, Олексій Красовський, Микола Алексєєв та Лев Овсянников. Фонд також містить зразки печаток Української Держави та Державного секретарства, створених Георгієм Нарбутом. Окремі описи грошових знаків Державної скарбниці Міністерства фінансів УНР надають деталі щодо дизайну та особливостей друку українських карбованців різного номіналу, які використовувалися в 1918–1919 роках.

### «Краківська скриня» (2017)
Зразки грошових знаків, кліше, печаток та інші документи, що були видані під час діяльності перших урядів Української Народної Республіки та Української Держави Павла Скоропадського, в ході Другої світової війни опинилися у Кракові. Предмети датуються періодом 1917–1922 років і відносяться до двох українських державних утворень — УНР і Української Держави Скоропадського. Через більшовицьку агресію уряд УНР змушений був евакуюватися до Польщі, оселившись у Тарнові, Ченстохові та Варшаві. Скриня потрапила до Кракова в період німецької окупації разом з іншими документами уряду Симона Петлюри. У 1942 році ці матеріали були передані до Кракова за наказом Германа Герінга. Вони зберігалися на першому поверсі Collegium Iuridicum, де її вміст описали та систематизували. Після приходу Червоної армії опрацьовані документи Міністерства закордонних справ і Міністерства фінансів були вивезені на схід. Однак скриня залишилася в Кракові, «Мабуть, її вміст (наприклад, вилучені з обігу банкноти чи печатки) здався їм непотребом», – розмірковує Івона Фішер, керівник IV відділу Національного Архіву в Польщі.
Серед знайдених у скрині предметів є 28 цинкових кліше для друкування банкнот різних номіналів, які є унікальними, оскільки таких матриць немає в українських архівах та музеях. Також у скрині виявили понад 180 печаток, зокрема державних установ та місцевих органів влади. Івона Фішер, зазначає, що колекція також містить серії банкнот, випущених з 1917 року, у кількостях значно більших, ніж ті, що наявні в українських колекціях.

| У нас є всі серії банкнот, які були випущені з 1917 року, це підтвердили нам українські дослідники. І у нас їх багато, різних номіналів. В українських колекціях їх кількадесят, у нашій тисячі. Маємо понад три тисячі «сотень», понад тисячу номіналом у 25 карбованців і більше тисячі «п'ятдесяток» |
| — Івона Фішер |

У 2017 році «Краківська скриня» стала частиною колекції Національного Архіву в Польщі. Вміст скрині має велику історичну цінність, оскільки деякі з предметів є унікальними та не представлені в жодних українських архівах та музеях.

Речі з «Краківської скрині»
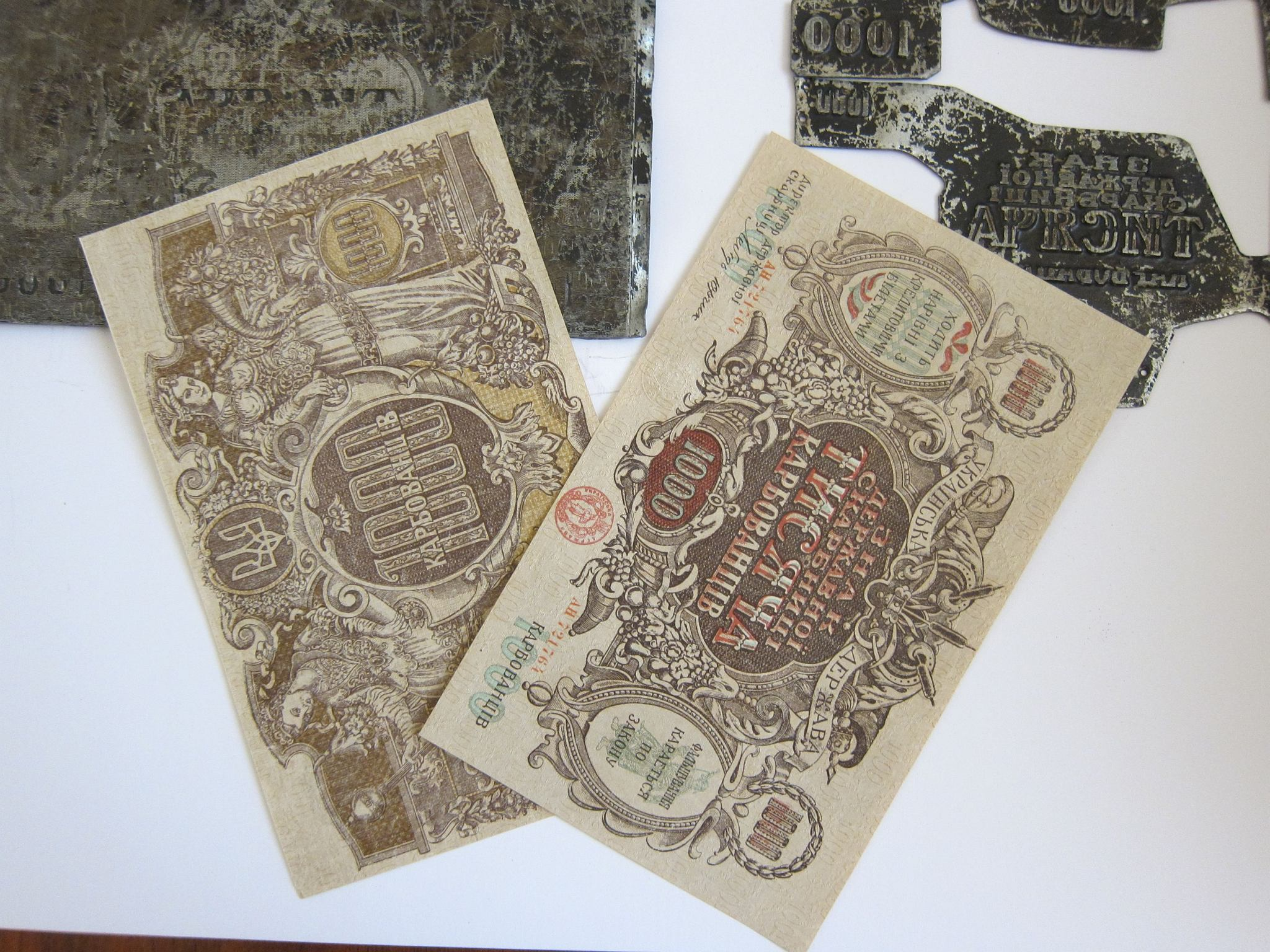
1000 карбованців 1919 року серії АН та їх кліше
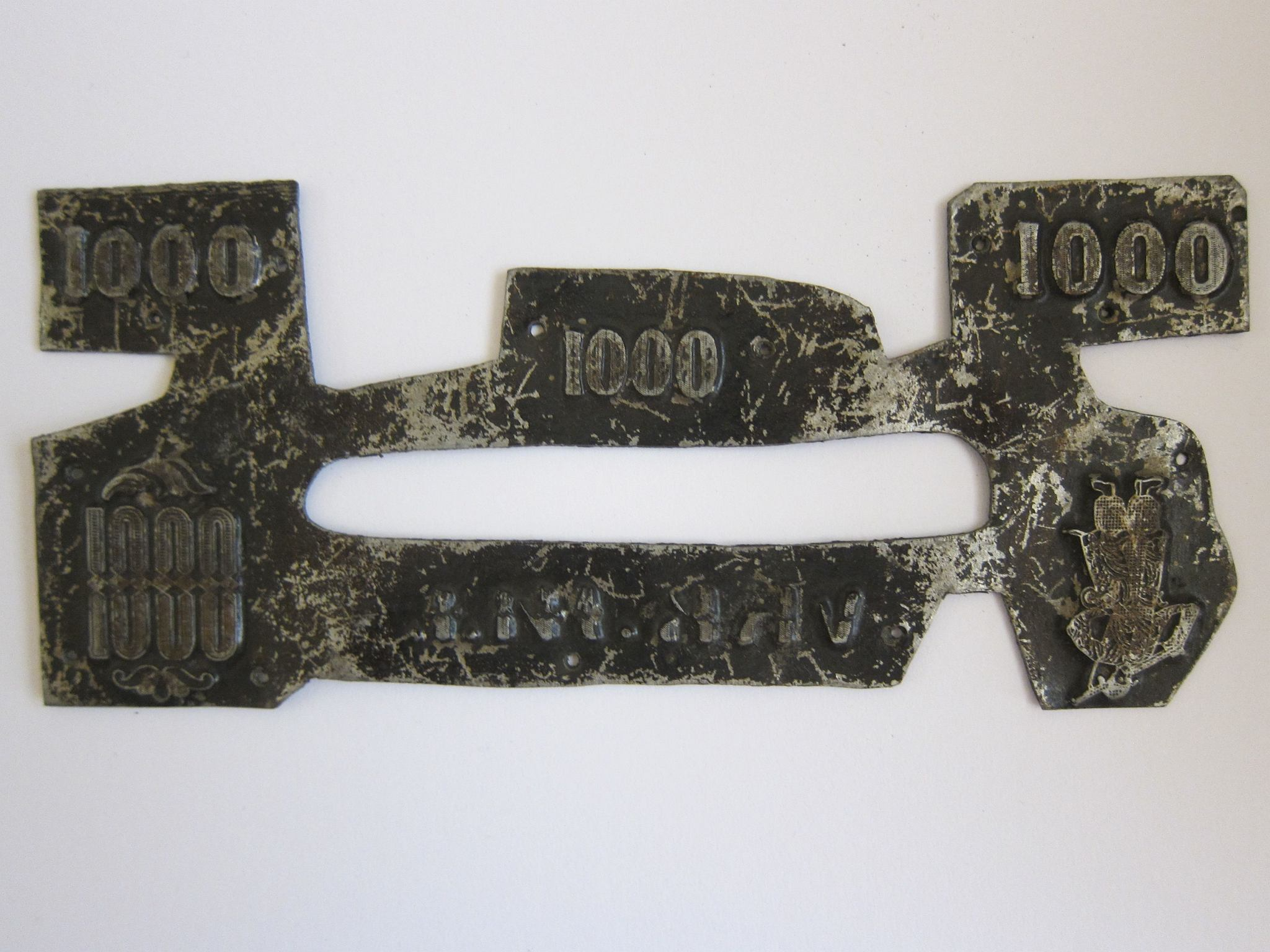
Кліше 1000 карбованців 1919 року
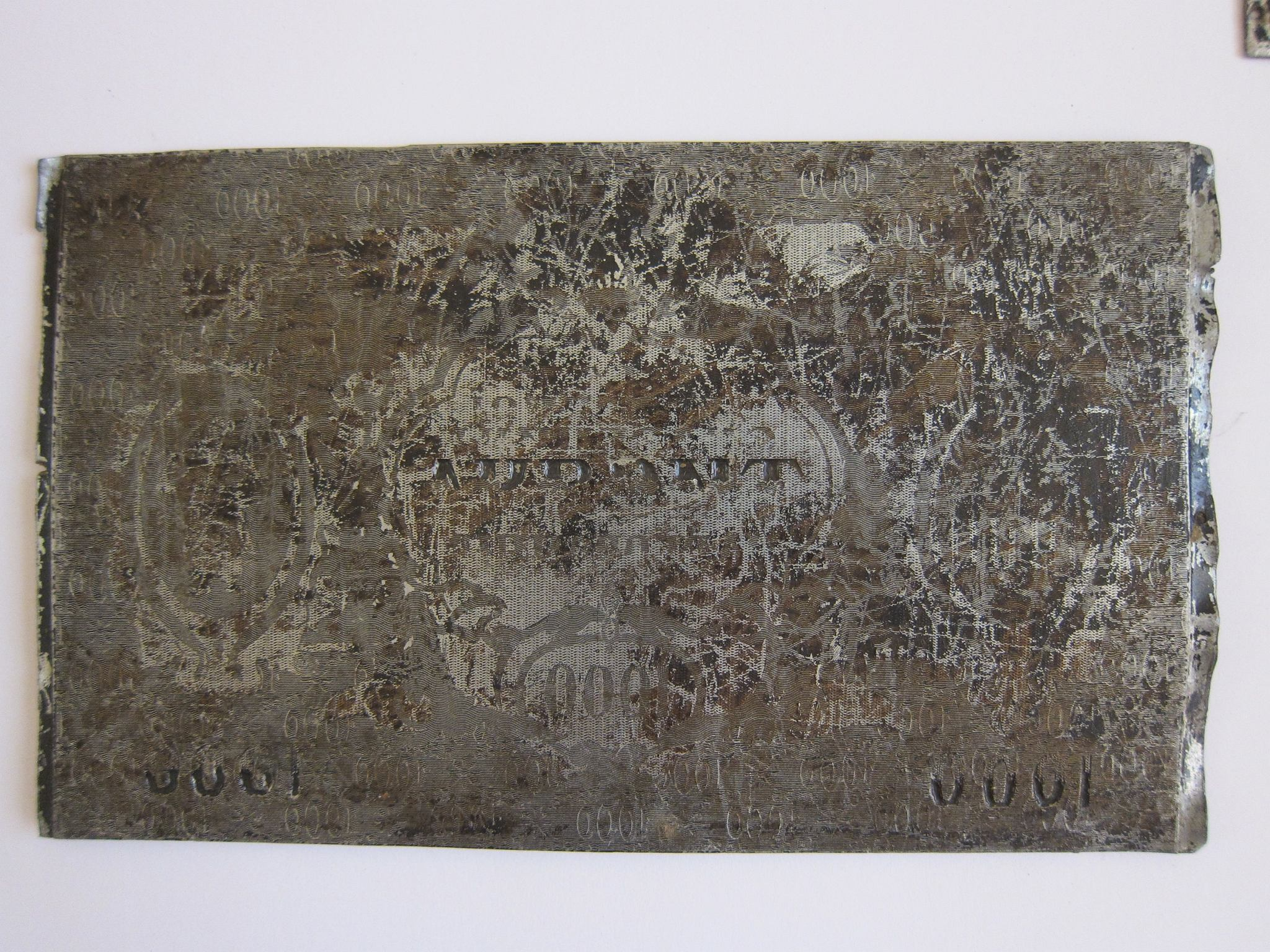
Кліше 1000 карбованців 1919 року (аверс)
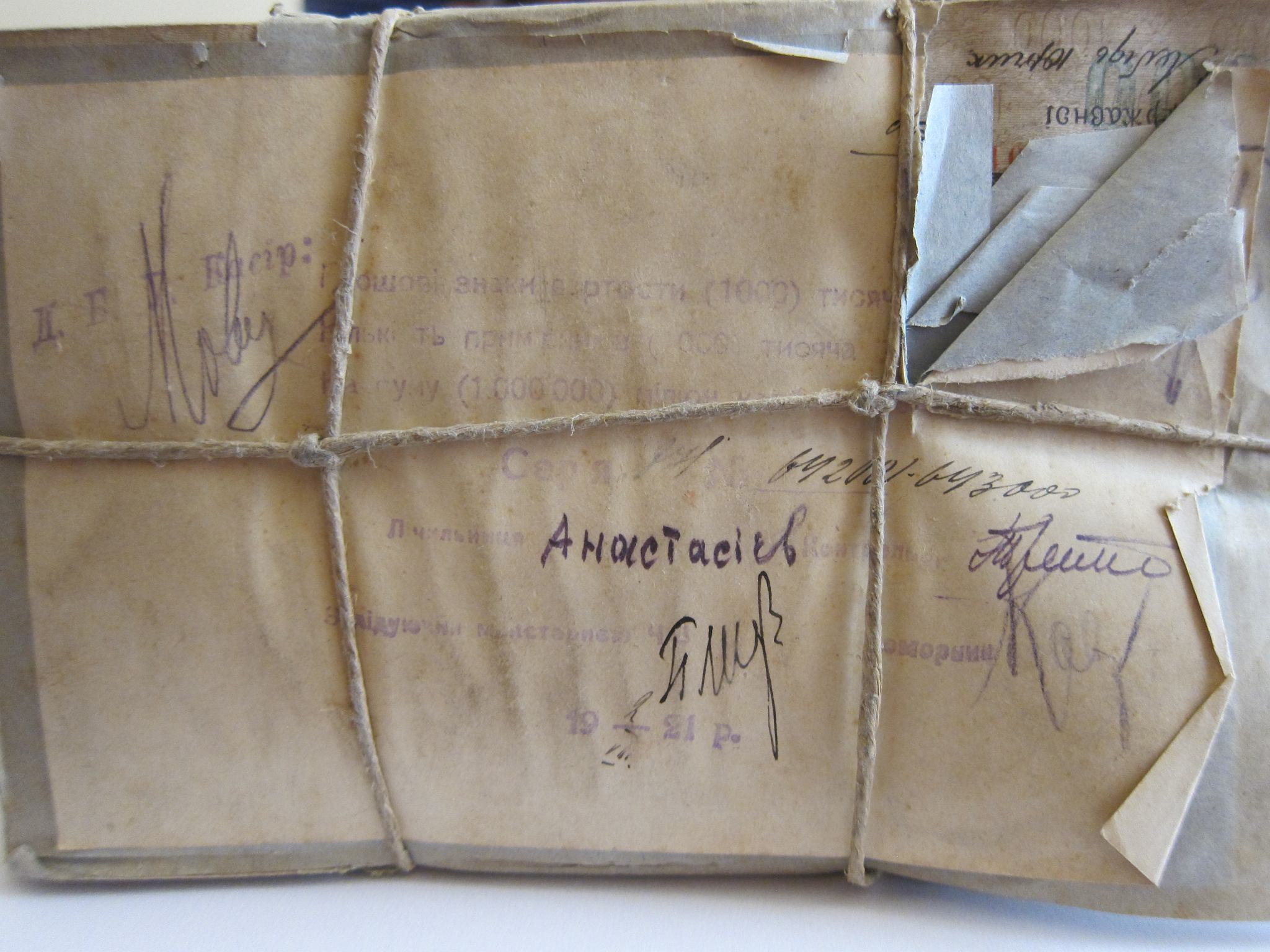
Пачка з банкнотами 1000 карбованців 1919 року серії АН. Виготовлені в Польщі в 1921 році
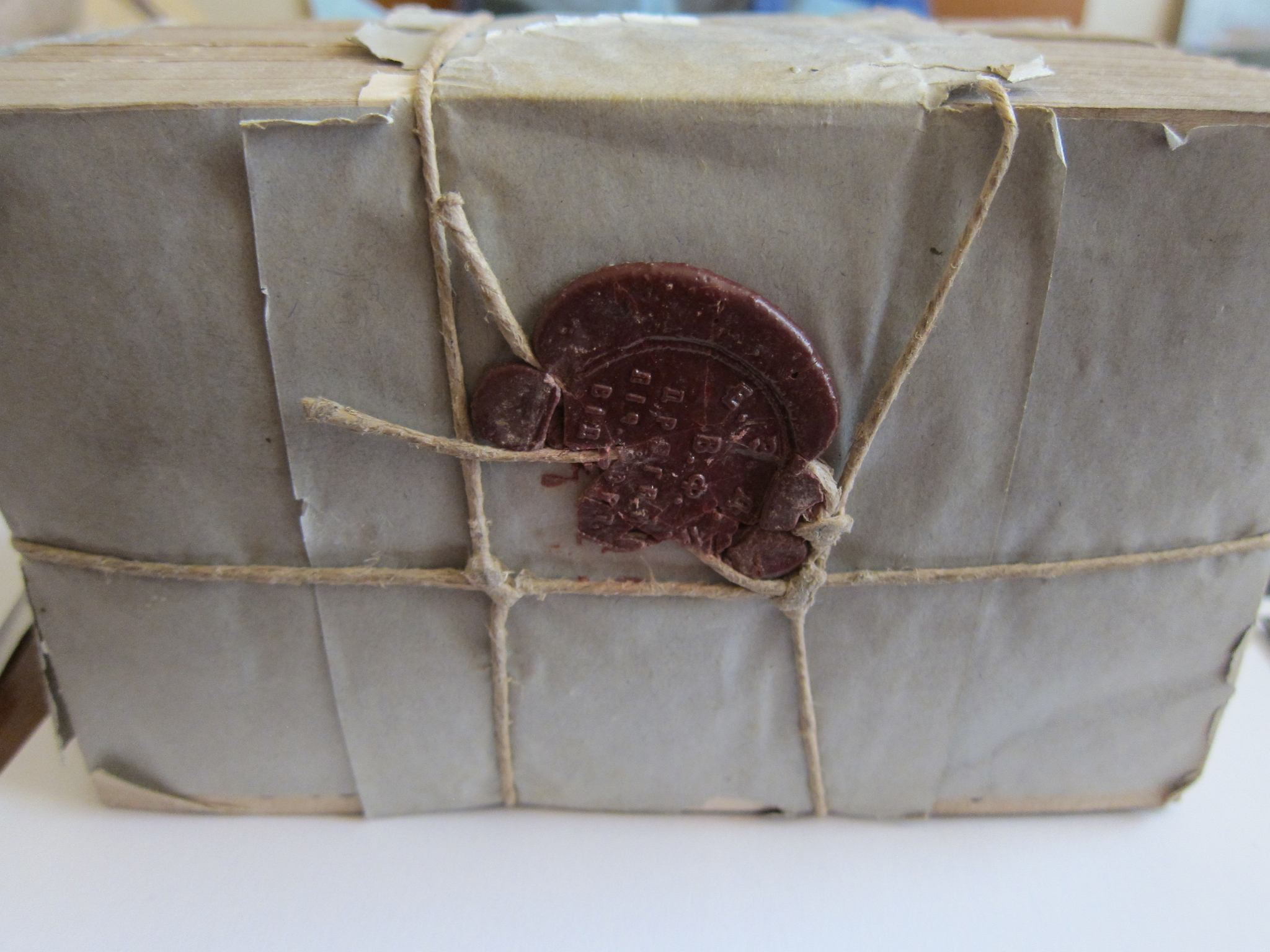
Пачка з банкнотами 1000 карбованців 1919 року. Печатка Варшавської філії Експедиції
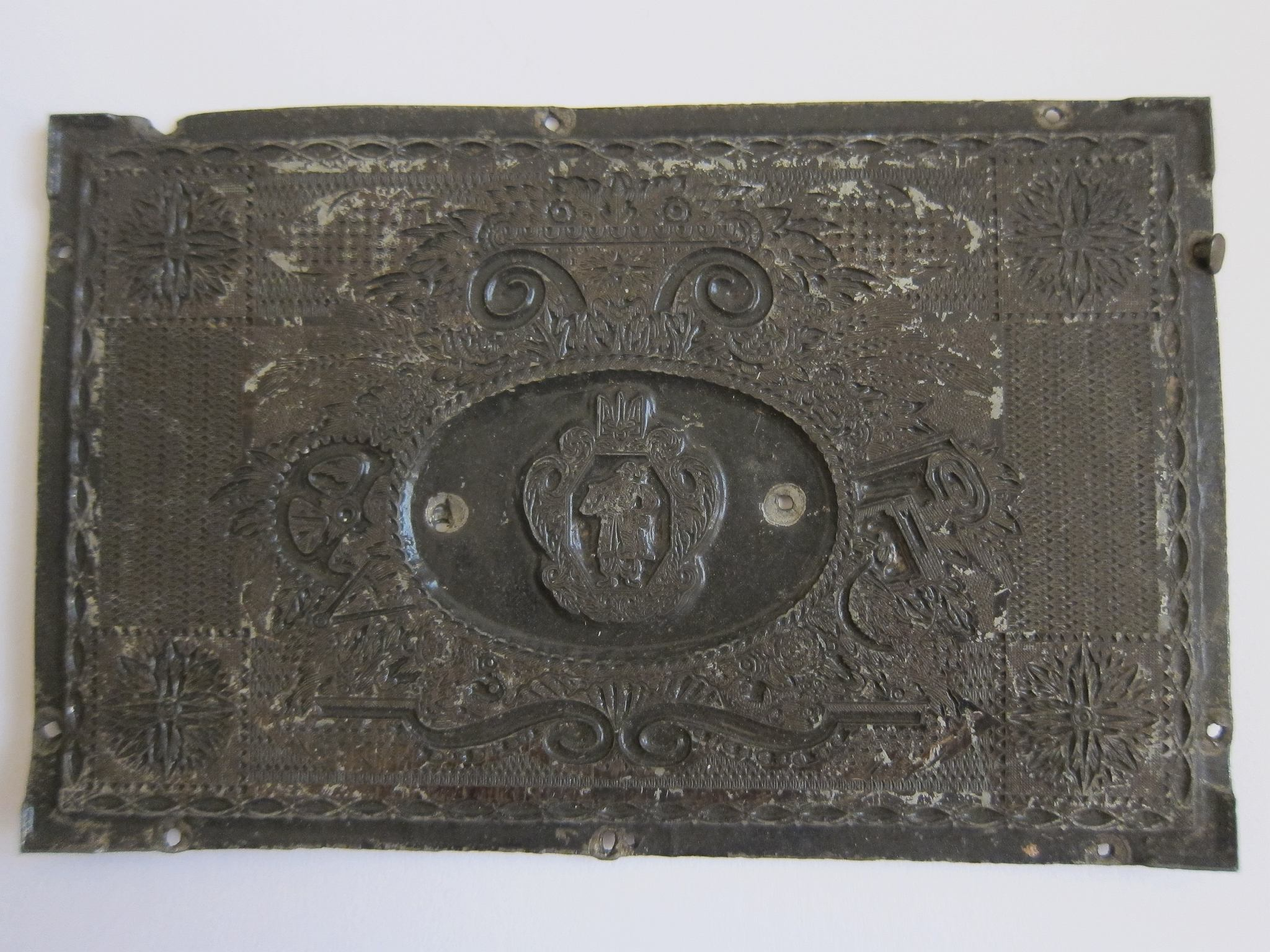
Кліше 100 карбованців 1918 року
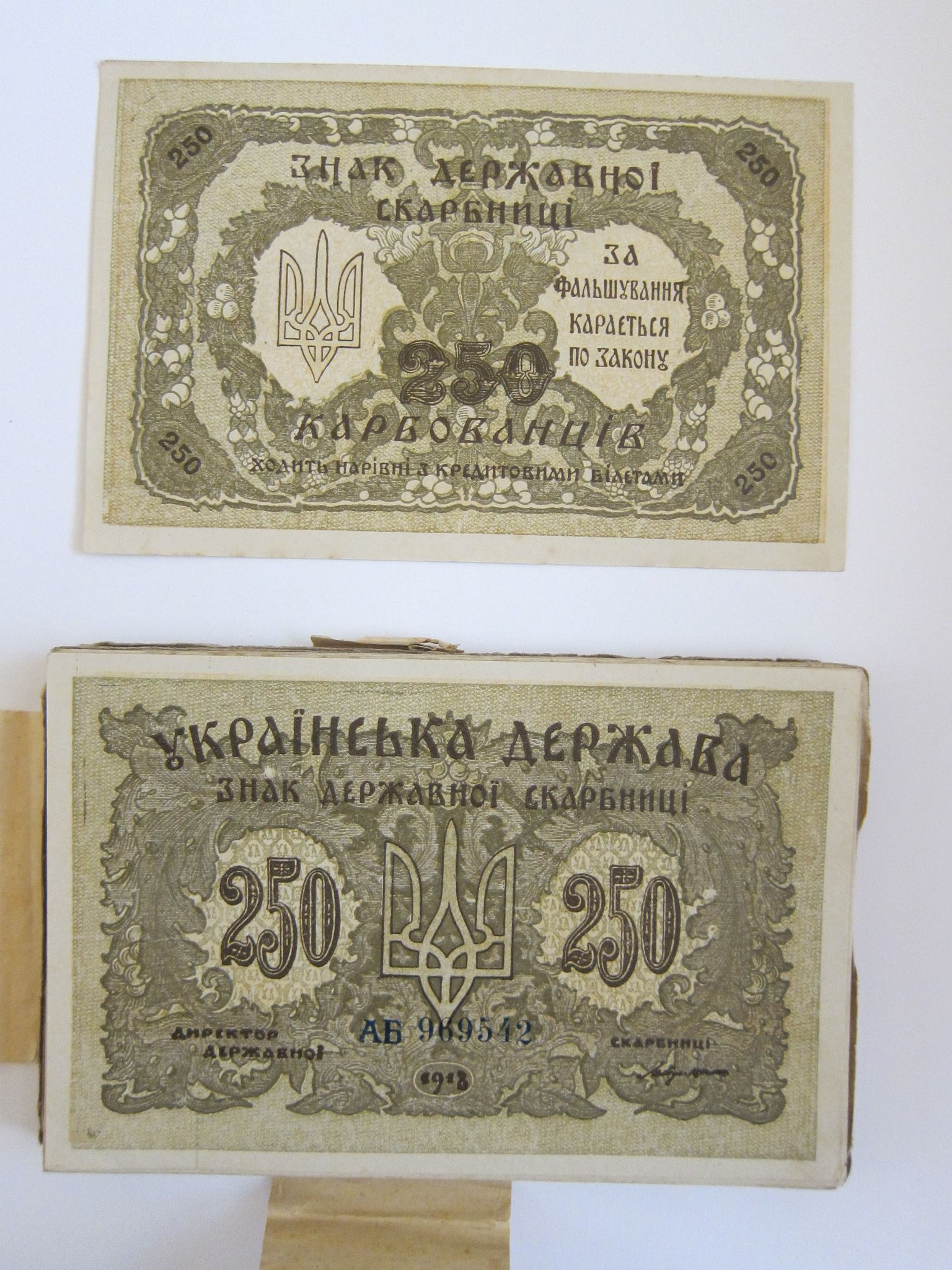
Пачка банкнот 250 карбованців 1918 АБ
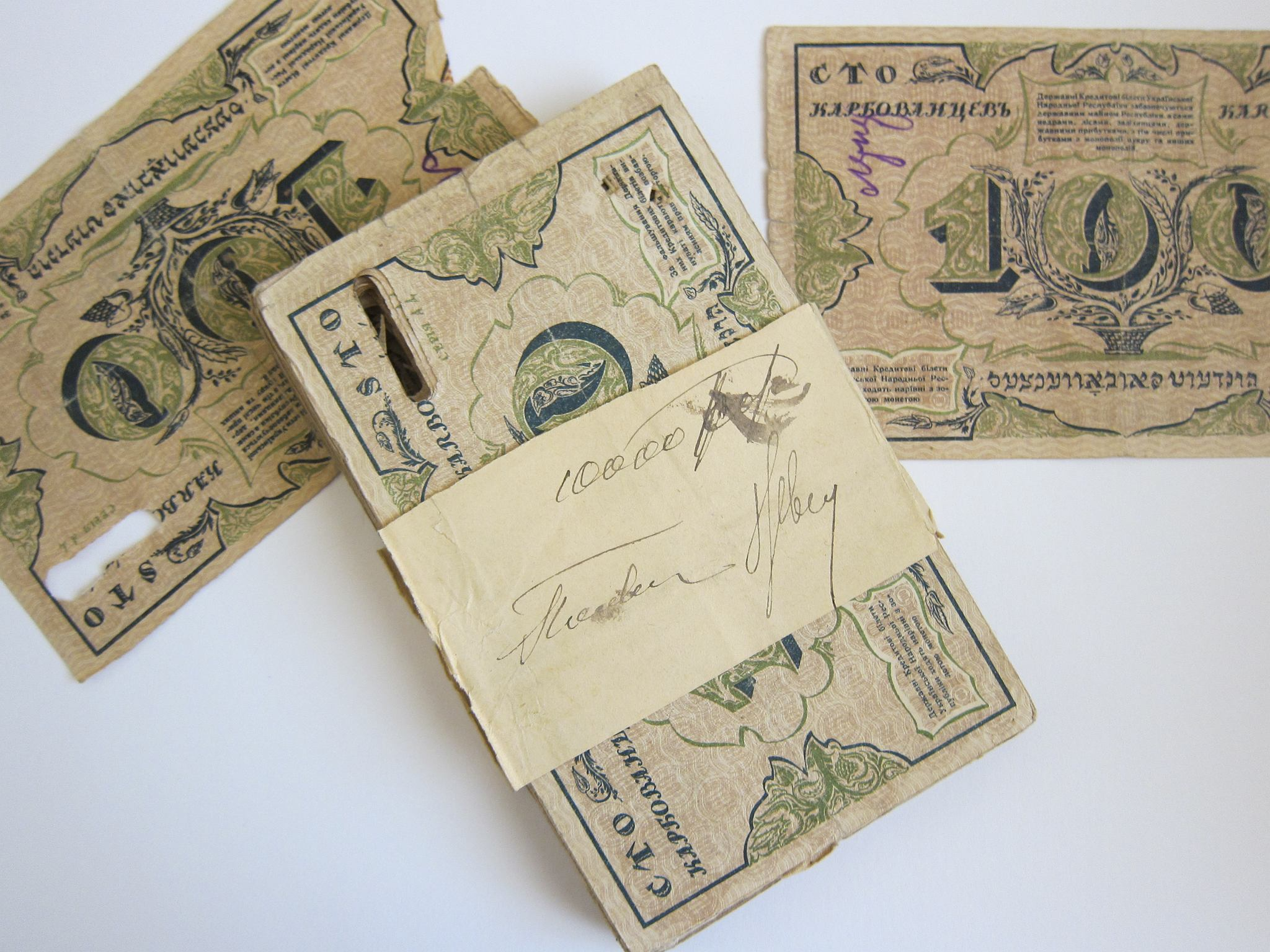
Пачка 100 карбованців 1917 року
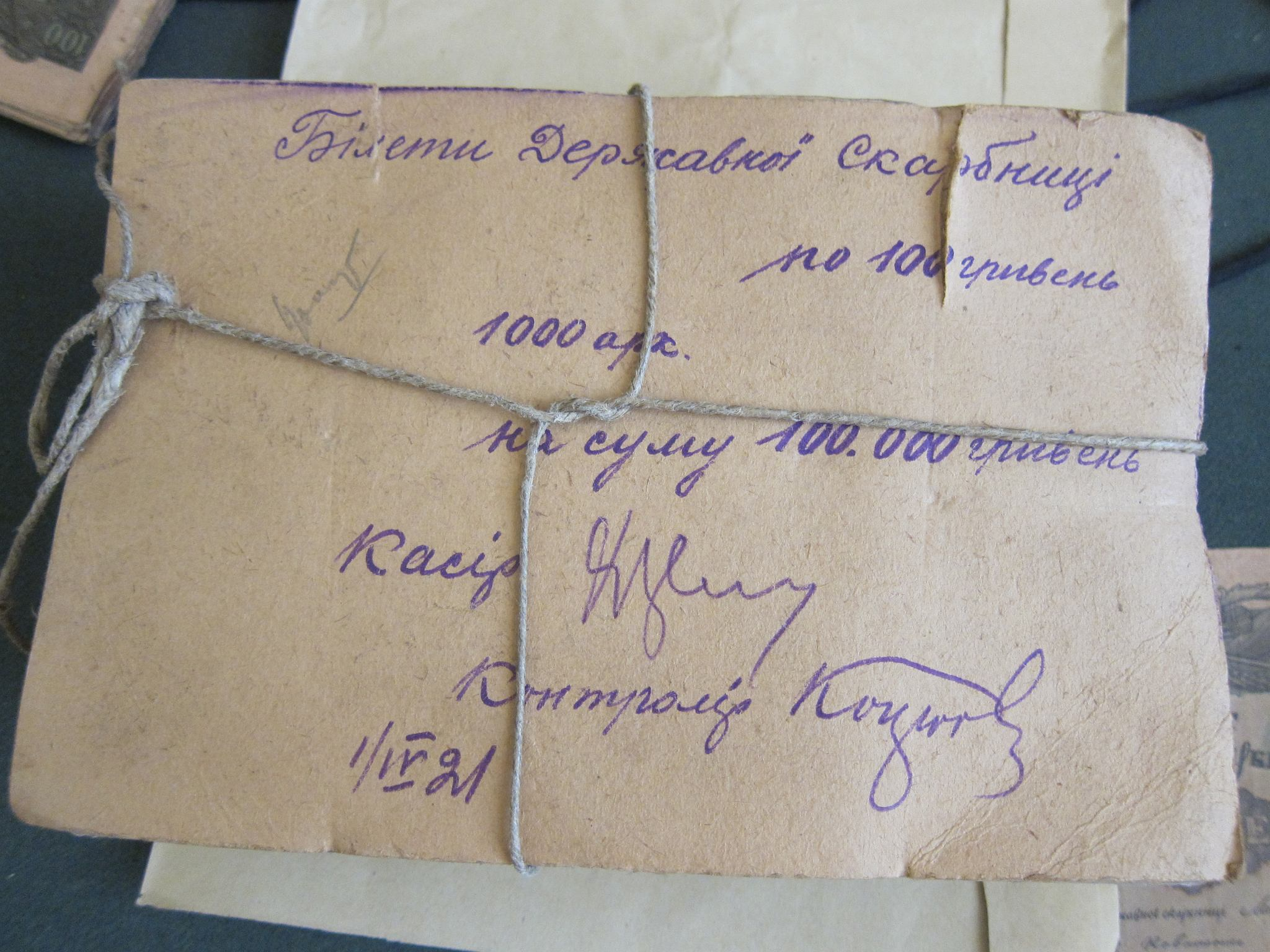
Пачка з білетами Державної Скарбниці номіналом 100 гривень 1918 року
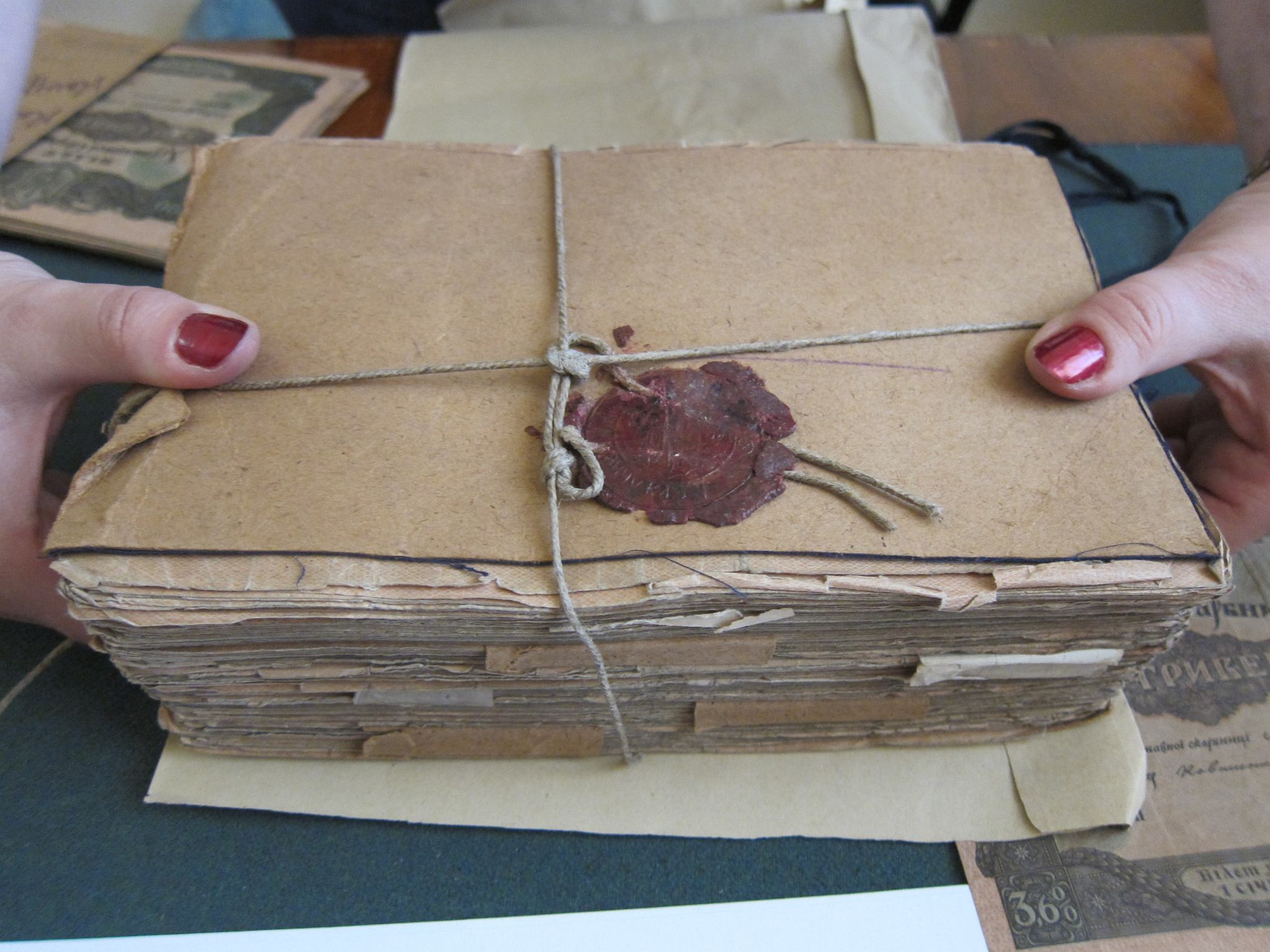
Пачка з білетами Державної Скарбниці номіналом 100 гривень 1918 року

## Випущені державні знаки

### Банкноти

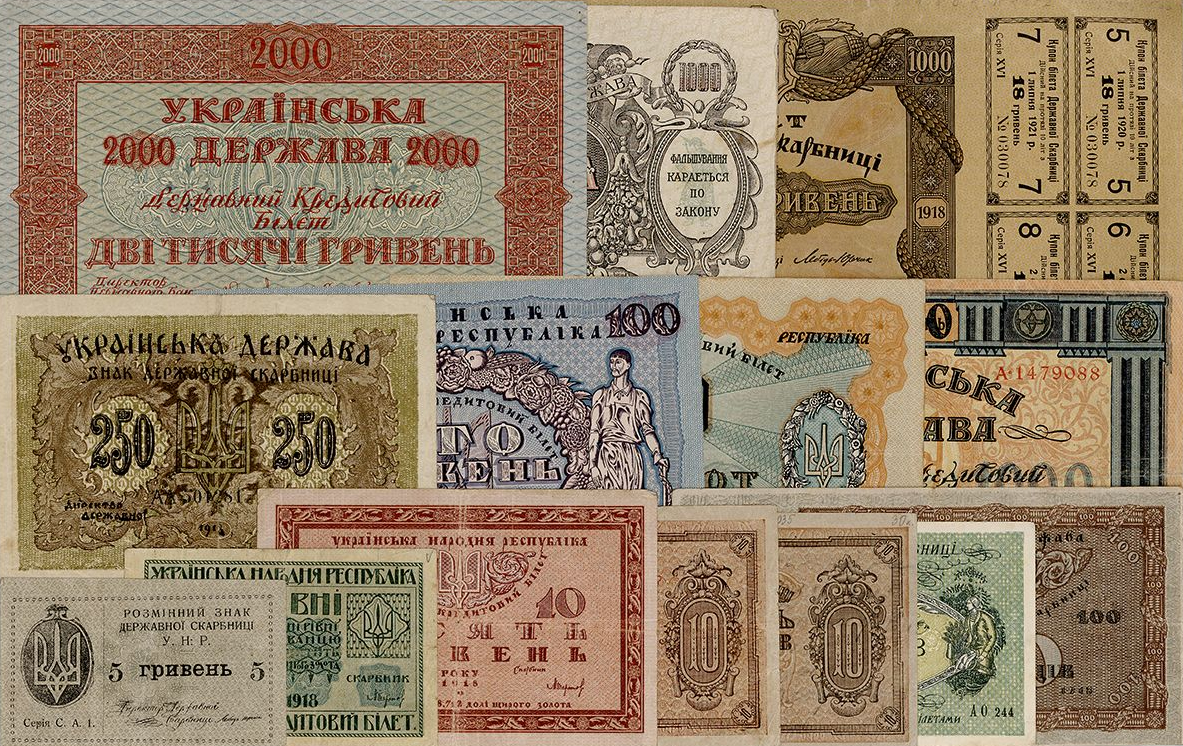
Українські банкноти виготовлені Експедицією в 1917–1920 роках (вибірково)

З численних проєктів грошових знаків, надісланих до Експедиції та відібраних комісією при Міністерстві фінансів протягом 1917–1920 років, було прийнято і випущено 23 державні банкноти, а також 5 гривень 1919 року як збірний проєкт з використанням різних кліше. У квітні 1921 та 1922 року директор Кредитової канцелярії, Констянтин Клепачівський, подав звіти щодо емісії українських банкнот. Він зазначив, що через залишення документів Державного банку України в Києві та події, пов'язані з Проскурівською катастрофою в листопаді 1919 року, точна інформація про випуск української валюти не збереглася. Однак, загальну кількість надрукованих грошових знаків станом на 1922 рік він оцінив у 45 244 860 315 гривень, а приблизний обсяг емісії у 23 027 487 673 гривень, «дзвінкої монети» шагів всіх номіналів було випущено на суму 46 306 555 гривень.
| Номінал                    | Рік емісії        | Дизайнери                                             |
| Центральна Рада            | Центральна Рада   | Центральна Рада                                       |
| -------------------------- | ----------------- | ----------------------------------------------------- |
| 100 карбованців            | грудень 1917 року | Георгій Нарбут                                        |
| 25 карбованців             | квітень 1918 року | Олександр Красовський                                 |
| 50 карбованців             | квітень 1918 року | Олександр Красовський                                 |
| Гетьманат                  |                   |                                                       |
| 10 шагів                   | липень 1918 року  | Антон Середа                                          |
| 20 шагів                   | липень 1918 року  | Антон Середа                                          |
| 40 шагів                   | липень 1918 року  | Георгій Нарбут                                        |
| 30 шагів                   | липень 1918 року  | Георгій Нарбут                                        |
| 50 шагів                   | липень 1918 року  | Георгій Нарбут                                        |
| Білети Державної Скарбниці |                   |                                                       |
| 50 гривень                 | травень 1918 року | Георгій Нарбут                                        |
| 100 гривень                | травень 1918 року | Георгій Нарбут                                        |
| 200 гривень                | травень 1918 року | Георгій Нарбут                                        |
| 1000 гривень               | травень 1918 року | Георгій Нарбут                                        |
| Державний кредитовий білет |                   |                                                       |
| 2 гривні                   | жовтень 1918 року | Василь Кричевський                                    |
| 10 гривень                 | жовтень 1918 року | Георгій Нарбут                                        |
| 100 гривень                | жовтень 1918 року | Георгій Нарбут                                        |
| 500 гривень                | жовтень 1918 року | Георгій Нарбут                                        |
| 1000 гривень               | жовтень 1918 року | Іван Мозалевський                                     |
| 2000 гривень               | жовтень 1918 року | Іван Мозалевський                                     |
| Директорія                 |                   |                                                       |
| Знак Державної скарбниці   |                   |                                                       |
| 100 карбованців            | серпень 1919 року | Георгій Нарбут                                        |
| 250 карбованців            | серпень 1919 року | Борис Романовський                                    |
| 1000 карбованців           | серпень 1919 року | Григорій Золотов                                      |
| 10 карбованців             | серпень 1919 року | Григорій Золотов                                      |
| 25 карбованців             | жовтень 1919 року | Антін Приходько                                       |
| 5 гривень                  | липень 1919 року  | Григорій Золотов, Антон Середа, Олександр Красовський |
| Державний кредитовий білет |                   |                                                       |
| 50 гривень                 | не випущена       | Георгій Нарбут                                        |
| 1000 гривень               | не випущена       | Георгій Нарбут                                        |

### Марки

#### Поштові

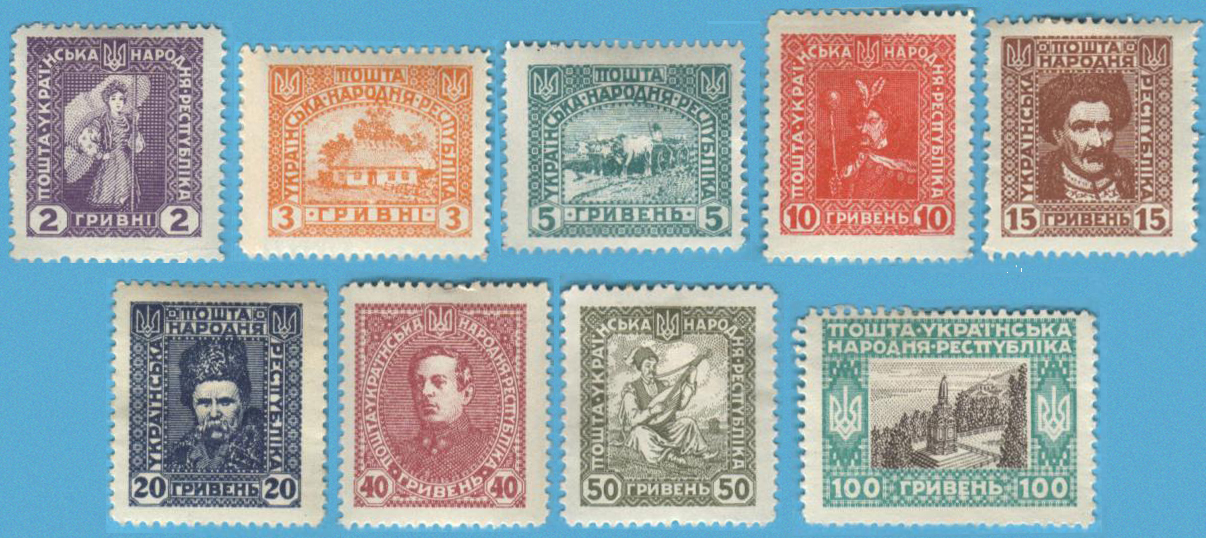
«Віденська серія» поштових марок 1920 року (вибірково)

Малюнки для марок виконали Георгій Нарбут (три марки), Микола Івасюк (шість марок), Антон Середа (дві марки) і Леонід Обозненко (одна марка).

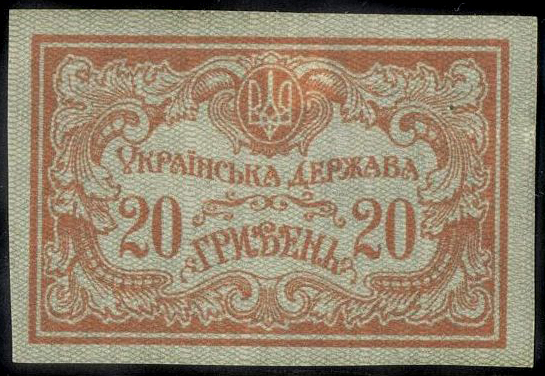
Поштова марка Української держави, 1919 рік

4 січня 1919 року, вже після падіння Української держави, була випущена поштова марка з назвою держави «Українська Держава» номіналом 20 гривень. Автором цієї марки був художник Л. А. Обозненко. Зважаючи на високий номінал, вона використовувалася переважно на формах для грошових переказів і на посилкових квитанціях.
27 серпня 1920 року на засіданні уряду УНР у польському місті Тарнові було ухвалено рішення щодо заміни всіх поштових марок, що використовувалися на українських територіях, новим стандартним випуском з 14 марок номіналами від 1 до 200 гривень. Їх замовили у віденській друкарні військово-географічного інституту. Малюнки шести з цих марок і загальне оформлення серії створив український художник Микола Івасюк, а решту, зокрема портрети Тараса Шевченка, Богдана Хмельницького, Івана Мазепи та Симона Петлюри — він художньо обробив. Випуск отримав назву «віденська серія». 100 мільйонний наклад цієї серії внаслідок поразки УНР в обіг так і не надійшов.
| Номінал     | Рік емісії        | Дизайнери        |
| Гетьманат   | Гетьманат         | Гетьманат        |
| ----------- | ----------------- | ---------------- |
| 10 шагів    | липень 1918 року  | Антон Середа     |
| 20 шагів    | липень 1918 року  | Антон Середа     |
| 40 шагів    | липень 1918 року  | Георгій Нарбут   |
| 30 шагів    | липень 1918 року  | Георгій Нарбут   |
| 50 шагів    | липень 1918 року  | Георгій Нарбут   |
| 20 гривень  | січень 1919 року  | Леонід Обозненко |
| Директорія  |                   |                  |
| 1 гривня    | серпень 1920 року | Микола Івасюк    |
| 2 гривні    | серпень 1920 року | Микола Івасюк    |
| 3 гривні    | серпень 1920 року | Микола Івасюк    |
| 5 гривень   | серпень 1920 року | Микола Івасюк    |
| 10 гривень  | серпень 1920 року | Микола Івасюк    |
| 15 гривень  | серпень 1920 року | Микола Івасюк    |
| 20 гривень  | серпень 1920 року | Микола Івасюк    |
| 30 гривень  | серпень 1920 року | Микола Івасюк    |
| 40 гривень  | серпень 1920 року | Микола Івасюк    |
| 50 гривень  | серпень 1920 року | Микола Івасюк    |
| 60 гривень  | серпень 1920 року | Микола Івасюк    |
| 80 гривень  | серпень 1920 року | Микола Івасюк    |
| 100 гривень | серпень 1920 року | Микола Івасюк    |
| 200 гривень | серпень 1920 року | Микола Івасюк    |

#### Фіскальні
Гербові марки були замовлені урядом Української Народної Республіки та вперше введені в обіг за часів Української Держави. Згодом їх використовував уряд Директорії.
| Номінал        | Рік емісії | Дизайнери |
| -------------- | ---------- | --------- |
| 40 шагів       | 1918       |           |
| 50 шагів       | 1918       |           |
| 1 карбованець  | 1918       |           |
| 2 карбованці   | 1918       |           |
| 5 карбованців  | 1918       |           |
| 10 карбованців | 1918       |           |

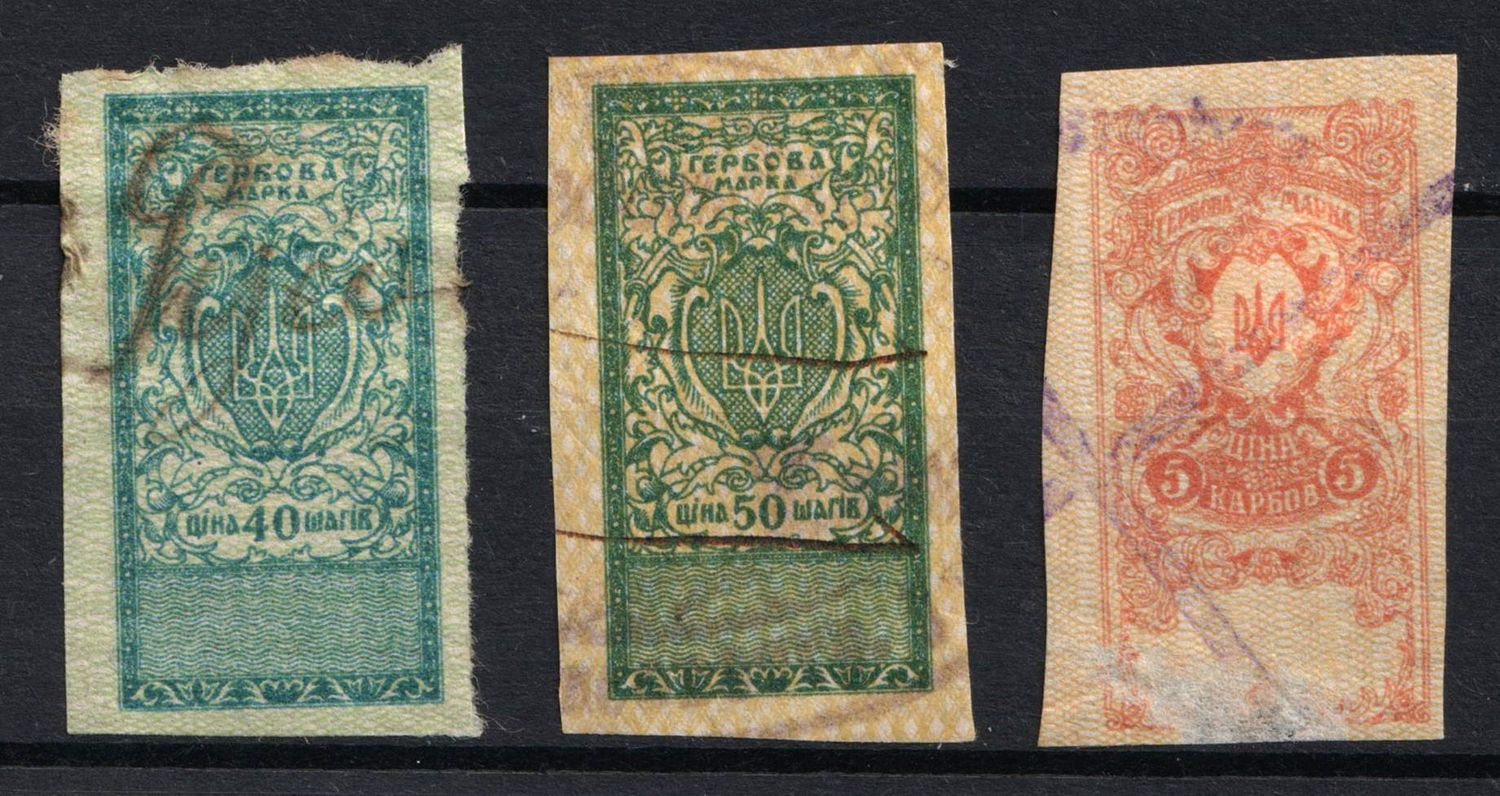
Гербові марки УНР, виготовлені Експедицією 1918 року (вибірково)

Гербові театральні марки видані на основі закону Української Держави від 14 червня 1918 року «для реалізації державного податку з прилюдних видовищ». Марки складалися з двох частин: одну наклеювали на квиток, інша залишалася в блоці, так званому «остатку», і мала напис «Талон для остатку». Усі марки були надруковані в друкарні Кульженка.

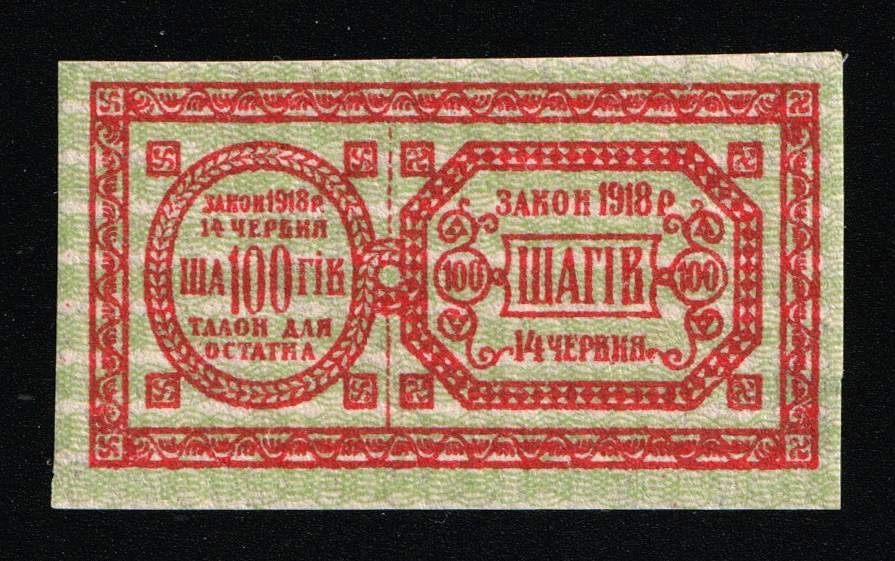
Гербова театральна марка 100 шагів, виготовлена Експедицією 1918 року

| Номінал                 | Рік емісії | Дизайнери      |
| ----------------------- | ---------- | -------------- |
| 10 шагів                | 1918       |                |
| 50 шагів                | 1918       |                |
| 40 шагів                | 1918       |                |
| 70 шагів                | 1918       | Михайло Бойчук |
| 80 шагів                | 1918       | Михайло Бойчук |
| 100 шагів               | 1918       | Михайло Бойчук |
| 160 шагів               | 1918       | Михайло Бойчук |
| 1 карбованець           | 1918       |                |
| 1 карбованець 120 шагів | 1918       |                |
| 2 карбованці            | 1918       |                |